# 富山車站
富山站（日语：〔〕／ Toyama eki */?）是位於日本富山縣富山市明輪町，由西日本旅客鐵道、愛之風富山鐵道和富山地方鐵道共同使用的鐵路車站，為富山縣和富山市的主要車站；在2001年入選中部車站百選。
此外，本條目亦記述位於富山車站旁的幾個富山地方鐵道電車站。
- 電鐵富山站
- 電鐵富山站·ESTA前停留場
- 富山站停留場

## 概要

富山站周邊各車站的位置分佈圖。

JR西日本及愛之風富山鐵道共同使用的富山站，有JR西日本的北陸新幹線和高山本線、愛之風富山鐵道的愛之風富山鐵道線停靠，其中愛之風富山鐵道線過去曾經是JR西日本北陸本線的一部分，在2015年北陸新幹線通車至此時，移交給愛之風富山鐵道，因此目前JR西日本的高山本線在內，富山車站的全部再來線區域都是由愛之風富山鐵道管轄。
富山地方鐵道的電鐵富山站是富山地方鐵道本線單獨使用的車站，雖然不二越線是在鄰站稻荷町站才從本線分出，但在不二越線上行駛的列車都會從稻荷町站繼續駛至電鐵富山站，並以此做為起點或終點，因此實際上在電鐵富山站裡，是同時設有本線和不二越線的列車班次。
在JR西日本、愛之風富山鐵道的高架橋下方，設有富山地方鐵道的富山站停留場，往南可接入富山軌道線，往北接入富山港線，在此系統上營運的六條路線都會駛入富山站停留場。
富山軌道線往南離開富山車站後，於車站南側的道路上設有電鐵富山站·ESTA前停留場，該電車站在2015年現在的「富山站停留場」啟用前，原名為「富山站前停留場」，也是過去距離富山車站最近的電車站。
而富山港線以前曾是由JR西日本所經營，當時該路線會直接駛入富山站，後來在2006年改由富山輕軌接手經營後，改在富山站北側出口旁設置富山站北停留場成為該路線的起點；直到2020年富山輕軌與富山地方鐵道合併後，路線再次延伸至富山車站的高架下方的「富山站停留場」，原本的富山站北停留場也同時關閉。

## 高架化與周邊工程

### 富山站周邊連續立體交差工程概要
這個工程是配合北陸新幹線的相關工程，主要是把富山站周邊1.8公里的鐵路進行鐵路高架化，讓原本因在來線被車站南北分斷的情況得以改善，行人可直接使用南北閘外通路來往富山地方鐵道富山軌道線和富山輕軌富山港線之間，並融合南北兩邊的社區發展。
工程首先把JR在來線月台暫時遷移至北邊，然後在2005年10月6日正式開始動工。在2007年3月18日起，北出口改用臨時車站大樓，在2010年4月19日起，南出口改用臨時車站大樓。在2008年10月20日起下行月台改用臨時月台，在2010年4月19日起上行月台改用臨時月台。
新幹線的高架月台（2面4線）在2015年3月14日起開始使用。同時，富山地方鐵道富山軌道線的富山站停留場也於新幹線高架橋下啟用。在同年4月20日起，愛之風富山鐵道線上行方向月台，與高山本線在來線月台均遷移至高架月台。2019年3月4日，愛之風富山鐵道線下行方向月台遷移至高架月台，整個鐵路的遷移過程到此完畢。使在富山站在來線設有2面5線的高架月台（當中1線是切角式月台）。
隨後繼續工程進行，在拆除在來線地面月台後開始進行南北閘外通道工程。在2020年3月21日，富山地方鐵道富山軌道線富山港線在富山車站中連接起來。另外，富山地方鐵道本線的1.0公里路段也高架化，新的電鐵富山站月台為2面2線的月台，這個工程在2019年度開始進行。過去曾經連接北陸本線和富山地方鐵道線的聯絡線，由於這一連串的工程而廢除，在高架化工程完成後也沒有重建的計劃。

地面車站、臨時車站時代的富山站
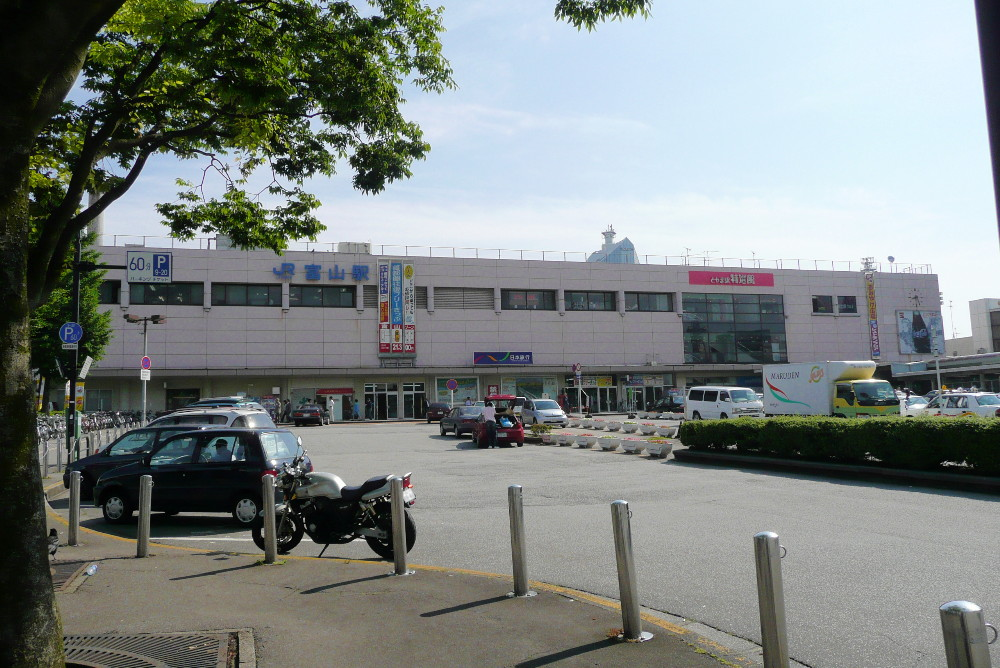
新幹線啟用前的正面車站大樓 （南出口廣場因擴展而拆毀）
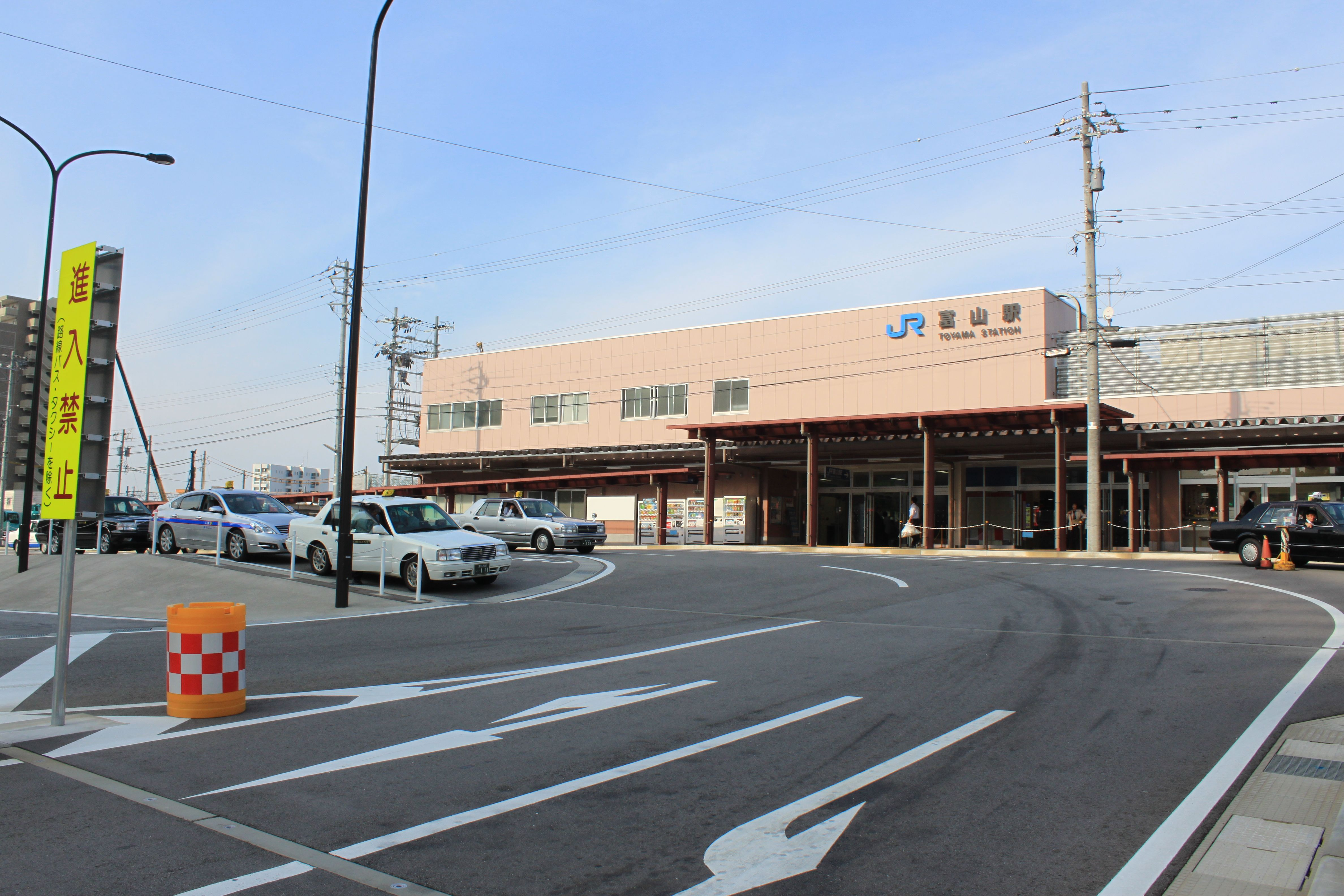
在建設新幹線建設時，於西邊建設臨時車站大樓與廣場 （在新幹線啟用前日還在使用）
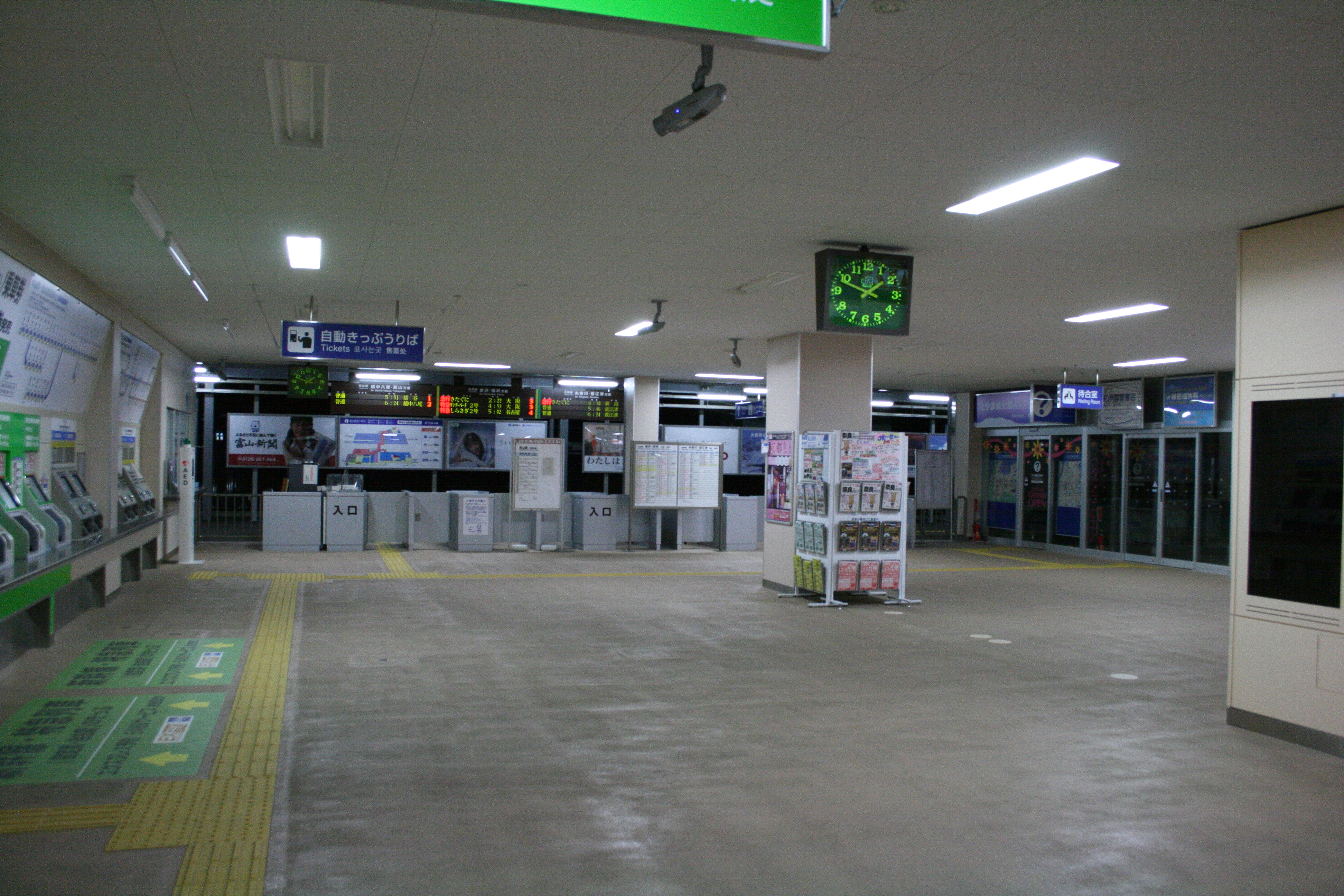
富山車站臨時車站大樓與大堂
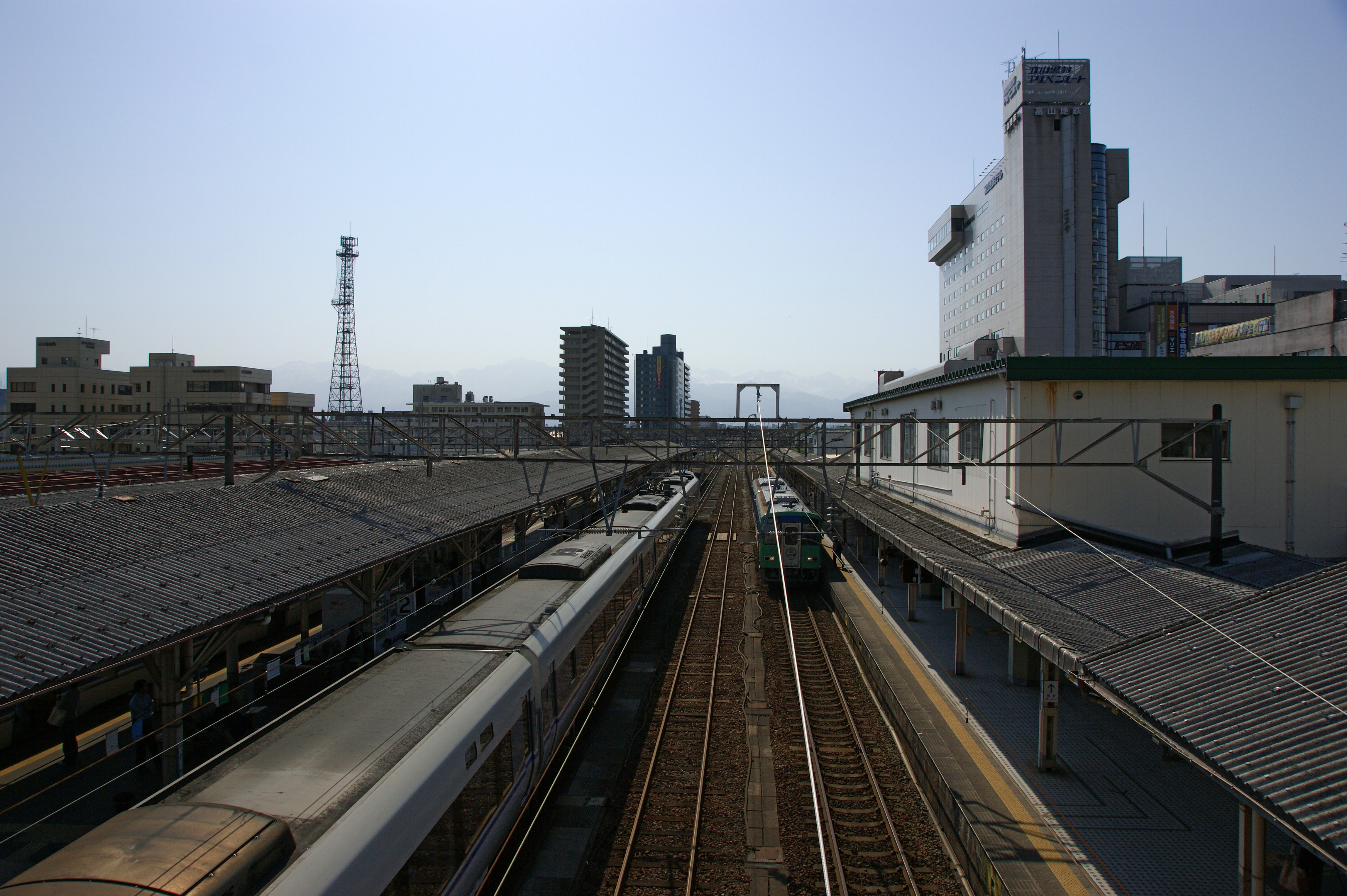
富山站橋上
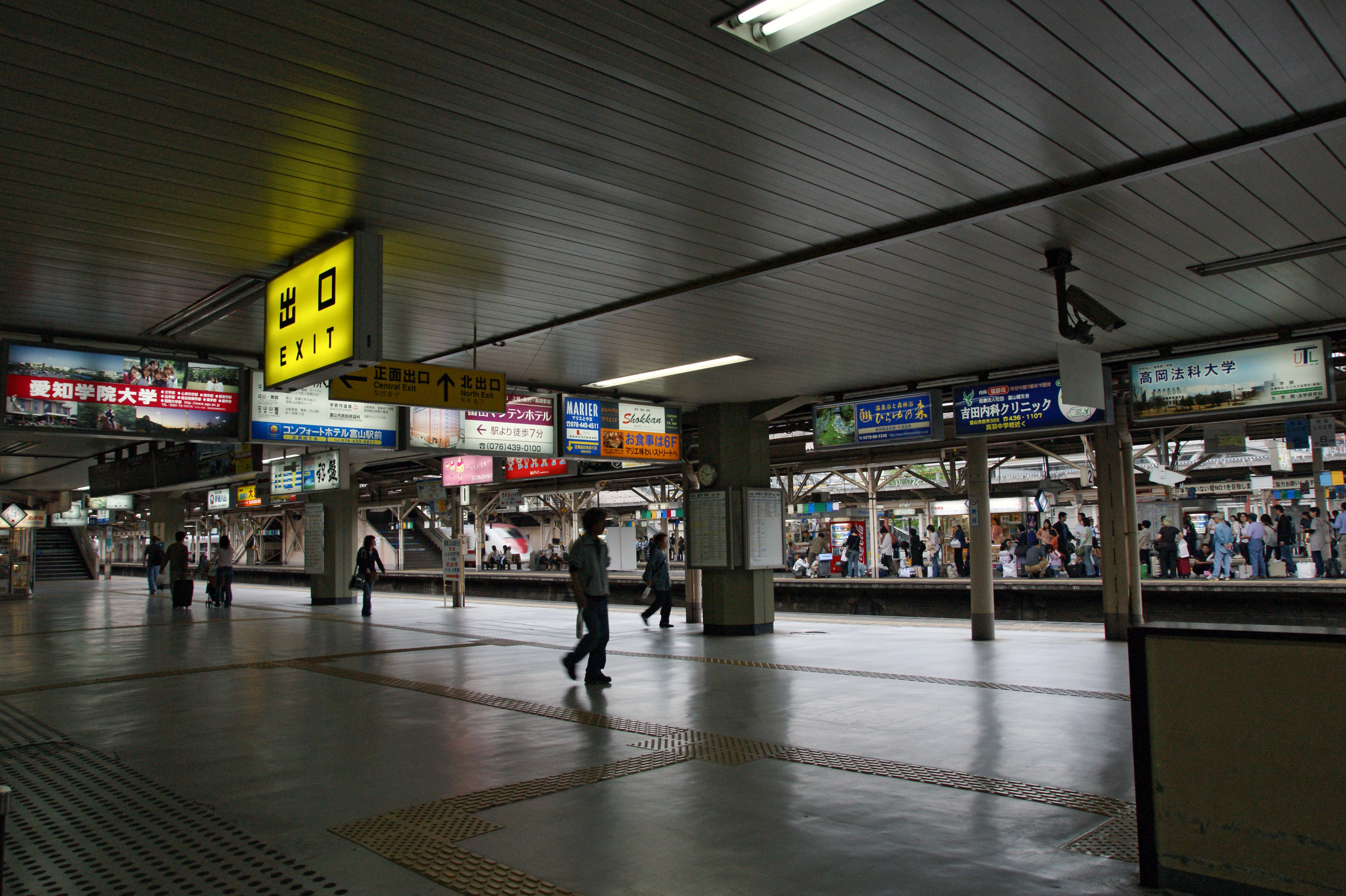
舊1號月台
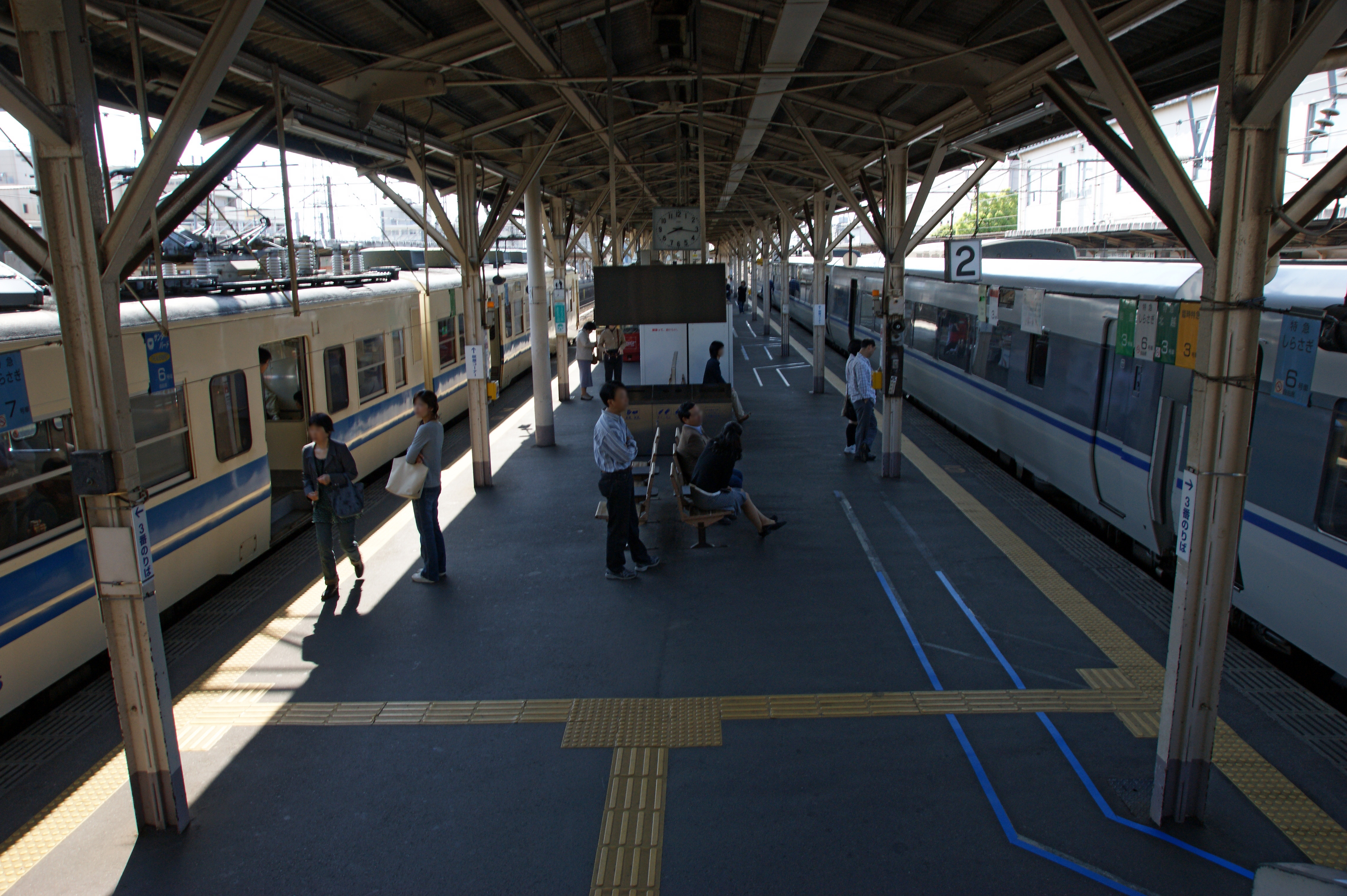
右邊為舊2、4號月台
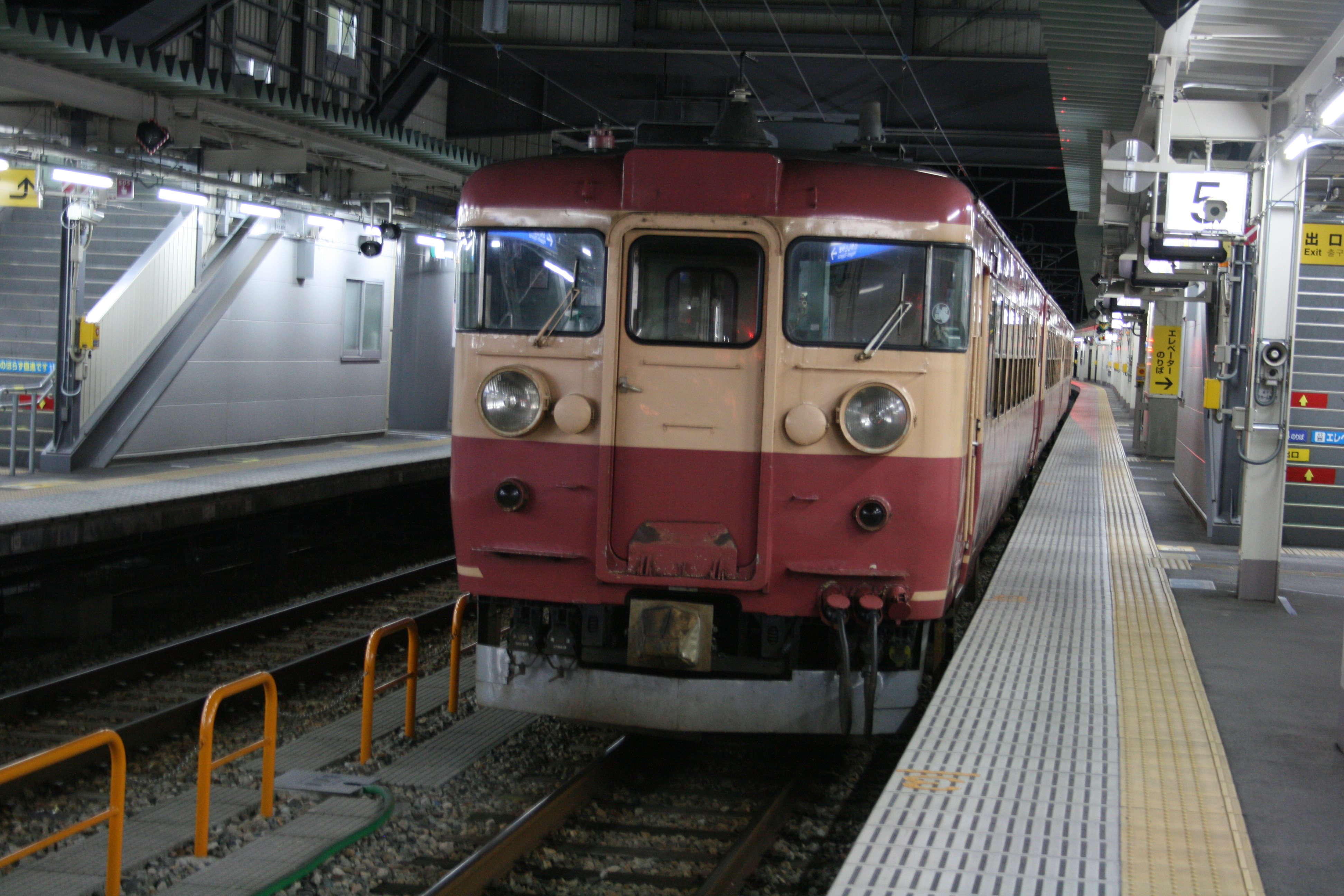
富山站臨時車站大樓與475系停靠在5號月台
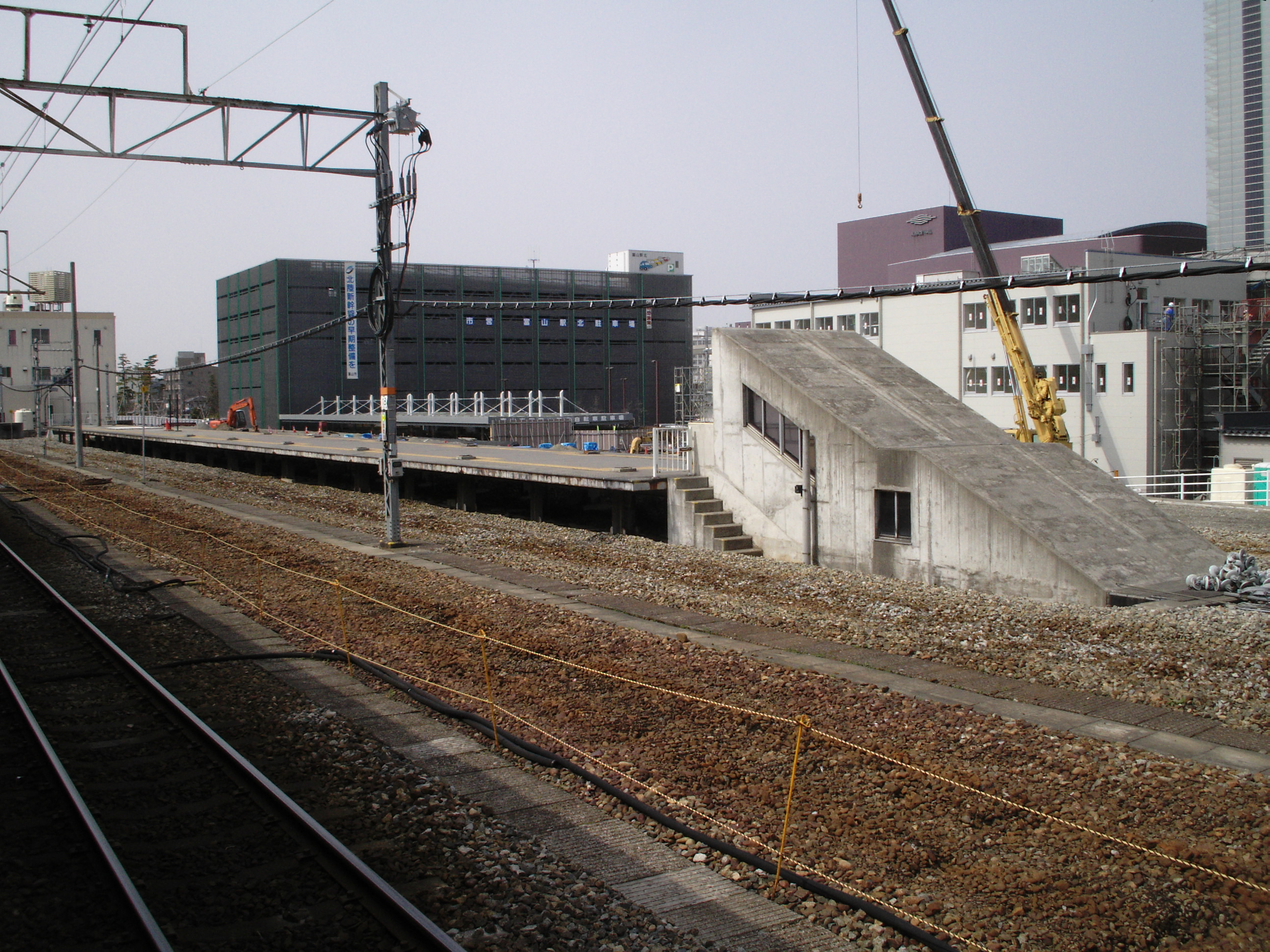
拆毀中的7、8號月台（2006年4月）

### 軌道線駛入至富山站高架橋下
在上述的富山站周邊連續立體交差工程中，包括了把軌道線駛入至高架橋下的計劃。這個工程包括了建設富山站南北接續線（富山站停留場 - 富山地方鐵道富山軌道線支線連接點），該接續線在2015年3月14日開始啟用，富山站停留場也同日啟用。而原先的富山站前停留場，由於有可能與新設的富山站停留場造成混淆，因此於同年3月14日改名為「電鐵富山站·ESTA前停留場」。
2020年3月21日，富山駅南北接續線與富山地方鐵道富山港線路軌連接起來，使富山軌道線與富山港線可互相直通運輸。

### 隨著高架化工程遷移北出口
富山站曾經在1958年10月16日於牛島之渠處開設北出口檢票處。後來在1999年12月4日，北出口車站大樓翻新完成。後來，由於富山站高架化工程，便把北出口車站大樓與地面月台撤走，在2007年3月18日，北出口改用臨時車站大樓。該大樓位於原本的大樓東邊，一樓為迷你便利店和富山輕軌售票處，二樓和三樓為職員辦公室。
在2015年3月14日，愛之風富山鐵道啟用，車站在來線部分由愛之風富山鐵道接管。使北出口也由該公司管轄。但是該處的售票與檢票業務繼續委托了JR時代已經存在的JR西日本金澤Maintec負責（業務委託）。在1997年10月1日以來已經存在的綠色窗口與JR線售票機均撤走。可是這個措施令民眾感到不滿，結果西日本旅客鐵道答應富山縣的要求，在2016年2月19日再次設置綠色售票機。另外，在2015年4月20日起，向北陸新幹線的乘客發行專用的通行票，乘客在富山站下車後如需要前往北出口，可於離開新幹線閘機後，使用通行票進入愛之風富山鐵道富山站站內通道，從而到達北出口。
但是，上述提及由於正在進行富山站周邊連續立體交差工程。在2019年3月4日，關閉了北出口車站大樓，以整合南北兩方的檢票口。而上述針對新幹線使用者的措施也完結。新的富山站北出口工程在2022年完成並啟用。

臨時車站大樓時代的富山站北出口
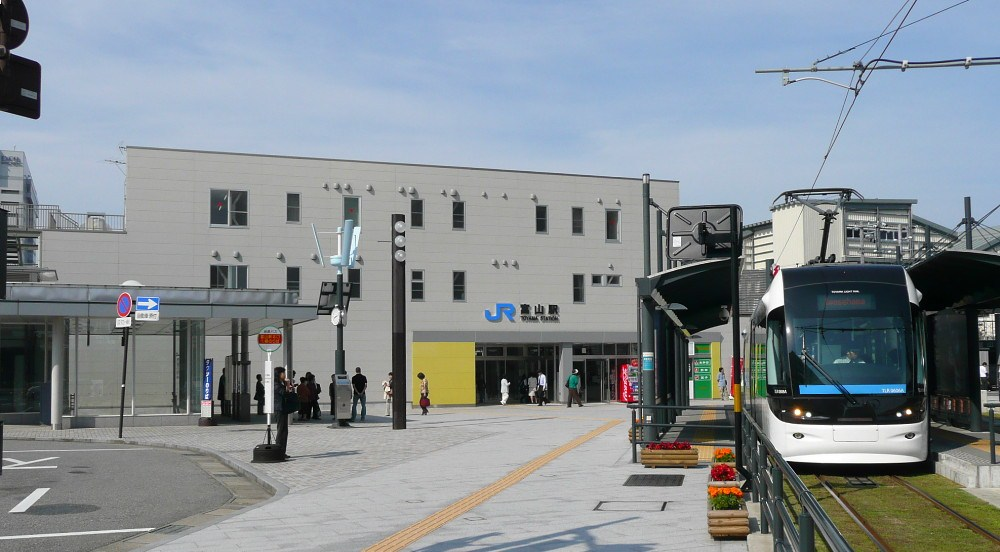
曾經的富山站北出口車站大樓
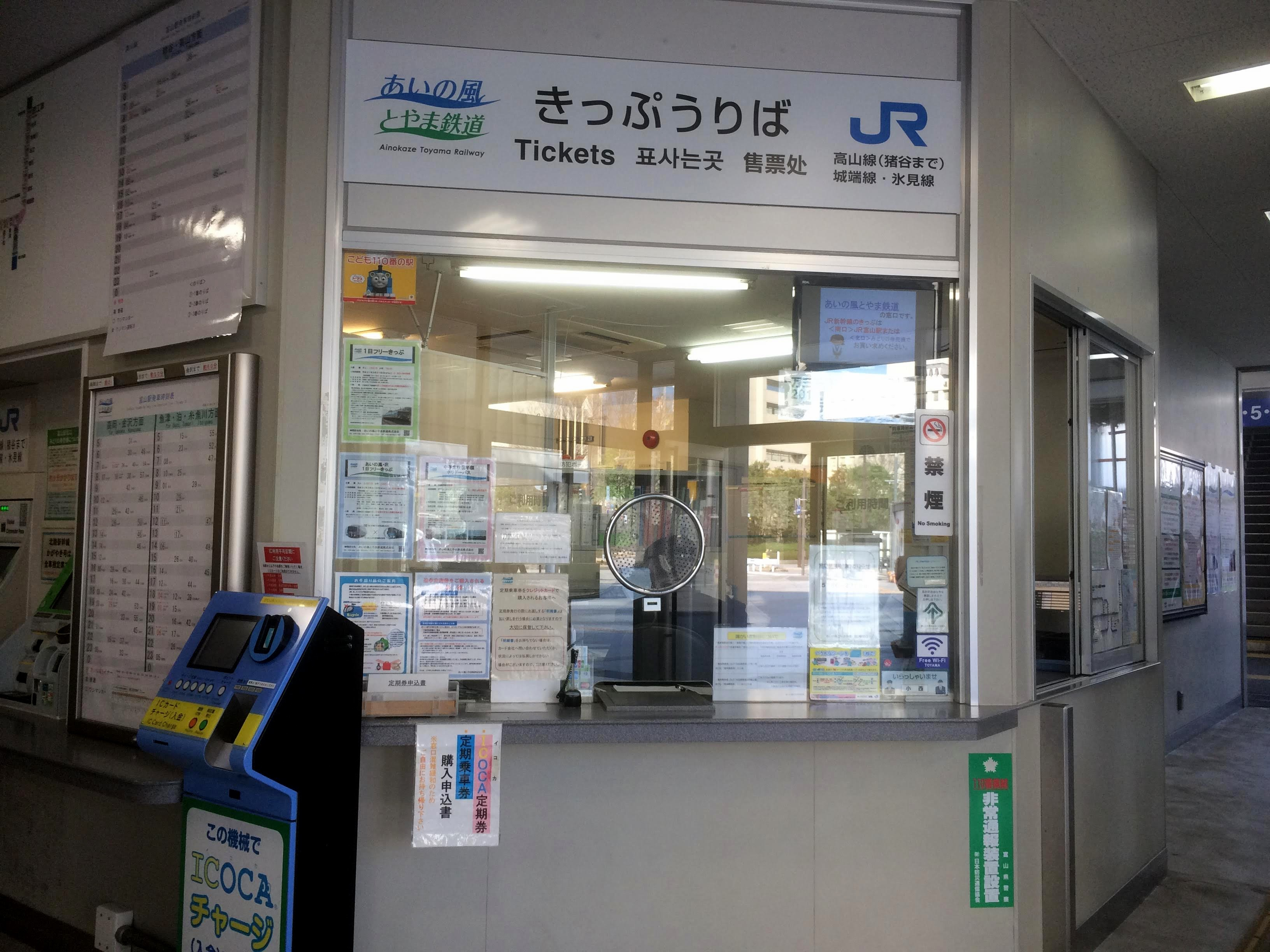
北出口的售票處
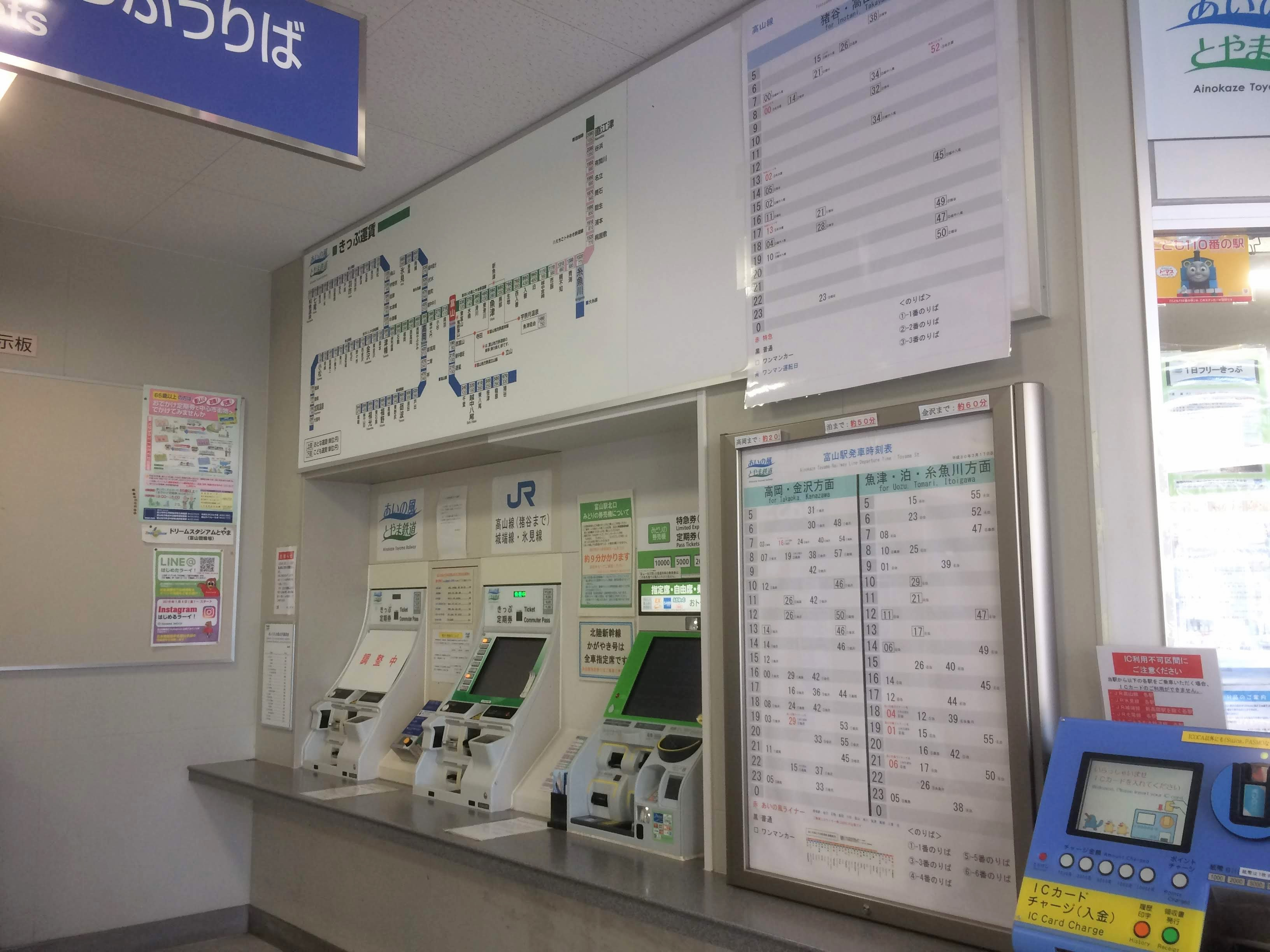
北出口的綠色售票機
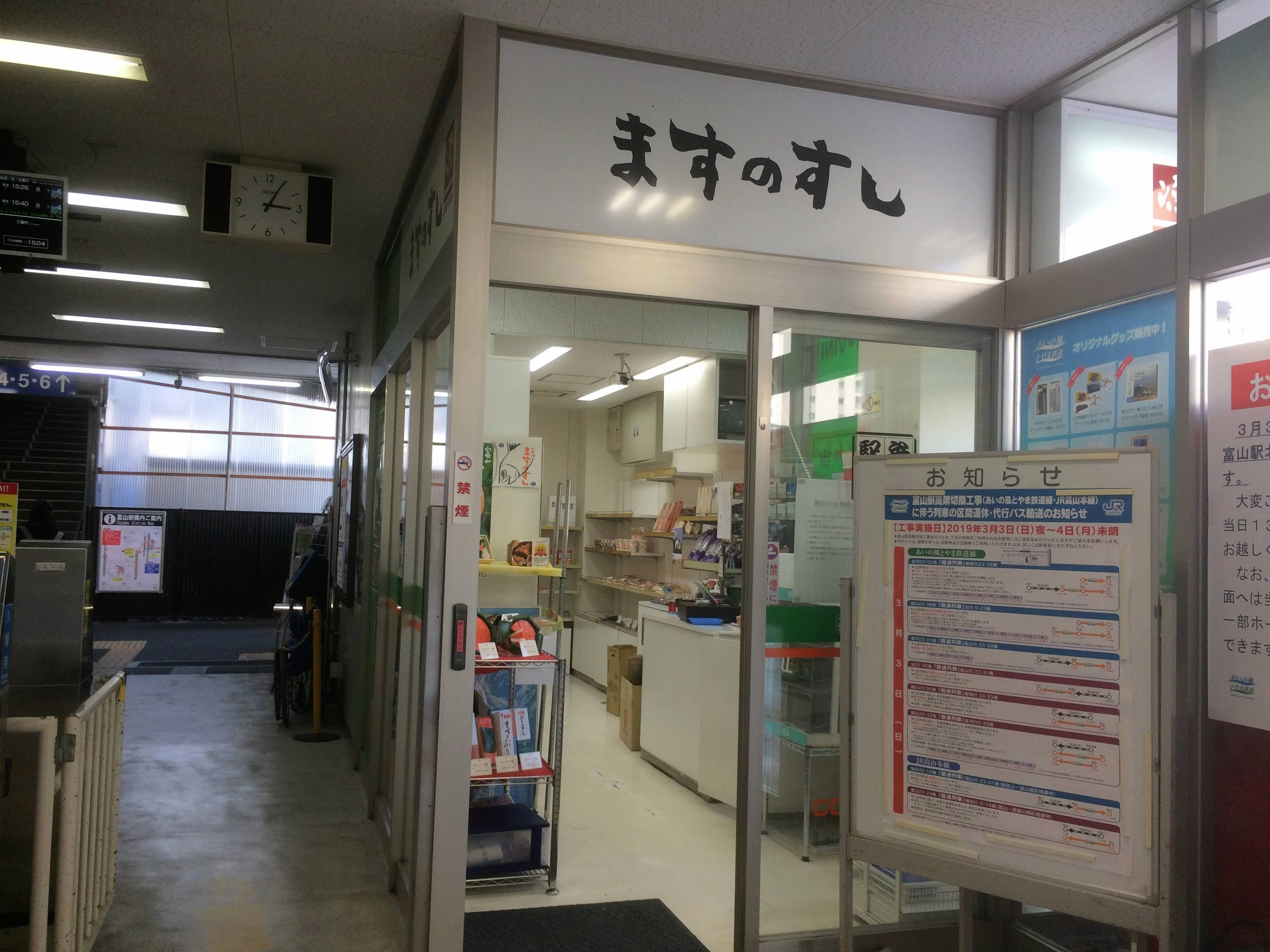
北出口的商店

## 車站結構

### JR西日本（北陸新幹線）
現時使用的車站大樓是併合新幹線月台的新大樓，於2015年3月14日正式使用，位處原來的舊車站大樓位置；除了原來的南口外，亦新設了西口，是專為直通往因應新幹線而新建成的富山地方鐵道富山市內軌道線「富山站」月台。新站舍共有三層，與過往不同，南口及車站自由通道並非慣常設於中央位置，而是遷移至左側靠近富山市內軌道線方面，這除了因遷就新幹線的設計外，很大程度上亦因為把面向站前廣場的部份，都留作店舖出租之用。現時面向站前廣場的，共設有4間店舖，右側（東側）部份則闢作名為「活力富山市場」（きときと市場とやマルシェ）的綜合廣場，性質與原來併設在舊車站大樓內的「富山物產館」相同，館內設有食肆、物產店等共57間店舖進駐，並且有扶手電梯通往2樓的專用新幹線閘口；而位於軌道線站左側，同樣建有較細規模，佔地2層的飲食中心「Clarte」（クラルテ），現時有7間食肆及便利商店進駐。
富山的新幹線車站是一座高架車站．入口設於地面一樓，檢票口共有兩處，一處是位於一樓南北閘外通道的「中央檢票口」，另一處是連接車站內的商業設施「Toyamarushe」的「2樓（中2樓）檢票口」。二樓有可以直接進入愛之風富山鐵道在來線區域的檢票口。月台位於三樓，為2面4線的高架的島式月台。車站沒有通過線，各月台均設有半身玻璃密封式圍欄及黑色自動閘門，所有等級的新幹線列車均會停靠。在新幹線檢票口與新幹線月台上均設有販賣車站便當的商店。
此站的事務管碼是▲541465。發車音樂方面，此站使用了由須藤晃作曲的「富山之玻璃和水」。站內可使用公共Wi-Fi。

#### 月台
| 月台   | 路線       | 方向 | 目的地           |
| ------ | ---------- | ---- | ---------------- |
| 11、12 | 北陸新幹線 | 上行 | 往長野、東京方向 |
| 13、14 | 北陸新幹線 | 下行 | 往金澤方向       |

富山站（北陸新幹線）
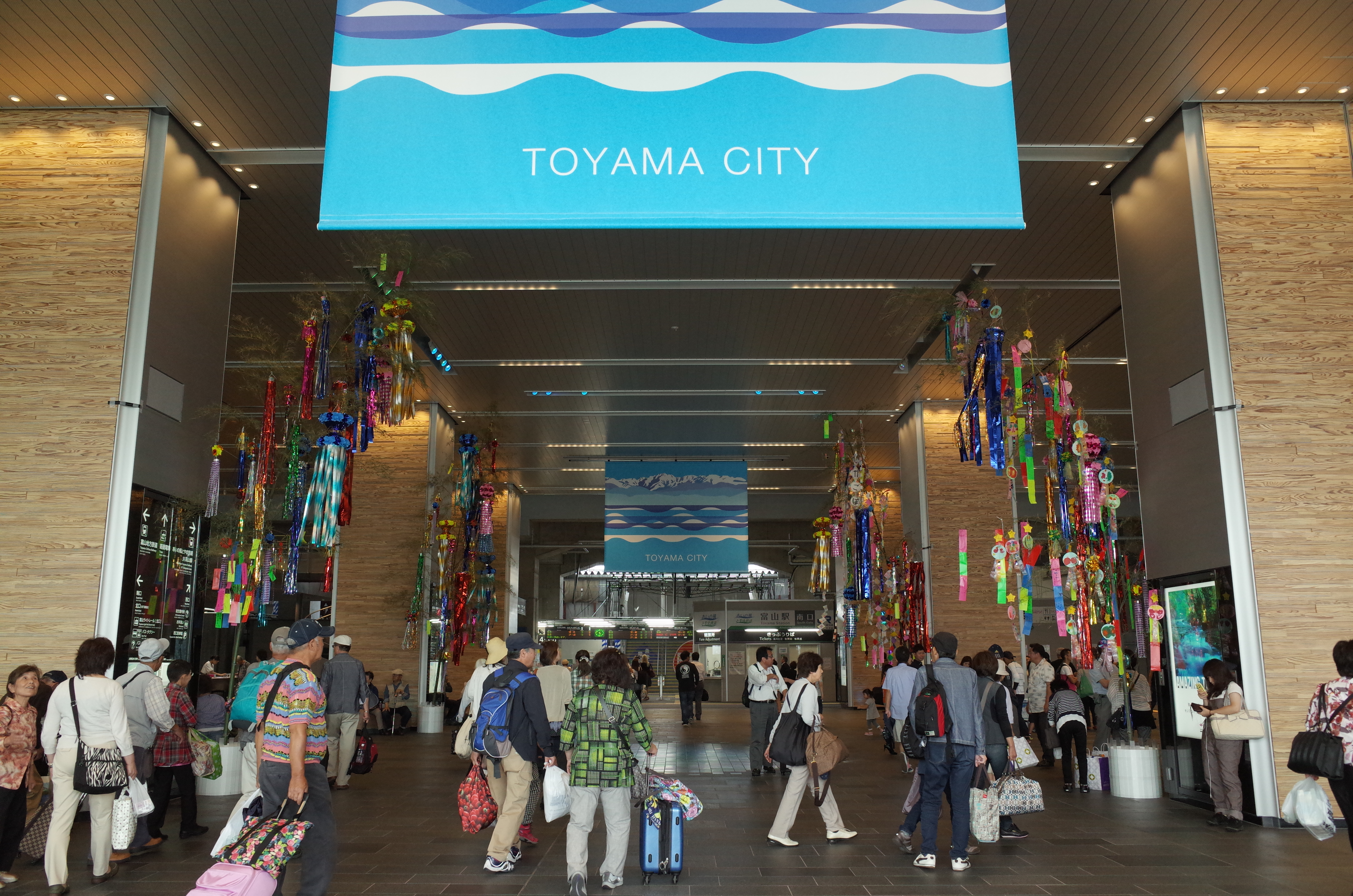
大堂
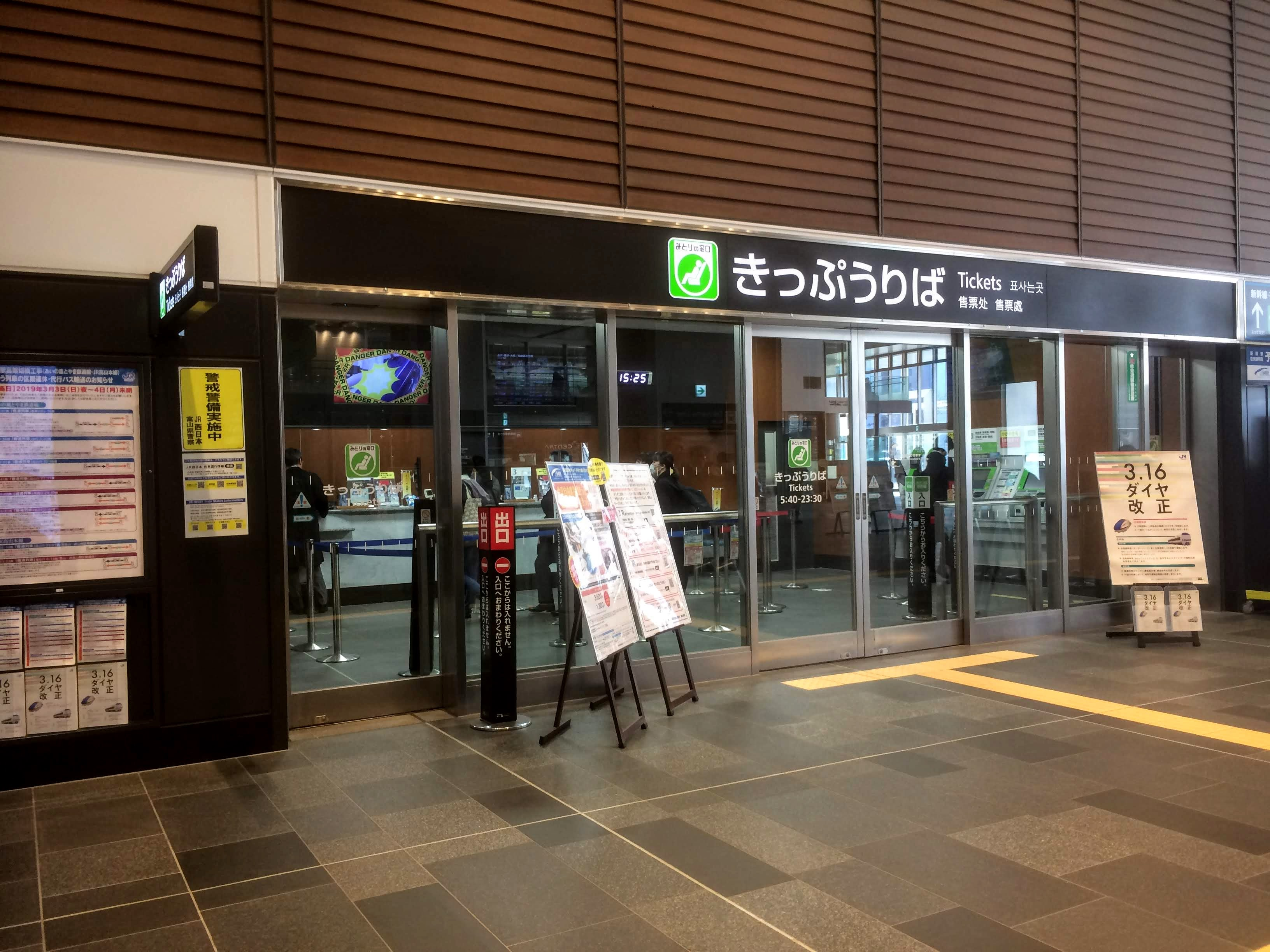
綠色窗口
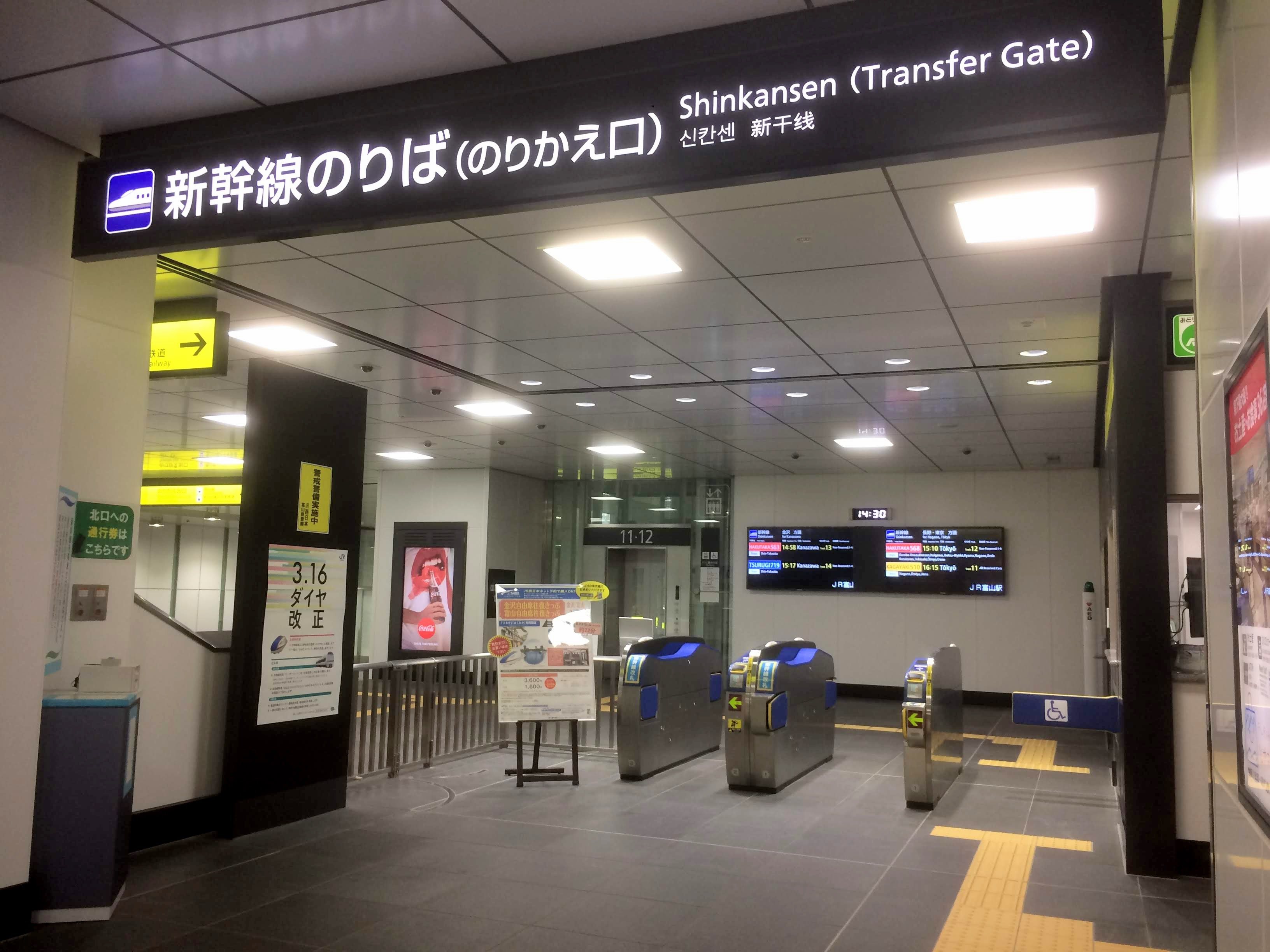
與車站大樓「Toyamarushe」共用的新幹線檢票口
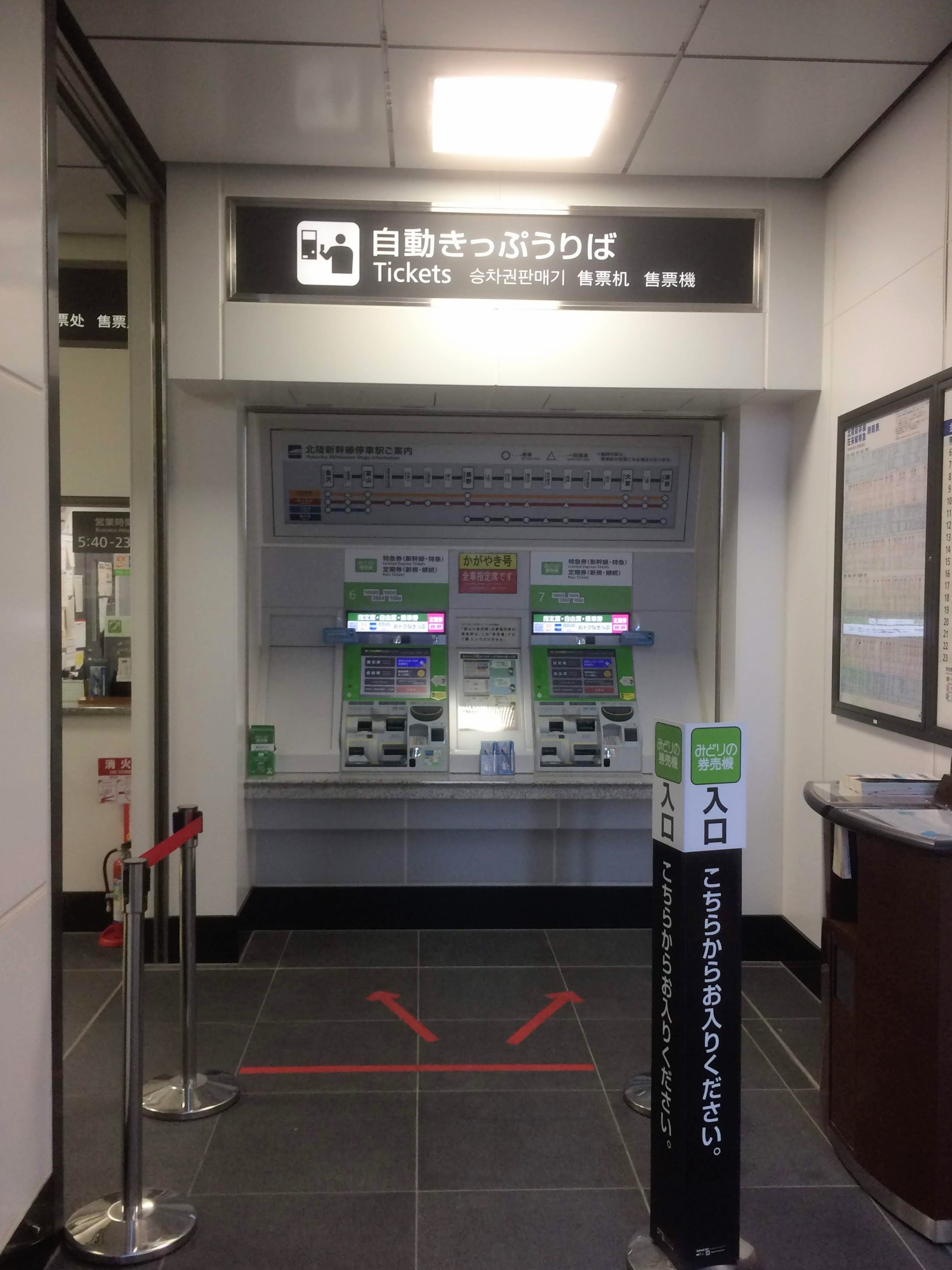
在轉乘檢票口中的多功能自動售票機

### 愛之風富山鐵道·JR西日本（高山本線）
愛之風富山鐵道管理的是富山車站的在來線區域，此區域的鐵路路線包括過去自西日本旅客鐵道北陸本線移交而來的愛之風富山鐵道線，以及目前仍屬於西日本旅客鐵道的高山本線。
此站為愛之風富山鐵道的直營車站，車站編號為09，該編號並不適用於高山本線。乘客只可以在愛之風富山鐵道櫃臺、售票機中購買高山本線JR西日本範圍的車票（即西富山至豬谷之間），如購買比豬谷更遠的JR車站、特急「飛驒」特急票與定期票，便需要在綠色售票機中購買，或者在新幹線櫃臺購買，又或者在下車站進行補票。
月台為2面5線的高架島式月台，包含一個採用切角式設計，退縮部分月台空間用以放置一條路軌，所設置的短月台。
上行月台全長280米，與新幹線月台之間採用全開放無阻隔形式，可清楚互相對望，3號月台旁則加裝了全封式圍板。

##### 月台
在來線的路線方向與新幹線的方向不同。於在來線中，金澤方向為「上行」，但是在北陸新幹線中，東京方向為「上行」。
在2019年全面完成月台高架後，1號月台主要為「愛之風富山鐵道線（上行）」月台，2號月台為「高山本線專用」月台，3號月台為「高山本線、愛之風富山鐵道線（上行）共用」月台，4、5號月台為下行線專用。
| 月台 | 路線              | 上下行 | 方向                 |
| ---- | ----------------- | ------ | -------------------- |
| 1    | ■愛之風富山鐵道線 | 上行   | 高岡、金澤方向       |
| 2    | ■JR高山本線       | -      | 越中八尾、高山方向   |
| 3    | ■JR高山本線       | -      | 越中八尾、高山方向   |
| 3    | ■愛之風富山鐵道線 | 上行   | 高岡、金澤方向       |
| 4、5 | ■愛之風富山鐵道線 | 下行   | 魚津、泊、糸魚川方向 |

#### 地面月台時期（2015年4月20日前）
過去在2015年前，月台設於地面，當時共設有兩座島式月台，以及一座附設港灣式月台的側式月台一個，合共提供3面6線的配置。側式月台（2號月台）及港灣式月台（1號月台）主要是供使用氣動車的高山本線所使用，JR經營北陸本線時，亦多作為往直江津方向的普通列車始發之用。而兩座島式月台，則主要用於愛之風富山鐵道線上。月台間以行人天橋連接，並設有升降機。由北口進入的乘客，均需要利用行人天橋往各月台；由南口進入的乘客，過往在臨時站舍時，要經過一段以圍板分隔的長通道後，才能直接到達2號月台。新幹線站舍開放後，則只需通過臨時入口，沿數級樓梯或旁邊的臨時斜道便可到達2號月台。

#### 進站、發車音樂
在2017年3月13日起，愛之風富山鐵道引入新旅客資訊系統（車站自動廣播），開始設有獨自的進站音樂和發車音樂。而此站的音樂由Switching株式會社的福島直哉負責編曲。
- 進站音樂
  - 《故鄉之天空（日语：ふるさとの空） verA》（久石讓作曲） - 「富山縣故鄉之歌」的進曲部分，在其他富山市內的車站也使用相同音樂[47]。
- 發車音樂
  - 《四季》（韋華第作曲） - 在立山連峰作為舞台的電影《劒岳 點之記（日语：劒岳 点の記）》中，該音樂成為了電影的背景音樂[47][注 4]。
    - 「春」（3 - 5月）
    - 「秋」（9 - 11月）
    - 「冬」（12 - 2月）

  - 「阿爾卑斯之牧場」（6 - 8月）

過去在引入新旅客資訊系統前，站內是直接使用西日本旅客北陸本線主要站標準的詳細自動廣播系統，包括了廣播文字、進站和發車音樂。

富山站（愛之風富山鐵道、JR高山線）
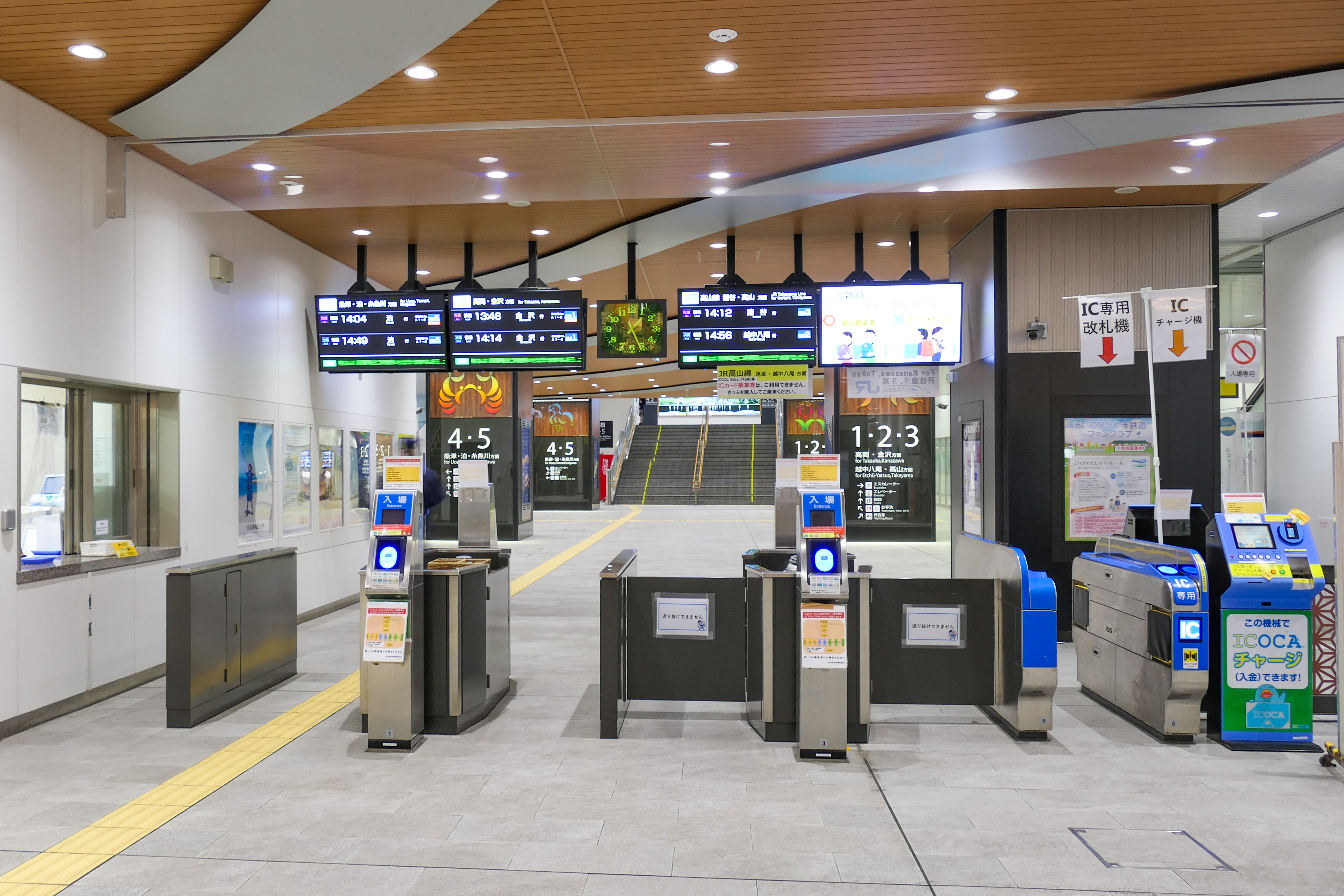
愛之風富山鐵道線、JR高山線檢票口
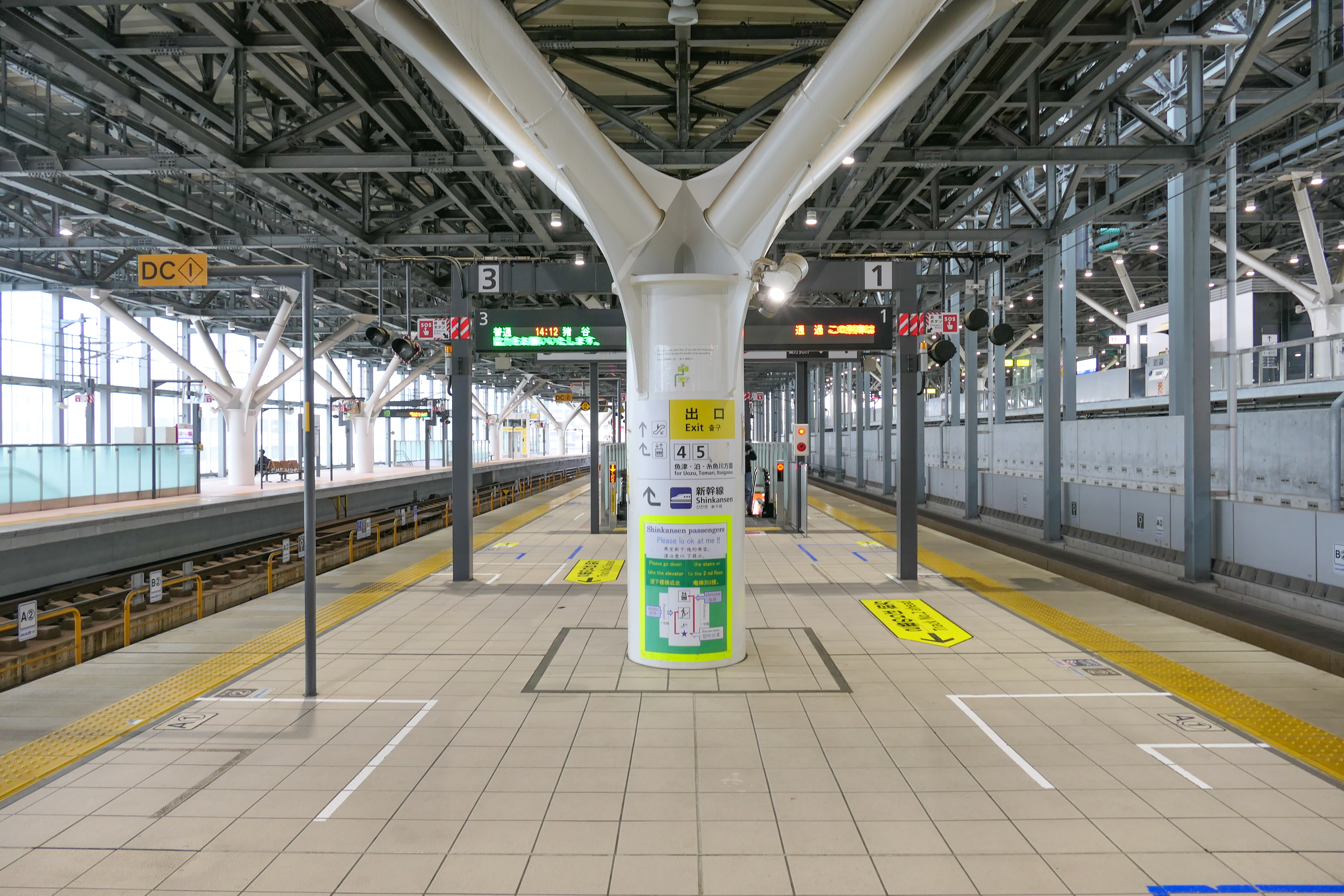
1號與3號月台
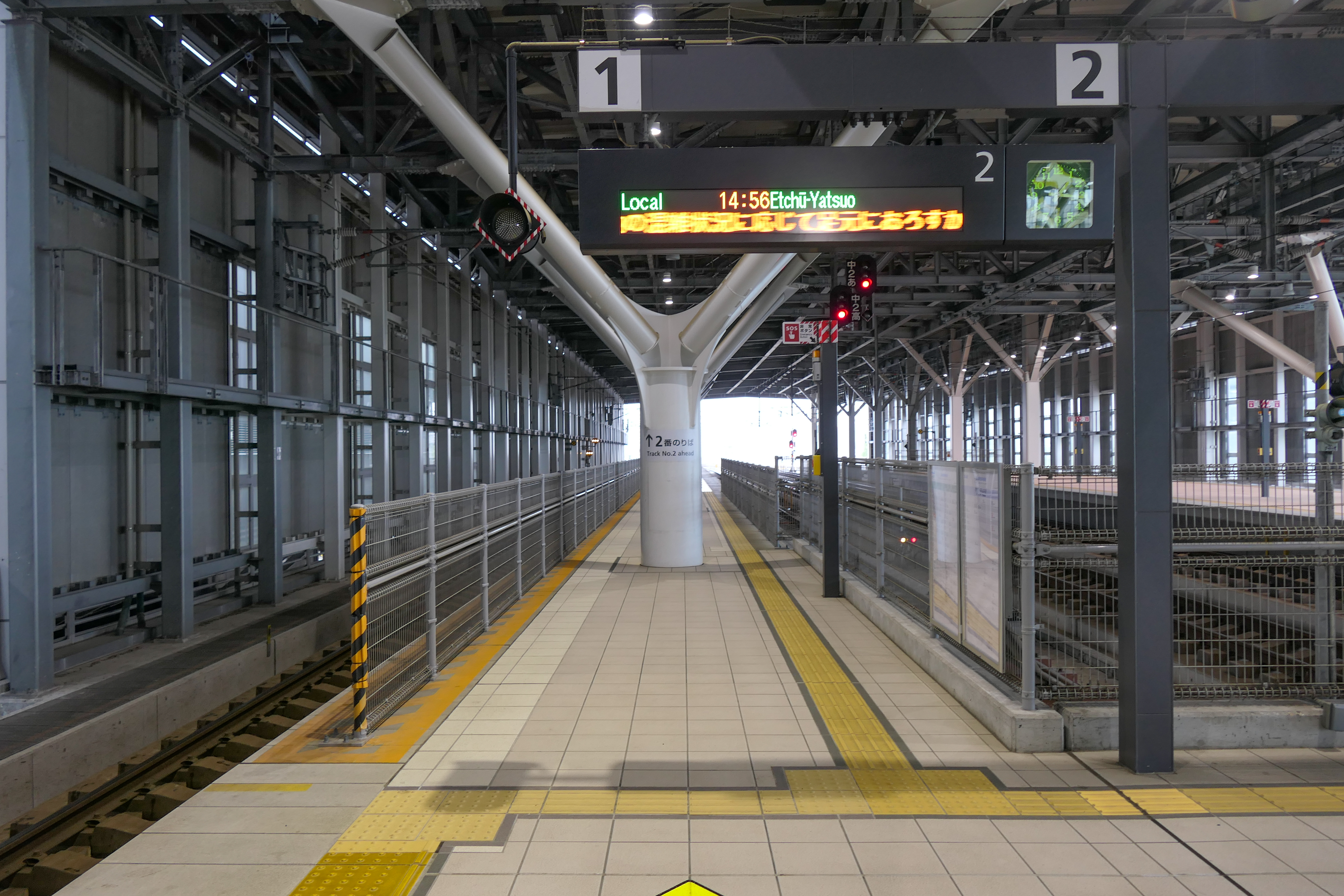
2號月台
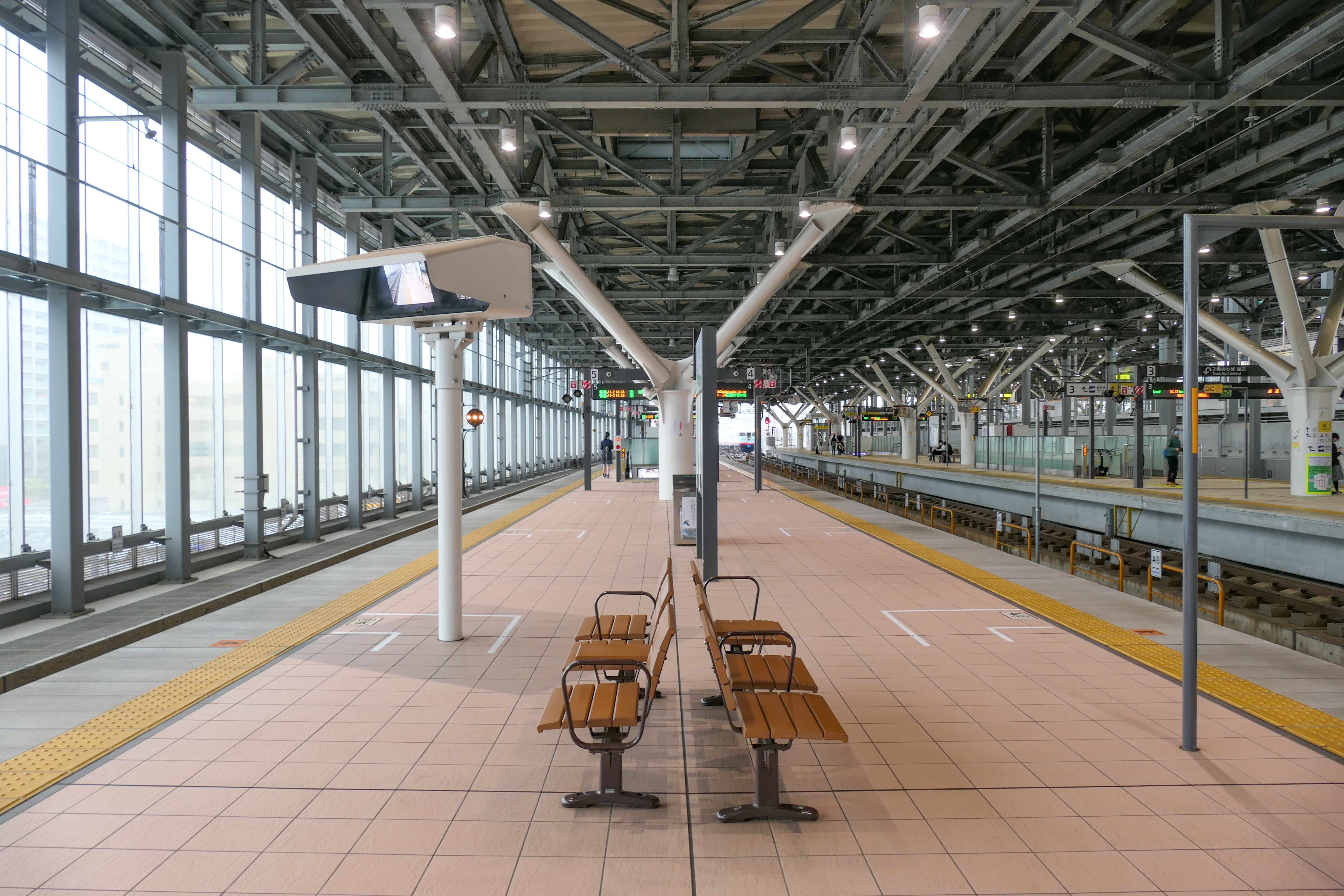
4號與5號月台

#### 歷史（包括國鐵時代）

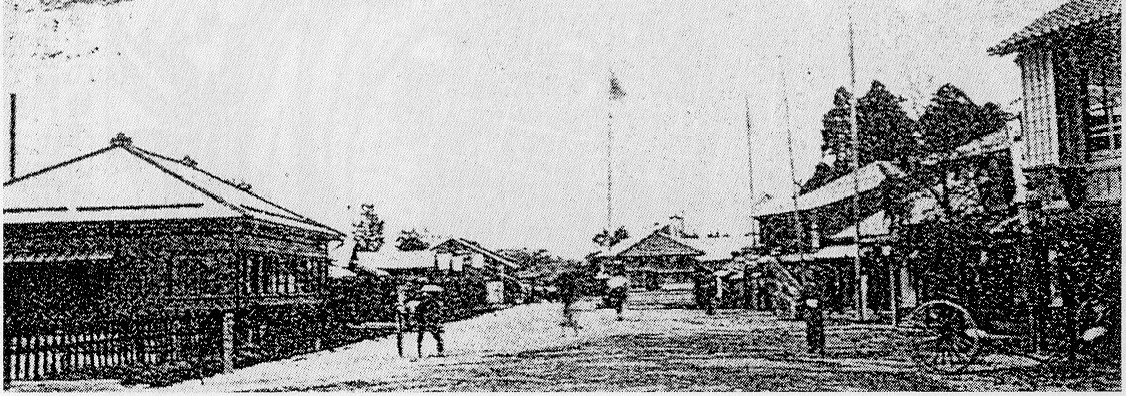
在1908年（明治41年）11月遷移至現地前的田苅屋富山站臨時車站大樓。

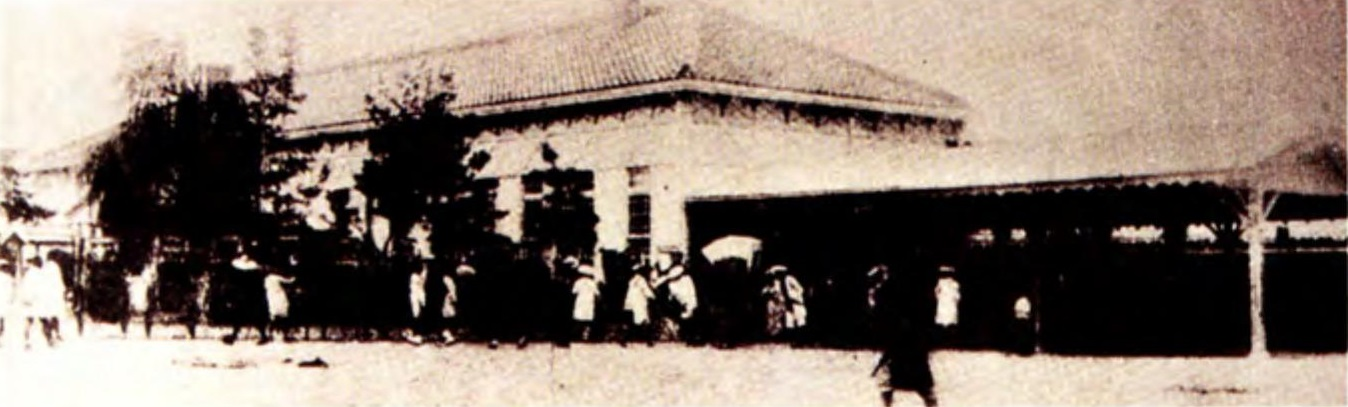
1908年（明治41年）11月遷移至現地前的田苅屋富山站臨時車站大樓。

截至1901年（明治34年）的富山市區域擴張預測圖。圖中，「馳越水路」是河道修復工程後的神通川，「仮停車場」是1908年（明治41年）遷移前的富山站，「将来之停車場」是將會建設富山站的地方，「県庁」是現時富山城址公園。

- 1893年2月10日：在帝國議會第一次鐵路會議中的「路線之形勢設計之概況」提出（意思大概為：敦賀經福井、金澤至富山路線，全長123英里57鏈）。而此站預定建設在「富山市船頭町裏字牛島」[51]。
- 1899年3月20日：官設鐵道北陸線高岡站至此站之間開通，此站啟用。當時為一般車站[52][53]。在啟用同時開設小行李起卸業務[52]。在當時的構想中，沒有受到神通川修復工程的影響，把車站建設了婦負郡櫻谷村（日语：桜谷村 (富山県)）（現時的神通川西岸，富山市田刈屋和駒見）[54]。同日，遞信大臣芳川顯正（日语：芳川顕正）與各縣兩院議員等於此站舉行開通儀式[55]。車站內設有車站大樓、機車車廠、客車車廠、轉車盤和煤台等建築物。由於可預見來來會遷移車站，因此站內的設施均為臨時設置[51]。
- 1901年3月16日：此站開設公共電報服務[56]。
- 1906年12月1日：富山郵局開設電話交換業務[57]。此站設置了公共電話[56]。
- 1907年1月24日：富山市寄贈了在婦負郡愛宕、牛島兩町內總面積27017坪的土地作為建設車站[55]。當時該地段是在神通川馳越線與本河流之間的河島上。這個位置是富山市與商工會共同推薦後決定[4]。

- 1908年：

- 11月3日：此站至小杉站之間開設吳羽站。

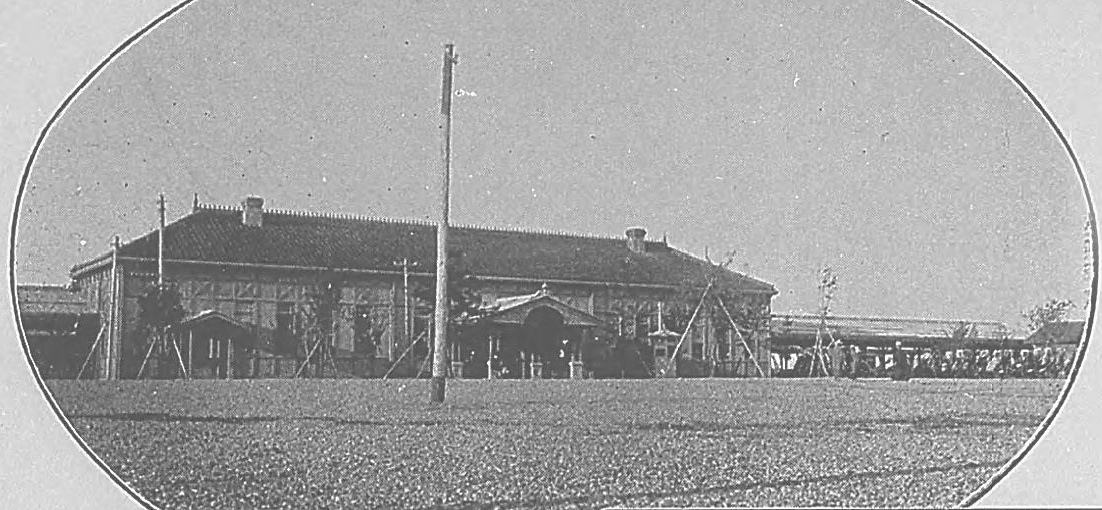
1909年（明治42年）當時的富山站

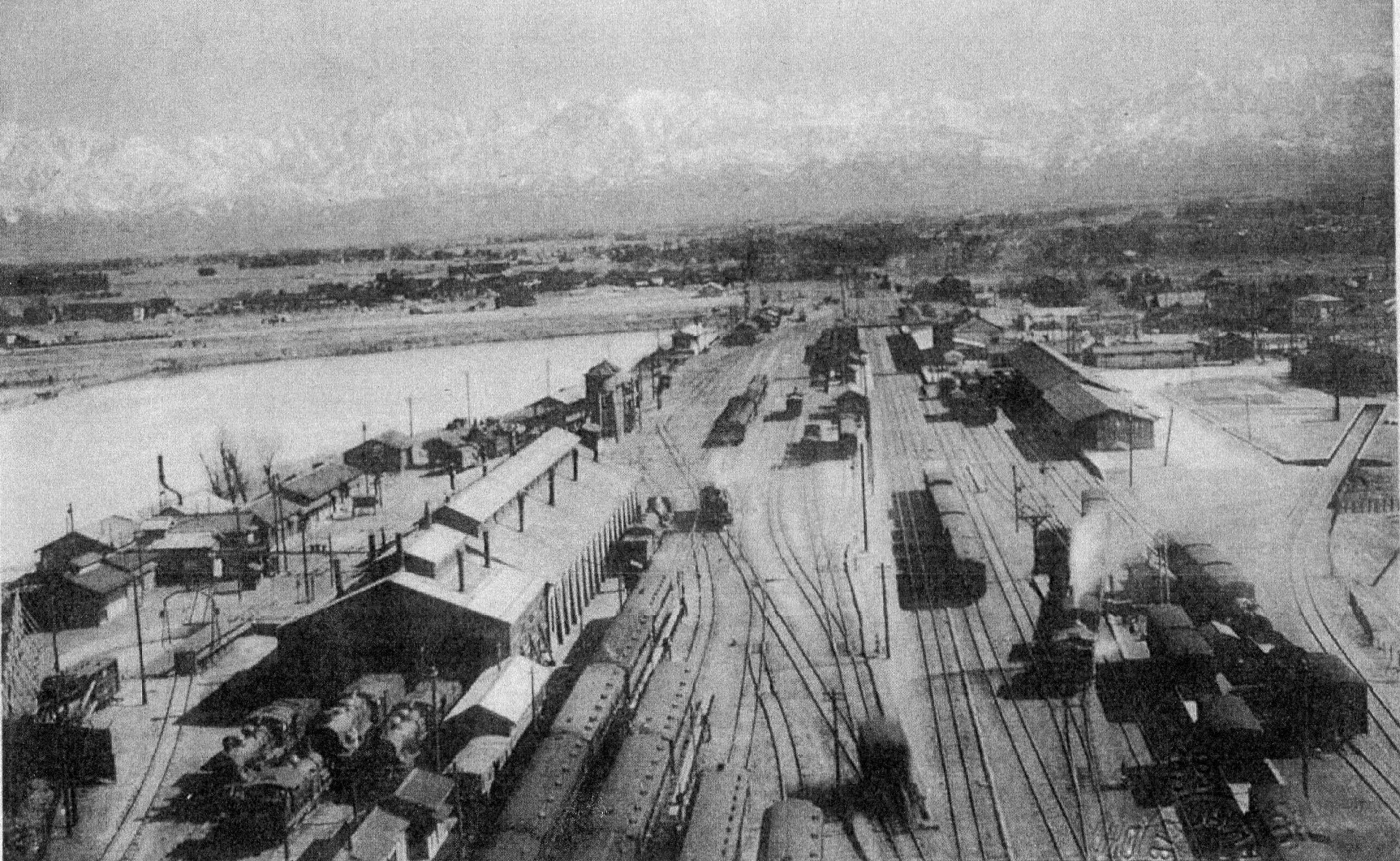
1932年（昭和7年）當時的富山站

- 11月16日：神通川改善（馳越線）工程完成（1903年）後，開始建設北陸線的新走線，走線從吳羽丘陵西邊變更至通過馳越線的橋樑（現時：高山本線新神通川橋樑）。車站遷移至現地。同時，官設鐵道富山線此站至魚津站之間開通。另外，同日源獲得許可，於站內販賣車站便當。

- 1909年：

- 9月29日：皇太子嘉仁親王（即後來的大正天皇）進行行幸，到訪了此站。
- 10月12日：制定國有鐵道路線名稱，此站成為了北陸本線的所屬車站。

- 1913年4月1日：此站至直江津站之間竣工，此站開設了臨時列車，招待了有關人士試乘[55]。由於諒闇的關係，沒有舉行祝賀會[62]。
- 1923年9月4日：為了保護關東大震災的避難者，於站前設置了救護站[56]。
- 1924年11月10日：皇太子裕仁親王（即後來的昭和天皇）進行行幸，到訪了此站[63]。
- 1927年：

- 9月1日：飛越線（後來的高山本線）此站至越中八尾站之間開通。同日，此站至吳羽站之間開設田苅屋信號場。但是，在越過神通川時候，此站至田苅屋信號場之間是北陸本線與飛越線共用。

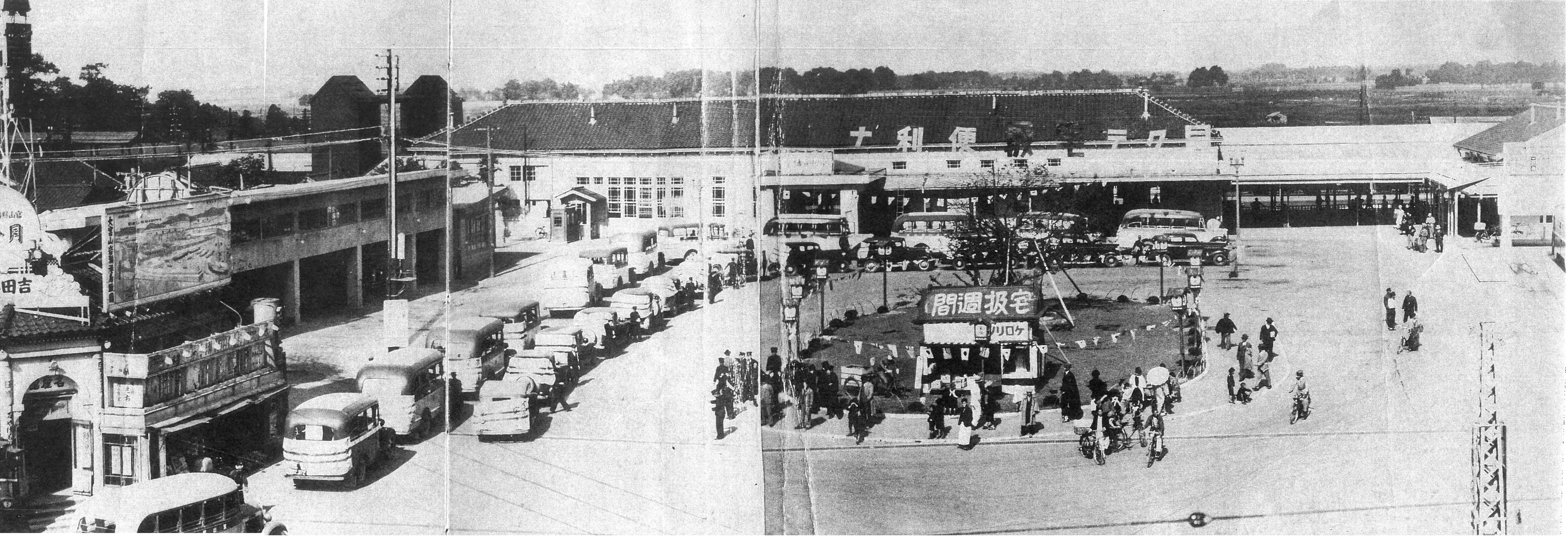
1934年（昭和9年）的富山站前。車站大樓左邊為混凝土制省營巴士笹津線車廠，右邊駛入站內的是市電。

- 12月15日：富岩鐵道貨物支線富山站至富山口站之間開通，該公司的富山站啟用。同日，國有鐵道富山站開始共同使用車站。但是，當時此站只作貨物中繼。而富岩鐵道當初已經電氣化，設有架空電纜（直流600V）。

- 1928年：

- 6月25日：設置電動旋臂起重機。
- 7月11日：富岩鐵道富山站至富山口站之間開設旅客業務。同日國有鐵道富山站共同設有旅客業務。

- 1933年3月31日：此站至笹津站之間開設省營自動車（日语：国鉄バス#沿革）笹津線，此站開設一般運輸業務[71]。
- 1934年10月25日：飛越線編入至高山本線[72]。
- 1935年1月17日：富山商工會議所完成富山都市計劃和此站擴展的建議書，向鐵道大臣、名古屋鐵道局長和金澤運輸事務所長提出有關建議書[56]。
- 1936年10月1日：富山市西町的宮市大丸百貨店（日语：大和 (百貨店)#宮市大丸）內設置了由此站派遣職員的鐵路詢問處[73]。
- 1937年10月1日：站內開設富山鐵路郵局（日语：鉄道郵便局）[74]。
- 1938年：

- 5月26日：富山市此站至日曹工場前站之間獾得鐵路敷設許可。
- 8月24日：富山市營鐵道運河線（貨物線）富山站至日曹工場前站（後來為奧田站）之間開通，富岩鐵道租借了該貨物線。

- 1940年5月6日：此站至日曹工場前站之間電氣化得到許可[75]。
- 1941年12月1日：在公司合併後，富岩鐵道線轉讓至富山電氣鐵道。另外，富山市營鉄道運河線也借給富山電氣鐵道。成為該公司的富岩線[78]。
- 1942年12月7日：富岩鐵道（後來為富山電氣鐵道）的富岩線與富山市營鐵道運河線（貨物線）富山站至日曹工場前站之間均轉讓至富山電氣鐵道[79]。
- 1943年：

- 2月28日：省營自動車笹津線廢止。
- 6月1日：富山地方鐵道（舊・富山電氣鐵道）富岩線被國有化，成為國有鐵道富山港線。

- 1944年5月1日：富山鐵道郵局被新潟鐵道郵局合併，郵局業務由該局管轄[82]。

- 1945年：

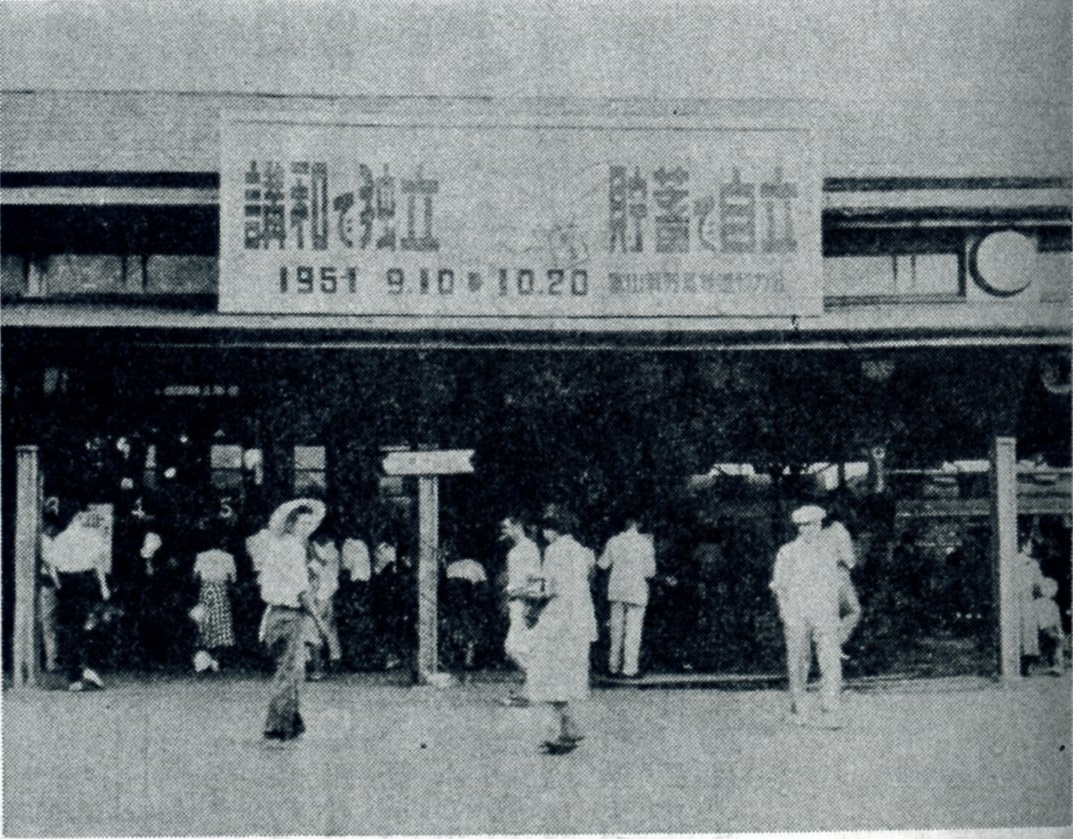
被空襲後的軍營建築物與富山站

- 3月12日：在太平洋戰爭下，空襲日本激烈化。站內開設緊急疏開諮詢處。
- 8月1日：在富山大空襲下，車站大樓被燒毀。直至同年8月3日前，北陸本線上行需要在東岩瀨站折返，下行需要在吳羽站折返。
- 12月29日：金澤鐵道管理局表示由於機車的煤炭不足為理由，各站的車票發售設定在上限，並且需要嚴格遵守。富山站的車票發售上限為每日1,920枚。

- 1946年：

- 8月5日：發生富山站前派出所襲撃事件（韓國人在站內販賣黑米，當時警方正在取締販賣黑米的行動）。
- 9月15日：由於同年8月5日發生了襲撃事件，同日此站進行大規則取締行動。
- 10月8日：再次在同站打擊黑米事件，搜獲約120個石頭。

- 1947年11月2日：昭和天皇在同日上午7時50分，於此站乘坐列車前往越中八尾站、豬谷站方向[86]。
- 1948年2月13日：此站至吳羽站之間的田苅屋信號場改名為「田刈屋信號場」[53]。
- 1949年：

- 3月5日：在上年12月開始動工的候車室竣工，舉行了落成典禮。該候車室在同月8日前舉行了插花展覧會。
- 6月1日：隨著實施日本國有鐵道法，車站由日本國有鐵道（國鐵）繼承。
- 7月4日：此站在國鐵行政整理反對鬥爭警戒中，一名警官受傷，四名人士被捕。

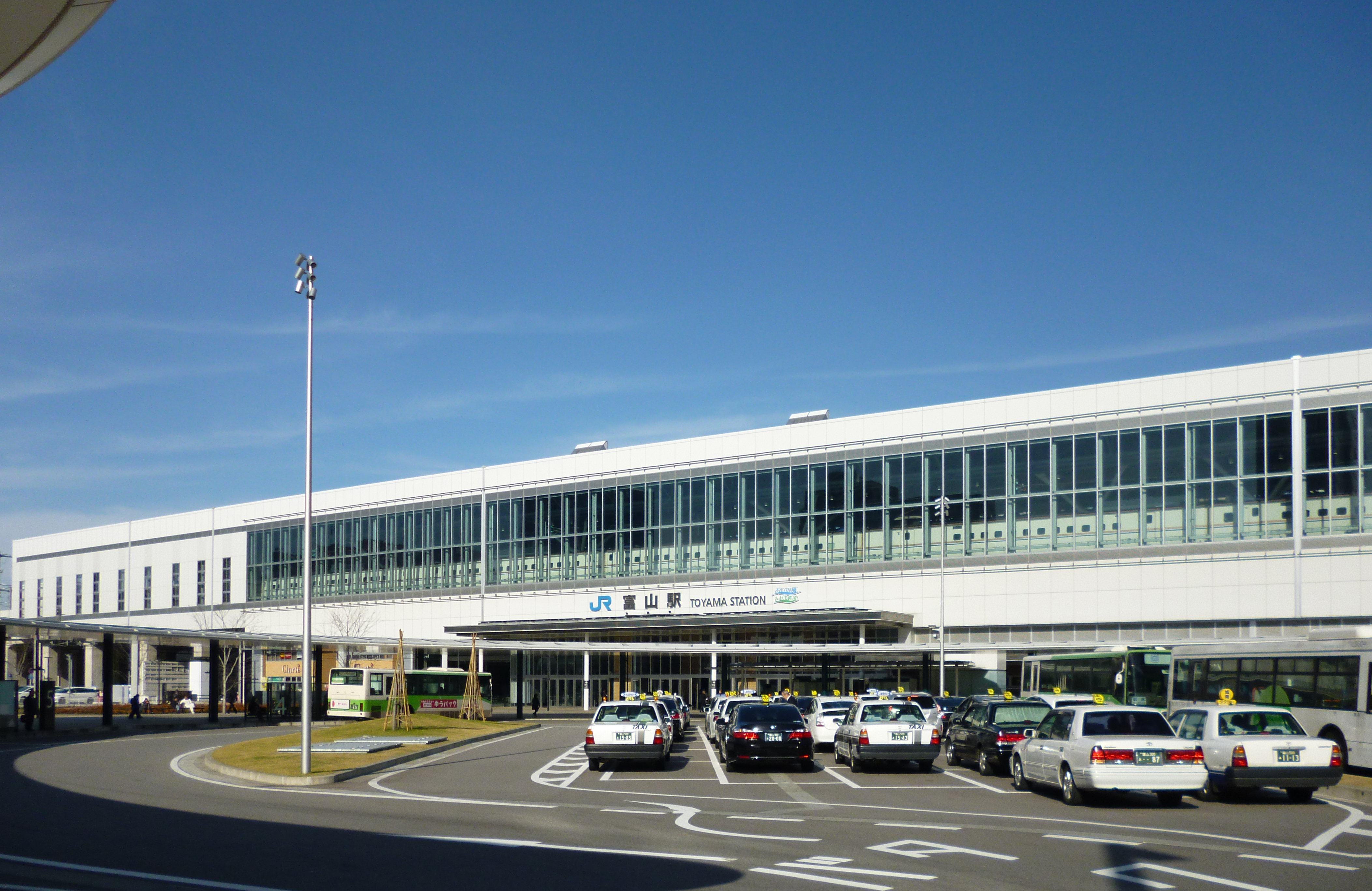
1953年（昭和28年）重替後的富山站車站大樓

- 1950年2月21日：站內開設金澤鐵道郵局（日语：金沢鉄道郵便局）富山分局[89]。
- 1952年：

- 1月26日：在空襲以來的軍營車站建築物開始被新建設的車站大樓取代，進行了動工儀式。
- 10月30日：車站大樓第一期工程完成，11月1日開始在新車站大樓執行業務。二樓開設「丸人百貨店」（富山車站百貨），三樓開設物產觀光陳列場。此站以民眾站作為方針，提供了許多空間作民間用途。
- 12月1日：無線基地局批出無線電許可（無線電台呼號：JRG-71）。

- 1953年10月10日：同月9日，車站大樓第二期工程完成，國鐵與富山市舉辦了落成儀式[25]。第一期和第二期工程的總工程費用為1億4千萬日圓[25]。
- 1954年：

- 1月28日：基於舊計量法第173條，此站被指定為計量器使用事業場。
- 7月22日：基於舊計量法第173條，站內的金澤鐵道郵局富山分局被指定為計量器使用事業場。
- 4月20日：在同年2月4日開始動工的跨線橋完成。總工程費用為376萬4千日圓。

- 1955年10月1日：此站至東富山站之間的富山操車場部分設施開始使用[25][53]。
- 1956年：

- 11月10日：此站至東富山站之間的富山操車場之第一期工程完成。此站至富山操車場（現時：富山貨運站）之間成為雙線鐵路。同日上午9時35分，上行從青森出發前往大阪的機車車頭掛上了「祝富山操車場完成」的紀念牌，並於新線上行走。
- 11月19日：此站至吳羽站之間的田刈屋信號場廢止。

- 1958年：

- 3月1日：在高山本線上行走的準急「飛驒號」開始行走，該列車行走於此站至名古屋站之間，車程約5小時。
- 10月16日：此站的北出口落成，同日開設售票與檢票業務。
- 10月18日：昭和天皇親臨第13屆國民體育大會，與香淳皇后一同到訪此站。

- 1959年：

- 4月17日：當日上午9時30分，一架柴油機車進行試行前往直江津站，中途停靠此站。成為了此站至金澤站之間首次設有柴油機車行駛。同日開設了行走於此站至大阪站之間的列車班次，每日2往返班次。
- 5月13日：由於進行新神通川橋樑建設工程，站內敷設了材料搬運線，並開始試行。
- 11月16日：此站至吳羽站之間北陸本線專用的新神通川橋樑完成，(舊)新神通川橋樑變為高山本線專用。

- 1960年：

- 2月24日：此站至奧田站之間的電力運輸服務廢止。
- 5月25日：當日凌晨1時40分。站前百貨店中的食品商店發生火警，連同須田大樓內的商店等，共14戶3棟全部燒毀，7戶3棟部分燒毀。
- 5月31日：此站至吳羽站之間成為雙線鐵路。
- 7月1日：候車室內設置觀光詢問處。
- 8月6日：車站改善工程完成，同日新設月台並開始使用。
- 11月4日：新月台的上蓋完工。
- 11月19日：行人隧道擴寬工程完成，行李專用跨線橋與升降機竣工。
- 12月27日： 輸送本部室開始建設新廳舍。

- 1961年：

- 2月27日：自動信號改善工程完成，引入繼電器聯鎖裝置。
- 5月18日：輸送本部室完成，舊輸送本部室遺址變成為庭園。
- 10月18日：行幸中的皇太子明仁親王和美智子皇太子妃出席了第20屆全日本產業安全大會。在回程返回東京時乘坐了特別急行「白鳥」。

- 1962年4月7日：貨運月台落成[104]。
- 1964年：

- 10月1日：北陸本線，包含此站在內的金澤站至富山操車場之間電氣化（交流20,000V 60Hz），此站至大阪站之間全段電氣化。
- 12月25日：行走於北陸至關西之間的特別急行「雷鳥」，以及行走於北陸至中京間的特別急行「白鷺」開始營業，同日下午於此站舉行出發儀式。

- 1965年：

- 7月30日：此站至東富山站之間的雙線化工程完成，同日上午9時40分正式開通。
- 9月24日：開設綠色窗口。

- 1966年：

- 7月1日：富山車站百貨在新裝修後開店。
- 10月6日：神岡線開通，此站至神岡站之間全線開通。

- 1967年3月30日：富山港線的架空電纜電壓升至直流1,500V[106]。
- 1969年5月27日：富山縣行幸中的昭和天皇到訪此站，出席第二十屈全國植樹祭[96]。
- 1970年：

- 3月26日：此站前南出口地下道完成，市長和站長等出席了開通儀式。
- 6月5日：隨著於此站調度貨車作業專用的蒸氣機車引退，舉行了告別儀式。
- 7月15日：站內配線變更，日本國鐵列車急行「立山」與急行「室堂」，以及名古屋鐵道急行「北阿爾卑斯」開始駛入富山地方鐵道線。

- 1971年4月26日：此站至福井之間開設特別快速列車[107]。
- 1972年1月28日：此站與岡山站成為姊妹車站，同日舉行簽約儀式[107]。
- 1973年：連接車站北出口和正面的行人隧道開通[110]。
- 1974年10月1日：營業範圍修正，此站可處理旅客、行李和貨物[111]。

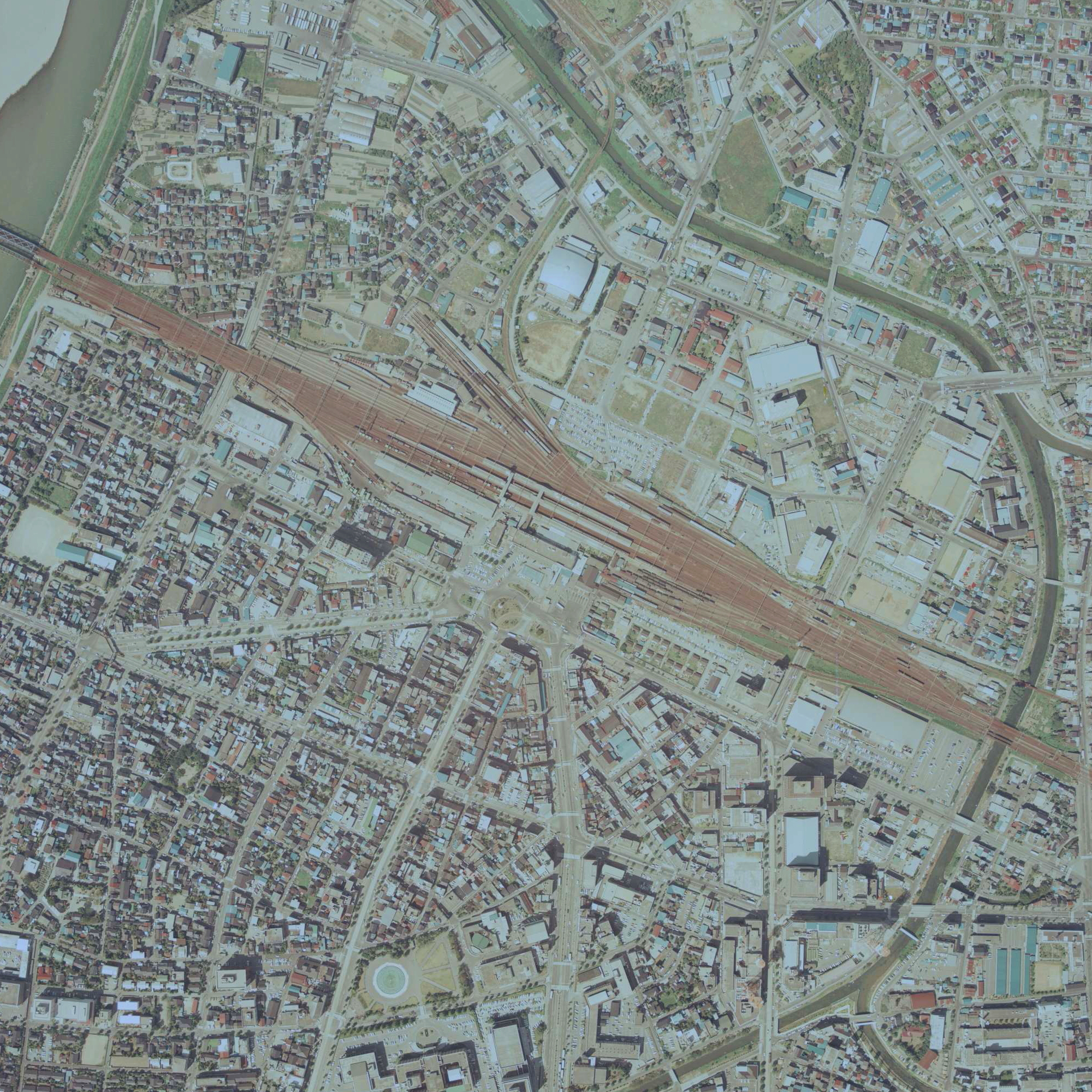
富山站周邊的航空照片（1975年9月拍攝）

- 1976年2月13日：明仁親王和美智子皇太子妃到訪此站，出席了第31屆國民體育大會（日语：第31回国民体育大会）冬季大會[103]。
- 1979年3月10日：此站車站大樓翻新工程完成[27]。
- 1982年11月7日：由於需要建設商業大樓，車站東邊的國鐵宿舎被撤走[112]。
- 1984年2月1日：

- 站內的金澤鐵道郵局富山分局廢止。
- 此站至奧田站之間廢止。

- 1985年：

- 3月14日：原來駛入立山站的名古屋鐵道特別急行「北阿爾卑斯」改變終點站至此站。
- 8月1日：站內的國鐵直營商店「sunkus」開始營業。
- 11月28日：於站前的多層停車場落成。

- 1986年：

- 3月16日：此站舉行了北陸新幹線周邊環境整備工程動工儀式。
- 11月1日 - 營業範圍修正，此站不再處理行李（報紙除外）業務。

- 1987年：

- 3月14日：車站大樓二樓候車室落成。

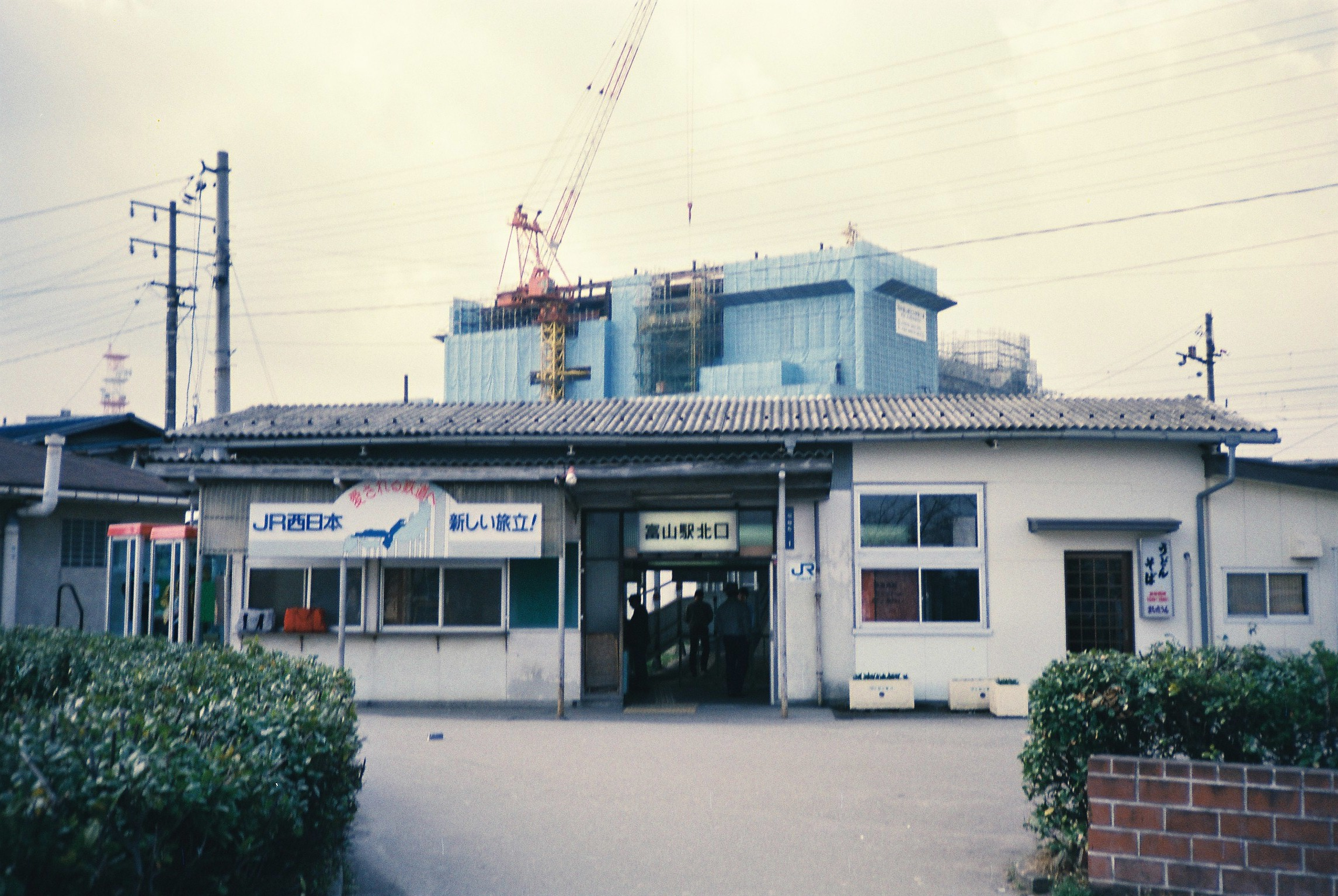
1987年（昭和62年）4月的富山站北出口車站大樓

- 3月31日：營業範圍修正，處理行李由「行李（只限報紙）」變為「行李（只限特約行李）」。
- 4月1日：隨國鐵分割民營化，車站由西日本旅客鐵道（JR西日本）和日本貨物鐵道（JR貨物）營運。在日本貨物鐵道（JR貨物）車站中，可處理車載貨物和貨櫃貨物。
- 9月12日：富山總站大樓「MARIER富山」開業。

- 1988年：

- 2月5日：站長室進行翻新。
- 3月17日：廁所遷移並進行翻新。
- 7月10日：車站大樓外牆進行翻新。
- 7月15日：車站大堂與候車室進行翻新。
- 7月16日：富山車站百貨翻新後開幕。

- 1989年：

- 2月2日：此站北出口重建事業「富山都市MIRAI事業」需要取自舊國鐵用地，因此向日本國有鐵道清算事業團新潟資產管理部取得批准。
- 10月14日：發車鐘的噪音騷擾附近的居民，因此改用當地民謡《筑子節》作為發車和列車進站音樂，但是車站使用者對於新音樂提出負面評價。
- 12月20日：站前設置單車停泊處。

- 1990年：

- 3月10日：富山貨運站接管此貨運站的業務。JR貨物車站（於此站起卸的貨物）廢止。
- 4月10日：JR西日本子公司Heart and Action食品向八番取得特許經營，於站內開設餐廳。
- 7月21日：JR西日本直通至富山地方鐵道線的直通特別急行「度假立山」開始運輸，站內再次建設聯絡線。特別急行「雷鳥15號」在大阪站於早上8時25分出發，到達富山站為中午12時6分，特別急行「雷鳥38號」在富山站於下午3時出發，到達大阪站為下午7時8分。上述兩班列車連結2輛Kiha65形柴油列車，在富山地方鐵道線內使用KiHa65形柴油列車行走。

- 1991年12月27日：連接此站至站前重建大樓（現時：富山站前CiC）的行人隧道，以及連接北出口的行人隧道開始使用[129]。
- 1992年3月24日：由於日本國有鐵道清算事業團進行用地整備工程，舊富山港線月台拆毀，新富山港線月台開始使用[130]。
- 1994年10月28日：於站內的便利店Heart·In（日语：ハートイン）開業[27][131]。
- 1995年：

- 4月20日：特別急行「雷鳥」開始投入服務，於此起點站舉行了紀念典禮。
- 4月21日：運輸省（現時：國土交通省）決定進行北陸新幹線富山站暫定整備計劃，向日本鐵道建設公團發出建設指示。
- 4月28日：運輸省批准日本鐵道建設公團在此站車站大樓進行工程。
- 5月25日：日本鐵道建設公團開始在北陸新幹線富山站進行測量與設計。舉行了北陸新幹線整備調整工程動工儀式。
- 8月24日：日本鐵道建設公團開始為北陸新幹線富山站建設進行地質調査。

- 1995年7月1日：車站北邊開設「Urban Place」大樓[137]。
- 1997年：

- 2月28日：車站計劃高架化，把南北兩邊一體化，在地上和地下建設行人道。
- 3月：名古屋鐵道直通特急「北阿爾卑斯」不再駛入此站。
- 10月1日：北出口開設綠色窗口する。

- 1998年12月19日：車站南出口車站大樓2樓問設租賃視頻店[139]。
- 1999年：

- 4月10日：此站慶祝車站啟用100周年。
- 12月4日：在來年7月舉行第55屆國民體育大會，配合該大會，車站大樓北出口新車站大樓竣工。

- 2000年：

- 1月12日：設置列車出發時間等電子屏幕。
- 1月22日：在同年2月8日起隨著引入北陸本線列車集中控制裝置。站內的進站、發車音樂不再使用《筑子節》，改為試驗使用電子音樂。
- 1月30日：為了第55屆國民體育大會，車站南出口車站大樓的候車室進行改裝。
- 2月8日：隨著引入北陸本線列車集中控制裝置，正式引入北陸本線標準電子音樂與出發燈號。
- 2月11日：富山車站百貨改名為富山站特選館，在裝修後開幕。

- 2001年5月27日：在南出口廣場舉行北陸新幹線上越至富山之間的動工儀式[144]。
- 2005年：

- 3月8日：展示在富山市高架化工程完成後，此站的予想圖。
- 6月27日：國土交通省批准富山站周邊立體交叉事業。
- 10月6日：隨著北陸新幹線開始動工，此站也開始進行高架化工程。

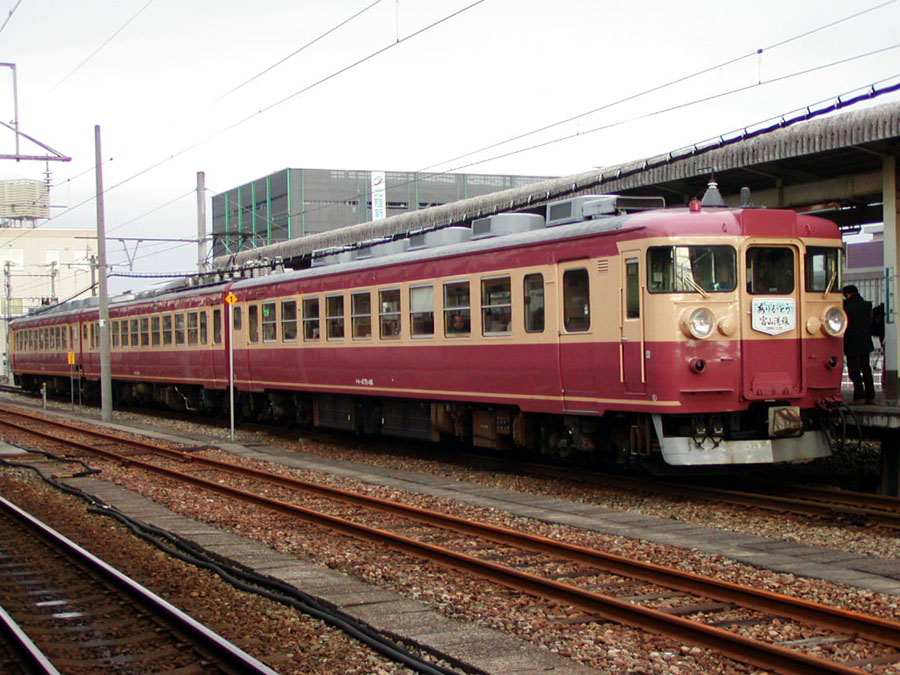
在富山站停靠中的富山港線475系電動列車

- 2006年3月1日：JR西日本富山港線廢止[76]。在重開前安排了廢止替代巴士[147]。
- 2007年：

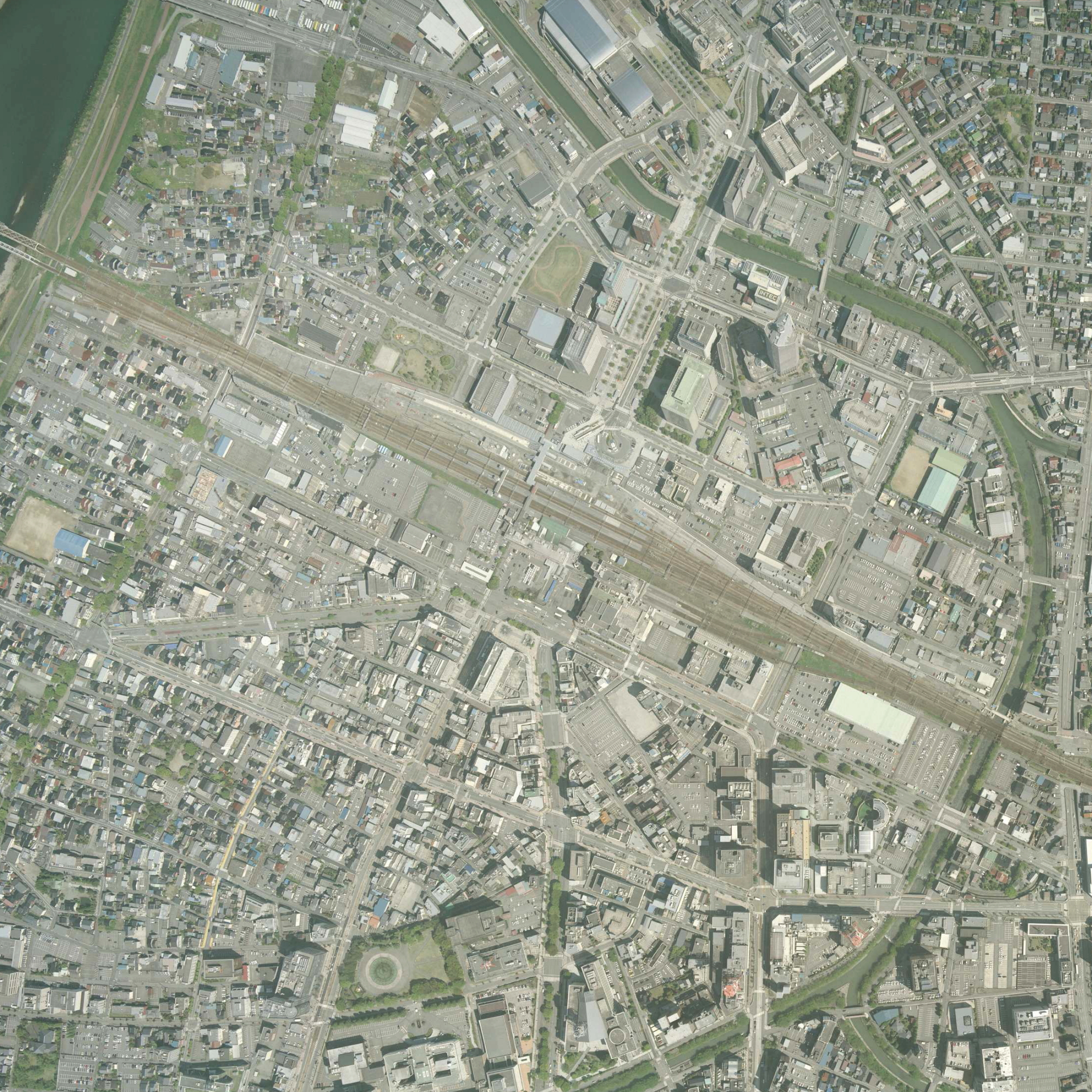
富山站周邊的航空照片（2007年4月拍攝）

- 3月18日：北出口臨時車站大樓開始使用。
- 10月11日：站內的網吧「＠雷鳥咖啡館」開業。

- 2008年10月20日：JR的下行月台改用臨時月台，同時行人隧道停用[7]。
- 2010年：

4月19日 - JR的上行月台改用臨時月台，南出口臨時車站大樓開始使用。
- 5月30日：北陸新幹線富山站車站大樓完工，舉行了安全祈願祭。

- 2011年：

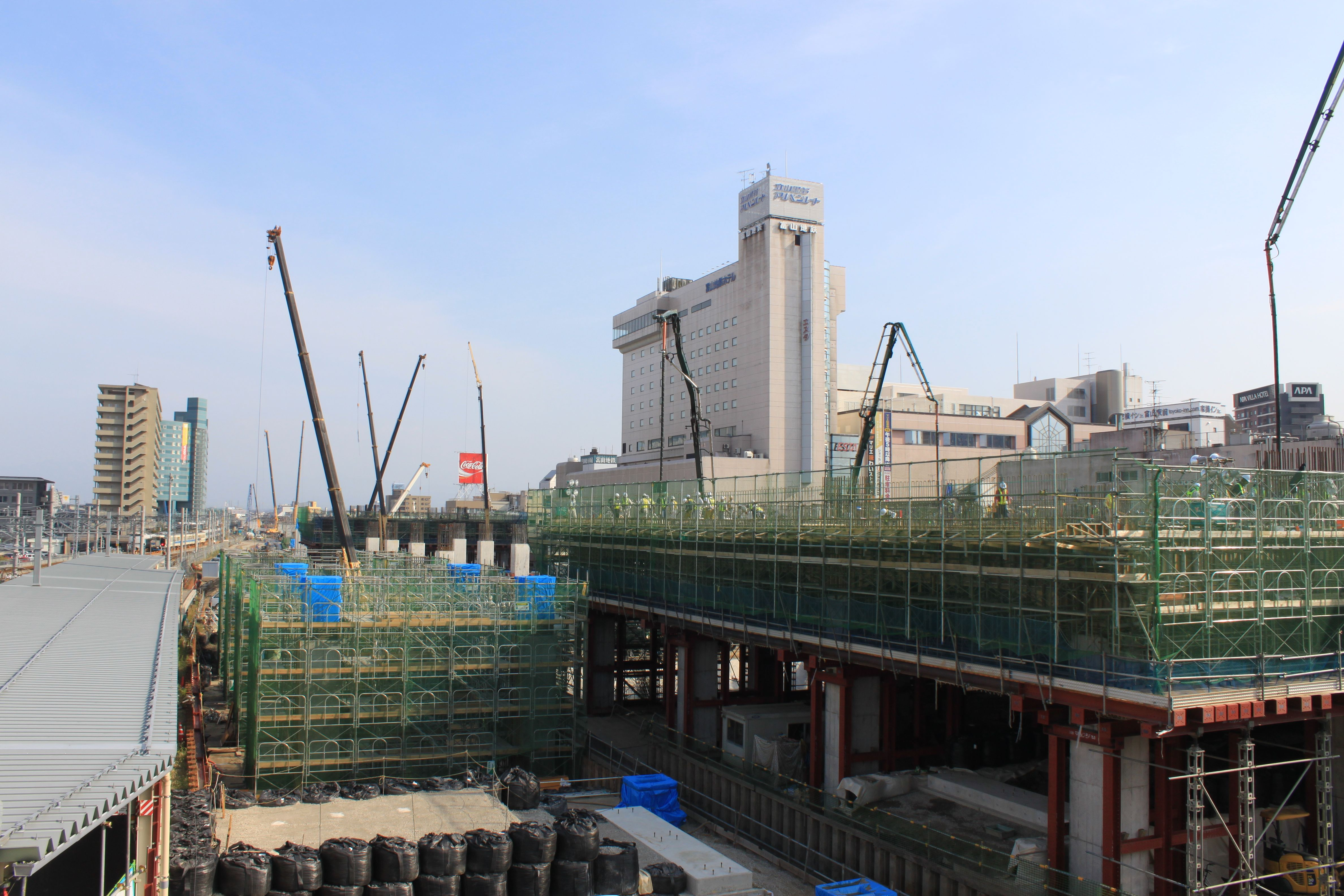
高架化工程進行中

- 5月22日：舉行富山站附近連續立體交叉工程的動工儀式和安全祈願祭。
- 11月30日：舊車站大樓內的商店，包括富山站特選館等商業設施結業。
- 12月8日：同日，富山站特選館遷移至南出口臨時車站大樓旁並繼續營業。

- 2012年：

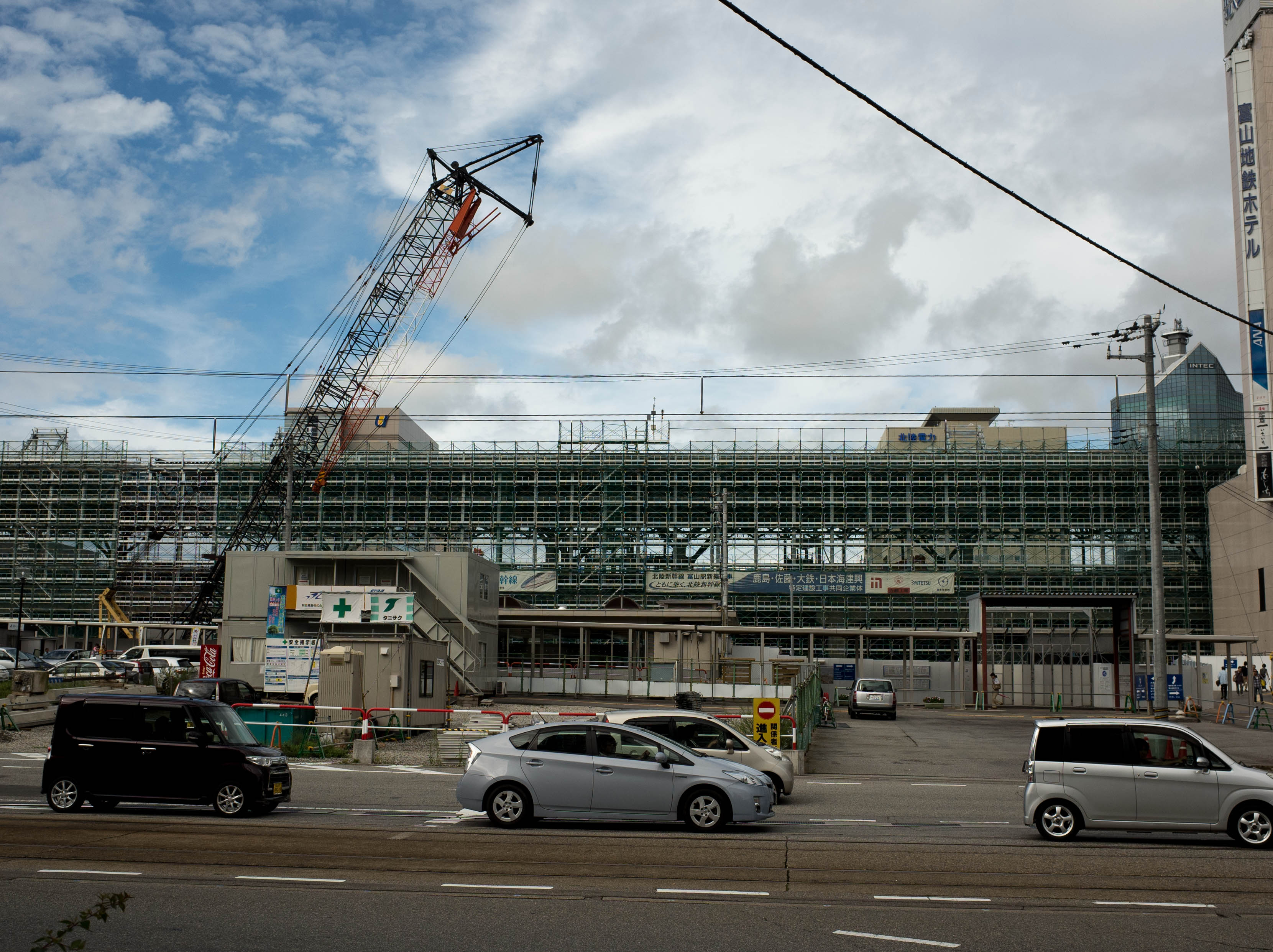
建設中的新車站大樓

- 5月14日：舊南出口車站大樓開始進行拆毀工程。
- 11月17日：北陸新幹線啟業後使用的新車站大樓完工。

- 2015年：

- 3月13日：富山站特選館結業。
- 3月14日：北陸新幹線長野站至金澤站之間開通，新幹線富山站啟用。另外北陸本線由愛之風富山鐵道接管，在來線富山站由該公司接管。同日南出口臨時車站大樓關閉，新車站大樓開始使用。同時，站內的郵件投遞箱撤走，在郵件投遞箱上的賣藥像遷移至富山縣藥業會館。另外，站內的商業設施「とやマルシェ」與「Clarte」開業。
- 3月26日：愛之風富山鐵道車站開始可以使用IC卡「ICOCA」。
- 4月20日：愛之風富山鐵道上行線和JR高山本線月台（1至3號月台）改用高架月台。2樓（中2樓）檢票口（新幹線聯絡口）開始使用。
- 10月25日：天皇出席第35屆全國豐饒海祭大會，與皇后一同到訪富山站。

- 2016年：

- 2月19日：北出口設置綠色售票機。

- - 2月27日 - 站內開始販賣ICOCA定期票[163]。
- 2017年3月13日：愛之風富山鐵道線月台的進站音樂改用《故鄉之風（日语：ふるさとの空）》，發車音樂改用《四季》[46][164][48]。
- 2019年：

- 3月4日：愛之風富山鐵道線下行線月台高架化完成，原本南北分開的檢票口改為使用新設的一體化檢票口。
- 4月21日：設置連接車站南北的臨時閘外行人通道。
- 10月上旬：南北的臨時閘外行人通道擴大。

- 2020年3月21日：連接南北的電車路軌與閘外行人通道完成[165][167]。
- 2022年春：商業施設「MAROOT」開業[168]。

### 富山地方鐵道 電鐵富山站
車站編號為T01。富山地方鐵道本線的電鐵富山站位於JR富山站正面出口前廣場，因此在兩者轉乘時需要一度離開車站大樓；從此站轉乘JR（新幹線、在來線）、愛之風富山鐵道線和富山地方鐵道富山軌道線時，轉乘時間大約為15分鐘。轉乘通道上設有上蓋。車站名稱承繼了富山地方鐵道的前身富山電氣鐵道時代的名字。
過去為3面4線的港灣式月台，不過由於進行車站增建工程及高架化，以讓新幹線及在來線的乘客可以更快捷地轉乘地鐵，2022年6月起展開臨時月台工程，其中舊4號月台被拆去，側式的1號月台和島式的2、3號月台均被移前約50米，其中島式月台亦暫時改為側式月台。配置上則採取了「同月台不同編號」的方式，原1號月台改成為1、3號月台；新的側式月台則為2、4號月台。另外，發車月台亦與路線沒有任何關係，純綷因應列車的到達及發車時間而編排，即是說，如果有列車到達時，位於末端的1、2號月台路軌都被其他列車停靠，便需要採用外端的3、4號月台停泊，且會被安排首先發車。
臨時月台的總長度約為100米，其中1、2號月台與3、4號月台之間預留了約1輛車廂長度的緩衝距離，同時也加設了指示燈號提醒。
增建工程期間，車站仍然維持設有西驗票口（通往ESTA）及東驗票口（通往地鐵大廈停車場），兩個驗票口均設有人手當值櫃位及非閘門式IC卡感應器，不過東改札口只限於早上7時至8時45分使用。西驗票口為終日職員配置。
原來的車站大堂及新的西驗票口前均設有自動售票機，而原來的旅遊中心亦仍然運作，但站務室則改在新的東、西驗票口側。

#### 月台
| 月台  | 路線              | 方向                                                          |
| ----- | ----------------- | ------------------------------------------------------------- |
| 1 - 4 | ■本線             | 上市、中滑川、電鐵黑部、宇奈月溫泉方向 （包括特急「宇奈月」） |
| 1 - 4 | ■立山線           | 經寺田往岩峅寺、立山方向                                      |
| 1 - 4 | ■不二越線、上瀧線 | 經南富山往岩峅寺方向                                          |

過去曾經設有連接JR富山站1號月台與富山地方鐵道本線之間的聯絡線，該線上設有交直流電的中性區。在國鐵時代1970年代至1980年代，475系電動列車行走急行「立山」，KiHa58系柴油列車行走急行「宇奈月」（うなづき）「室堂」（むろどう）（均在富山地方鐵道內視為特急列車）。而名鐵車輛也會行駛柴油特急「北阿爾卑斯」進入富山地方鐵道線內。在1990年代，開設了臨時特急列車「超級雷鳥立山」「雷鳥宇奈月」等班次，上述臨時列車之附屬編成才直通至富山地方鐵道線內。當列車駛進電鐵富山站上落客的時候，乘客可於閘內透過轉乘通道前往富山站1號月台。不過在1999年（平成11年）11月以後，已無旅客列車使用該聯絡線，後來只會有一些作業車輛不定期駛經該處，而旅客使用的轉乘通道也因此關閉。目前此聯絡線已經拆除，此區域已設置的新幹線路軌與其高架橋。

#### IC卡專用自動閘機
2012年3月17日起，原本在市內電車和巴士路線使用IC卡開始引入至富山地方鐵道鐵路線。同時，檢票口設置了IC卡專用的自動閘機。但是可使用的IC卡只限「ecomyca」和「passca（日语：passca）」（Suica與ICOCA等交通系IC卡全國互相使用服務對應的IC卡現時還未可使用）。當使用IC卡乘坐鐵路線時可有9折優惠。

電鐵富山站
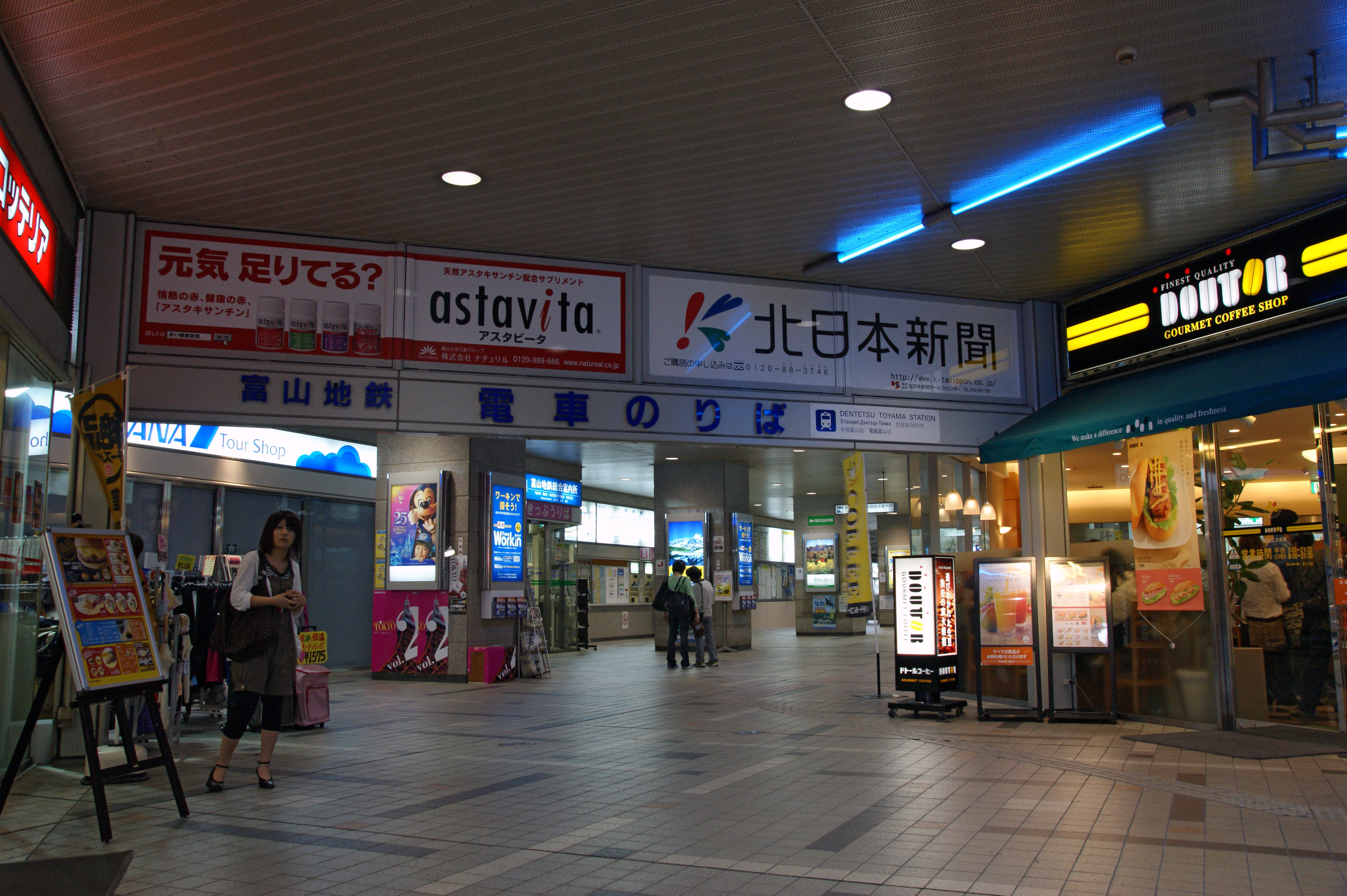
車站入口
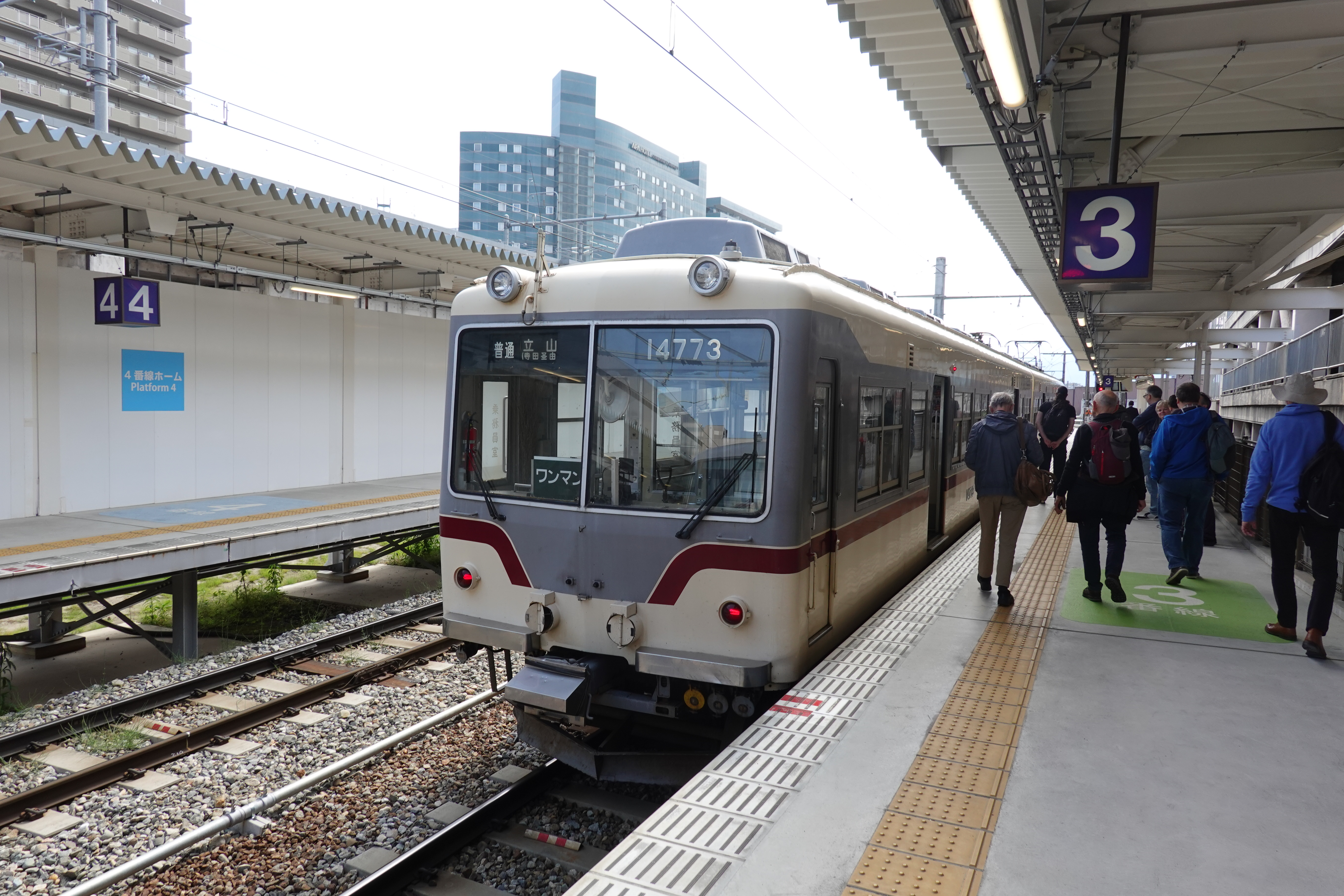
2024年時的臨時月台
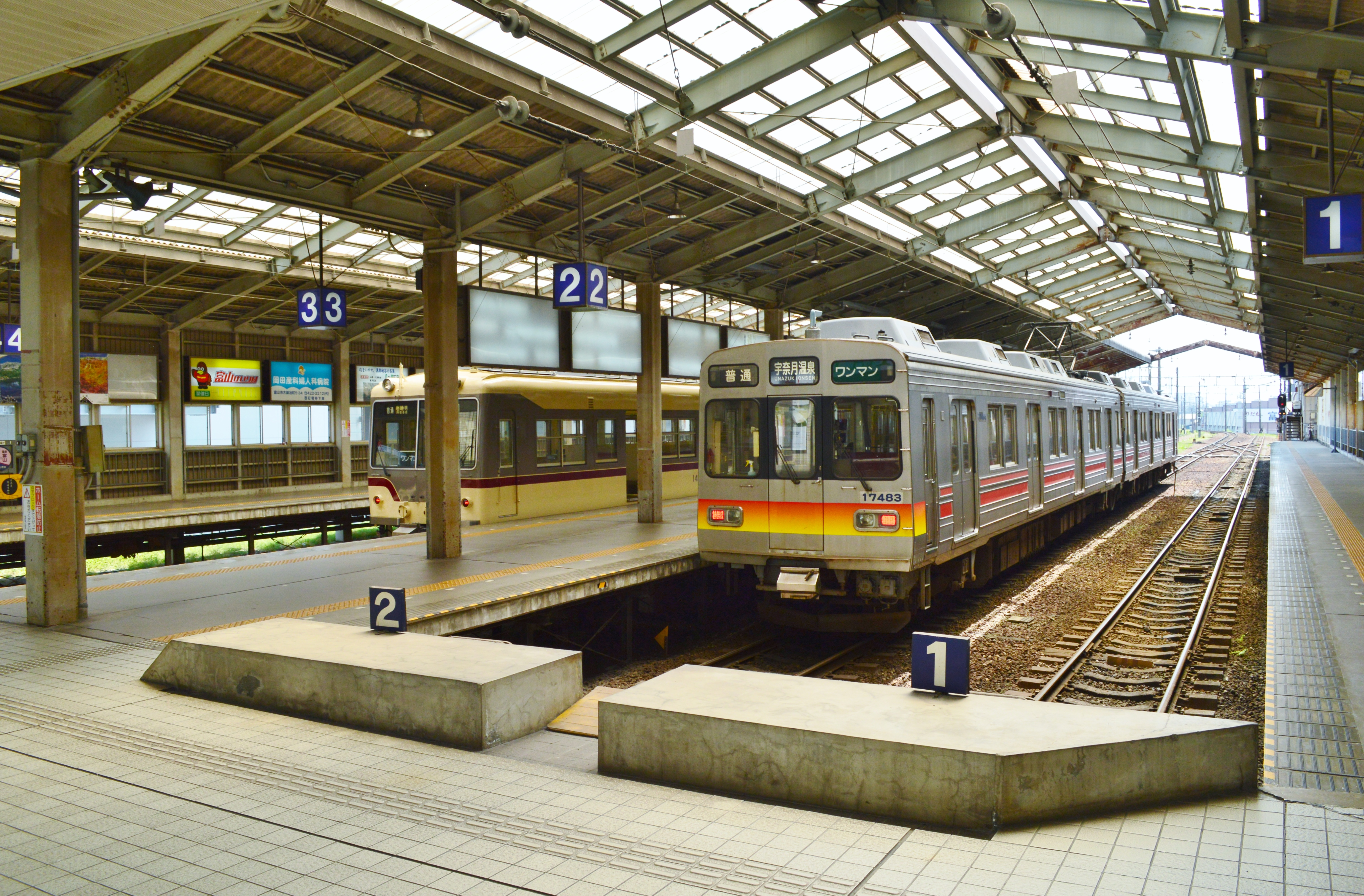
未進行增建工程前的月台全貌（2018年7月）
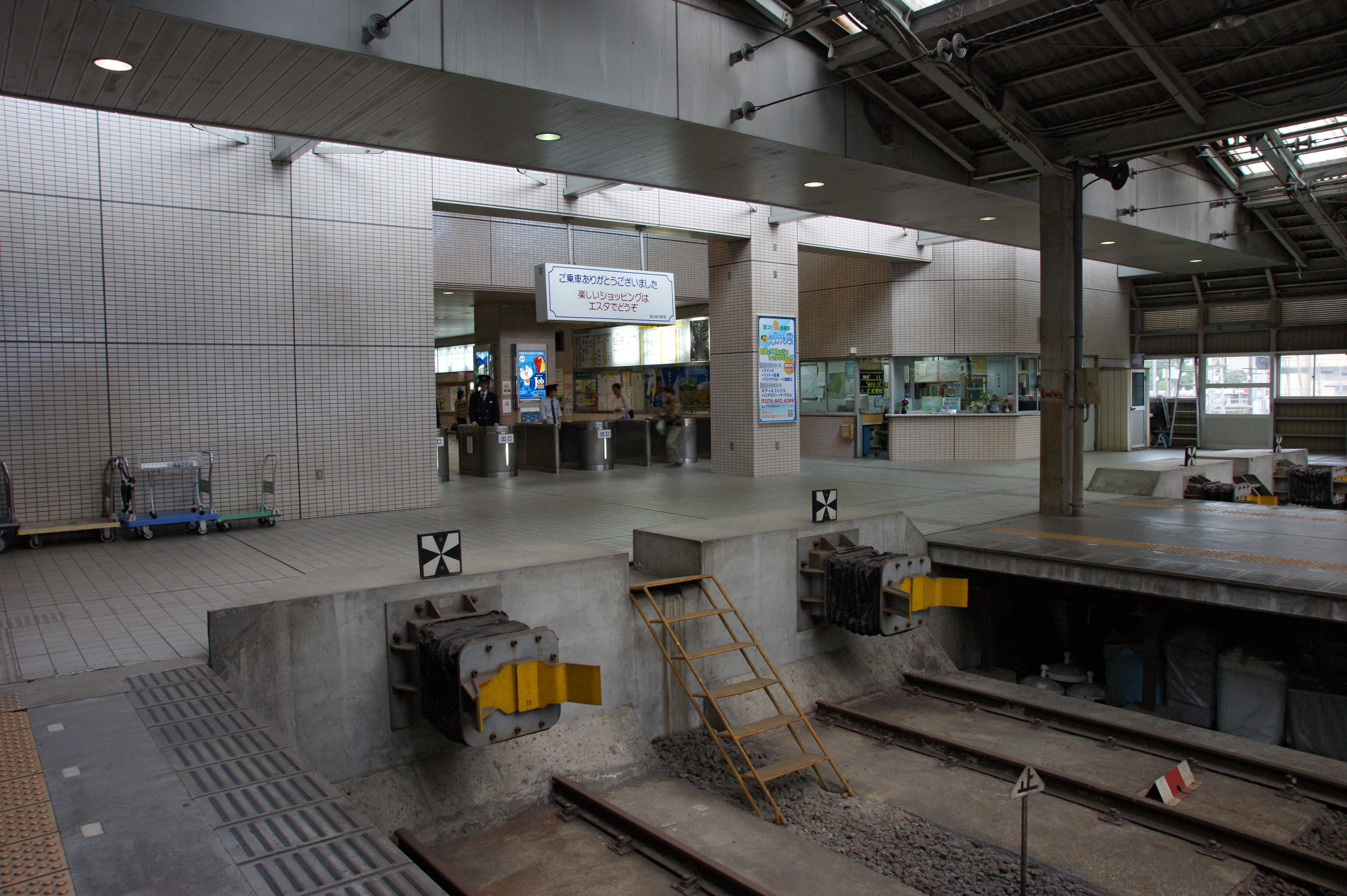
舊1號及2號月台的止衝擋，後方為過去的檢票口（2008年5月）
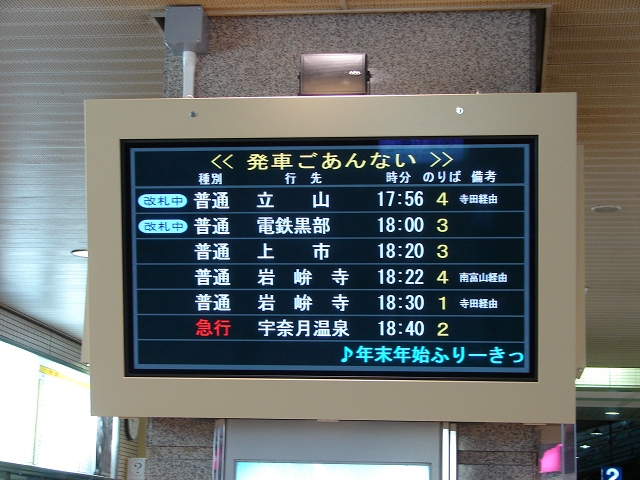
LCD式列車出發資訊牌

### 歷史
- 1914年：

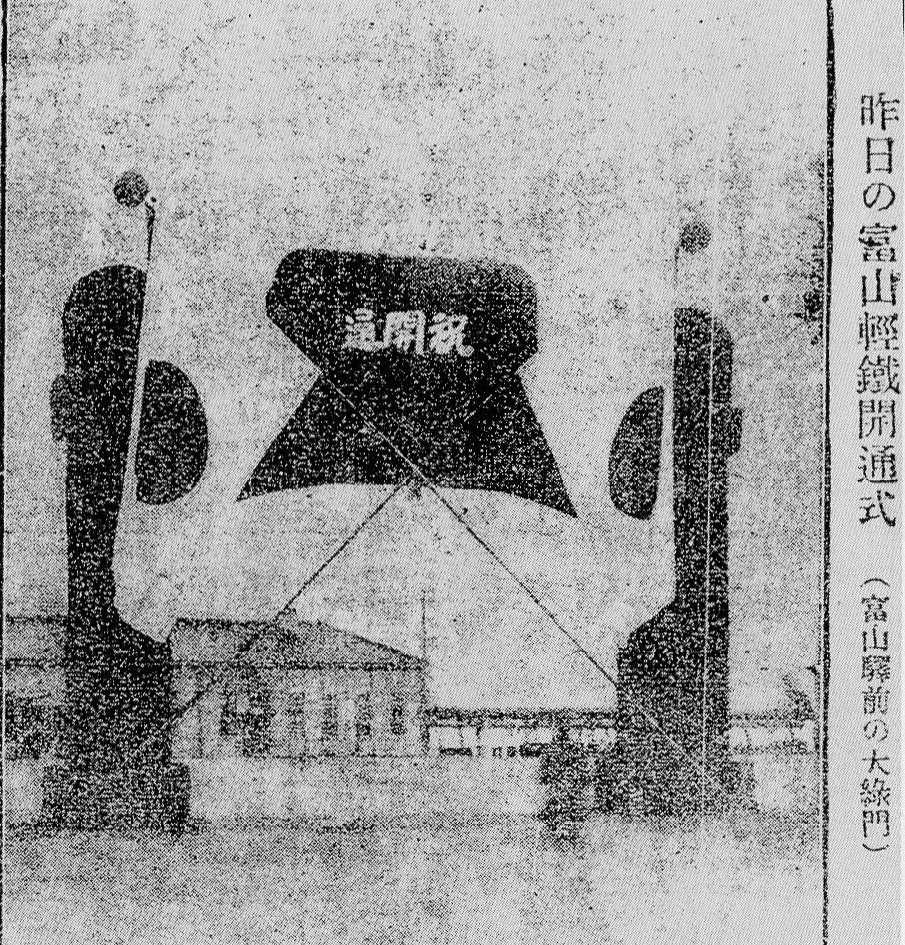
在富山站前舉行富山輕便鐵道開通儀式

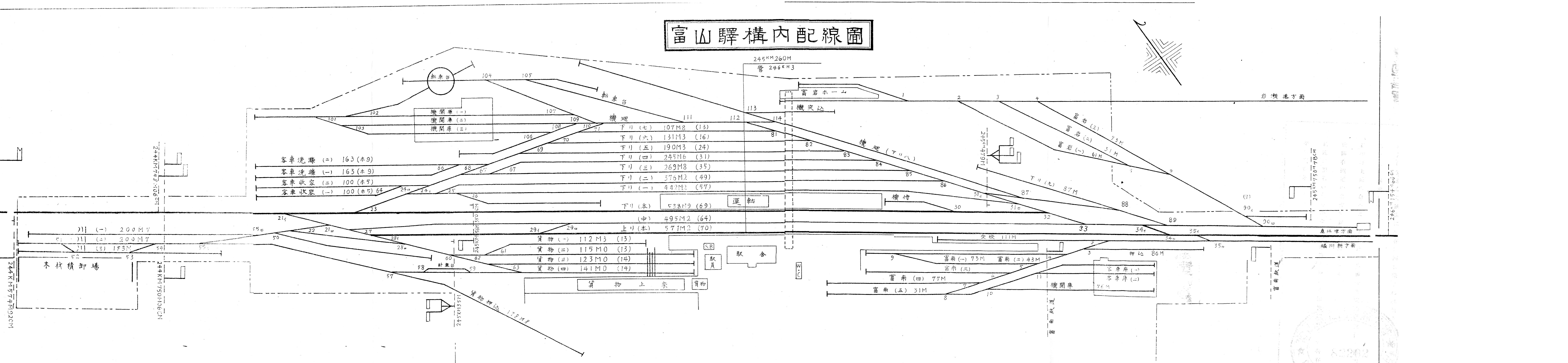
在1933年（昭和8年）當時的「富山站內配線圖」中，富南鐵道和富岩鐵道會駛入富山站。

- 12月6日：富山輕便鐵道富山站至笹津站之間開通，富山輕便鐵道富山站啟用。軌距為1,067毫米，車輛動力為蒸氣。
- 12月28日：富山輕便鐵道與國有鐵道開始共同使用富山站。

- 1915年10月24日：富山輕便鐵道改名為富山鐵道[78]。
- 1930年3月5日：富山鐵道隨著飛越線（現時：高山線）啟用使經營惡化，申請廢止富山站至笹津站之間的鐵路服務[78]。政府沒有批准這一點，指出飛越線啟用時進行赤字補償政策，在昭和6年度的預算為7萬日圓[78]。

- 1931年：

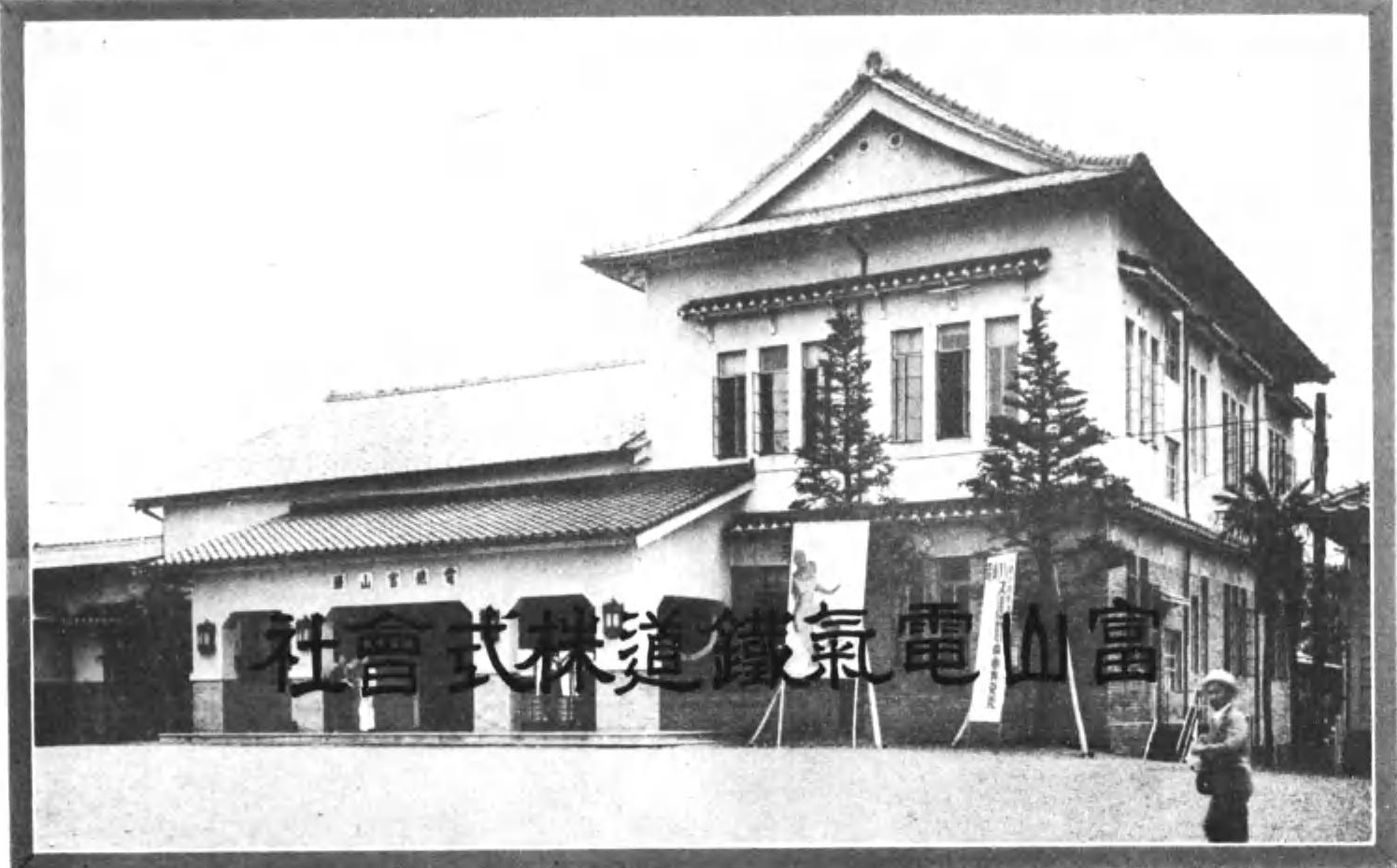
戰前的電鐵富山站。當時設有富山電氣鐵道株式會社總部。

- 6月24日：富山電氣鐵道得到富山站至上市站之間的鐵路敷設工程許可。
- 9月25日：此站至富山田地方站之間竣工。
- 10月3日：富山電氣鐵道此站至富山田地方站之間開通，電鐵富山站啟用。軌距1,067毫米，並且電氣化（直流1,500V）。
- 11月7日：開設直通運輸班次，行走於此站至滑川站之間。

- 1933年：

- 3月17日：富山鐵道申請轉讓富山站至堀川新站之間給富南鐵道。
- 3月31日：富山鐵道把富山站至堀川新站之間與富南鐵道簽定轉讓協議。
- 4月20日：富山鐵道解散，富山站至堀川新站之間轉讓給富南鐵道。

- 1937年4月16日：富南鐵道成為富山電氣鐵道旗下公司，富山電氣鐵道社長佐伯宗義就任[75]。
- 1941年12月1日：富山電氣鐵道與富南鐵道合併[注 7]。富山站至南富山站之間成為了該公司的富南線[179]。
- 1943年1月1日：富山電氣鐵道把富山縣內的鐵路公司合併，並改變公司名為富山地方鐵道[75]。路線名稱進行整理，電鐵富山站至西三日市站之間為本線，電鐵富山站至粟巢野站（日语：粟巣野駅）之間為立山線[179]（電鐵富山站至稻荷町站之間設有已經電氣化的本線路軌與非電氣化的立山線路軌[180]）[注 8]。
- 1945年8月2日：發生富山大空襲，使此站嚴重受損[75]。

- 1946年：

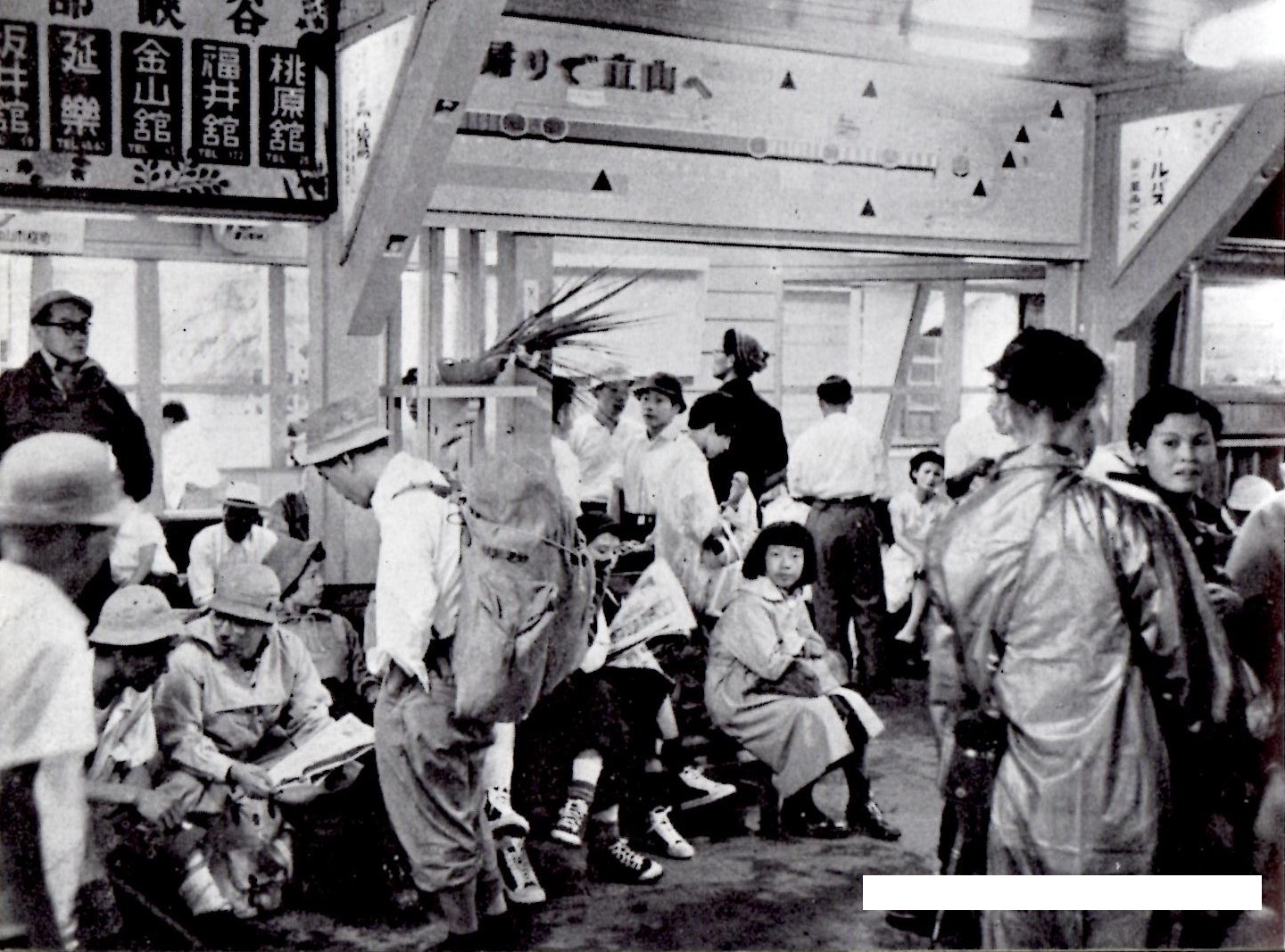
電鐵富山站的候車室內的人群（1956年（昭和31年））

- 6月1日：電鐵富山站（富山站）至稻荷町站之間的舊富南鐵道線路軌（富南線）電氣化，開始直通至立山線的粟巢野站。
- 10月31日：受到富山大空襲而燒毀的車站大樓重開。

- 1957年9月1日：首部自動售票機開始使用[75]。
- 1960年1月7日：增設自動售票機[75]。
- 1961年10月15日：明仁親王和美智子皇太子妃出席第20屆全日本產業安全大會，於此站乘車前往前往電鐵魚津站[103]。
- 1964年4月10日：此站至宇奈月站之間開設中途不停站的特別急行列車[75]。
- 1967年11月30日：本線此站至電鐵櫻井站（現時：電鐵黑部站）之間CTC化[75]。
- 1968年6月11日：此站至宇奈月站之間中途不停站的特別急行列車暫停服務[75]。
- 1969年：

- 4月1日：此站至宇奈月站（現時：宇奈月溫泉站）之間改名為本線。
- 5月28日：昭和天皇和香淳皇后使用此站。

- 1970年5月10日：開設特別急行列車行走於此站至宇奈月站之間與此站至千壽原站之間[75]。
- 1971年1月1日：定期票專用自動閘機開始使用[182]。
- 1981年4月1日：自動閘機廢止[183]。
- 1985年：

- 5月5日：站內開始進行翻新工程。
- 7月17日：富山總站大樓和富山地方鐵道發表建設中的「富山總站大樓」與「電鐵富山站大樓」計劃概要。
- 11月24日：站內翻新工程完成。
- 11月28日：富山站前多層停車場完成，電鐵富山站的乘務區設施遷移。

- 1986年11月1日：車站大樓竣工，月台遷移[185]。使鐵路線縮短0.1公里[185]。
- 1987年12月5日：電鐵富山站大樓「ESTA」啟用[174]。
- 1992年11月25日：各站開始受理大和運輸宅急便[174]。
- 2010年3月14日：站內設置車票中心。富山軌道線引入IC卡「ecomyca」（えこまいか）自動增值機[186]。
- 2012年3月17日：包含此站在內17個車站加設可支援ecomyca的自動閘機[176]。
- 2023年5月20日：自車站起至東行約700m的區域開展了高架化工程。最初富山縣預計2026年度末完成，但受建材價格上升的影響[187]。最終於同年6月23日公佈將會延至2028年度才可完成[188][189]。預算開支亦由最初的124億日圓增至205億日圓[190]。

### 富山地方鐵道 電鐵富山站·ESTA前停留場
電鐵富山站·ESTA前停留場是一座電車站，設有2面2線的相對式月台。車站編號為C14。電車站建設在富山縣道22號富山停車場線上。曾經此電車站名為富山站前停留場，後來在2015年（平成27年）3月14日改為現名。
此電車站作為一個邊界，地鐵大樓前方向（上行）為本線，新富町方向（下行）為支線。月台可容納2架車輛，電車站內設有渡線，因此月台部分位置比較狹窄。

#### 歷史

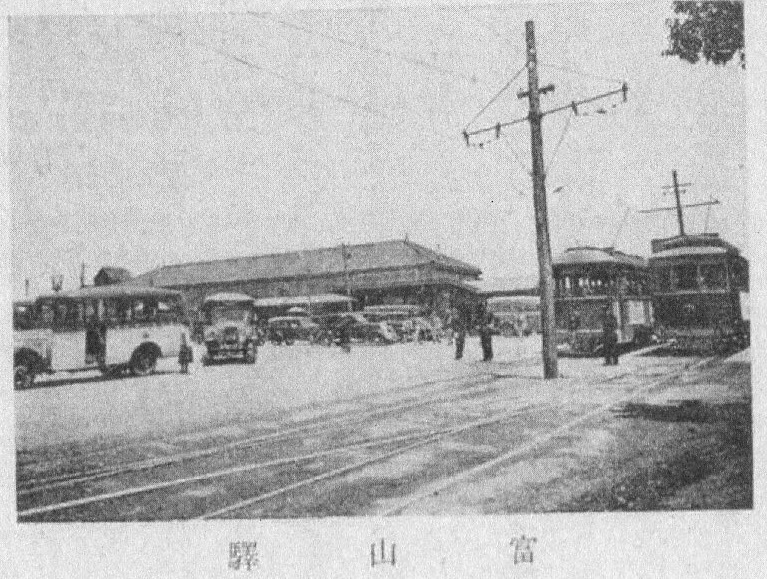
戰前的富山站前停留場

昭和30年代的富山站前停留場

- 1913年9月1日：富山電氣軌道本線富山站前至共進會場前（現時：堀川小泉）之間，以及支線富山站前至總曲輪（現時：丸之內）至西町之間開通[196]。富山電氣軌道的富山站前停留場啟用[68]。軌距1,067毫米，電氣化（直流600V）[68]。
- 1920年：

- 7月7日：富山電氣軌道獲得許可，把電車線營業權與敷設電車線許可轉讓給富山市。
- 7月1日：富山市的富山市電軌課成立。富山電氣軌道轉讓給富山市，成為富山市營軌道。

- 1921年8月4日：富山站前至西町之間的雙線化工程完成[75]。
- 1922年：

- 7月7日：富山市營軌道取得許可駛入富山站。
- 10月13日：開始富山站駛入站內。

- 1934年：櫻橋至富山站前至總曲輪之間的走線變更[198]。在變更前，富山站前停留場位於現時富山站停留場附近（富山站內）。在變更後，電車站位於富山站外[199]。
- 1936年10月13日：富山站內乘入線開通，此電車站再次遷移。電車再次駛入至富山站內[200]。
- 1943年：

- 1月1日：路線轉讓，成為富山地方鐵道的電車站。
- 11月29日：富山站內乘入線廢止，路軌也撤走。

- 1945年：

- 8月2日：發生富山大空襲而電車站暫停服務。車輛和路軌全滅。
- 9月16日：富山站前至南富山站之間開始安排代行巴士。

- 1946年1月14日：南富山站前至富山站前之間重開，此站重開[204]。服務時間為上午7時至下午6時，只有4架車輛服務，每15分鐘一班[25]。
- 1949年3月15日：富山站前至旅籠町之間重開，總曲輪方向的服務重開[204]。
- 1954年4月1日：笹津線開始駛入富山站前[75]。
- 1967年10月10日：笹津線不再駛入富山站前[75]。
- 1970年4月8日：富山站前至南富山站之間開始實施一人控制措施[107]。
- 1988年5月1日：設置列車接近顯示牌る[174]。
- 1997年8月12日：富山站前停留場前往南富山的月台擴寬[174]。
- 2015年3月14日：富山軌道線富山站至電鐵富山站·ESTA前之間開通。為了避免與富山站停留場造成混淆，此電車站改名為電鐵富山站·ESTA前停留場（日语：／）[194][23]。

### 富山地方鐵道 富山站停留場
富山地方鐵道富山軌道線（富山駅南北接續線）富山站停留場在2015年（平成27年）3月14日啟用。電車站仿照高岡站的萬葉線新總站的設計，把新建的電車站設於JR西日本和愛之風富山鐵道富山站高架橋下。沿新幹線西出口直出便到達月台部份。新車站主要是配合富山市政府，將原先的富山輕軌及富山市內軌道線一體化，使兩線可直通運轉，打通市內南北區域，亦方便沿線居民可以接駁新幹線。車站編號為C15。此電車站至支線接續點之間的富山站南北接續線是由富山市建設與擁有。富山地方鐵道車輛會在電車線上行走，以上下分離方式營運。
為了縮短列車在支線接續點前的等候路口時間，當電車離開電車站進入路口前設有分支，分別是在路口處前進前往新富町，以及在路口處左轉前往電鐵富山站·ESTA前。在路口中可同時讓列車前往兩個方向出發。
2013年時公佈的最初站名為「富山站中央站」，2014年6月2日時，改稱為「富山站」。2014年4月3日，首階段動工。將富山市內軌道線向西北方延長約160米，讓路面電車可以直接到達新幹線入口。月台建設及舖設路軌工程於同年10月完成，隨即進行電纜安裝及加設轉轍器，原定同年12月尾便可以竣工使用，但因後期工程延誤，2015年2月1日起才開始安排試運，並延至與北陸新幹線正式營運當日一併開業。通車後，1號線及3號線改以本站為終點站，2號線則除了晨早1班由大學前站開出的不會駛入外，其餘亦會加停富山站。開站後，原來用作接駁JR在來線用的舊「富山站前站」，同日起改稱為「電鐵富山站前·ESTA前站」。
2019年3月4日，在來線第二期高架化完成，下段的另外4個新月台亦已建成，南北連接工程展開。富山輕軌的富山北站也臨時向後退移60米，以方便新路軌的舖置。2020年1月，接駁工程完程完成，並進行運行測試，並公佈2020年3月21日正式開始南北電車互通。

#### 月台
電車站共有8個上落月台，分為兩組，兩組月台間以行人平交道所分開。南北網絡直通後，原來路面電車1-3號系統將維持不變，進入富山站後，將會停靠1-4號月台；至於直通富山輕軌的班次（稱為路面電車4-6號），則會先進入1-4號月台（但不開啟車門），再通過平交道後駛入5-8號月台進行上、下車。由富山港線方向駛入的列車，先會於5-8號月台停留，讓乘客下車，再通過平交道後駛入1-4號月台進行上車。
| 月台 | 路線       | 前往             |
| ---- | ---------- | ---------------- |
| 1    | 富山軌道線 | ■ 南富山站前方向 |
| 2    | 富山軌道線 | 下車専用         |
| 3    | 富山軌道線 | ■ 環狀線         |
| 4    | 富山軌道線 | ■ 富山大學前方向 |
| 5    | ■ 富山港線 | ■ 岩瀨濱方向     |
| 6・7 | ■ 富山港線 | 下車専用         |
| 8    | ■ 富山港線 | ■ 岩瀨濱方向     |

富山站停留場
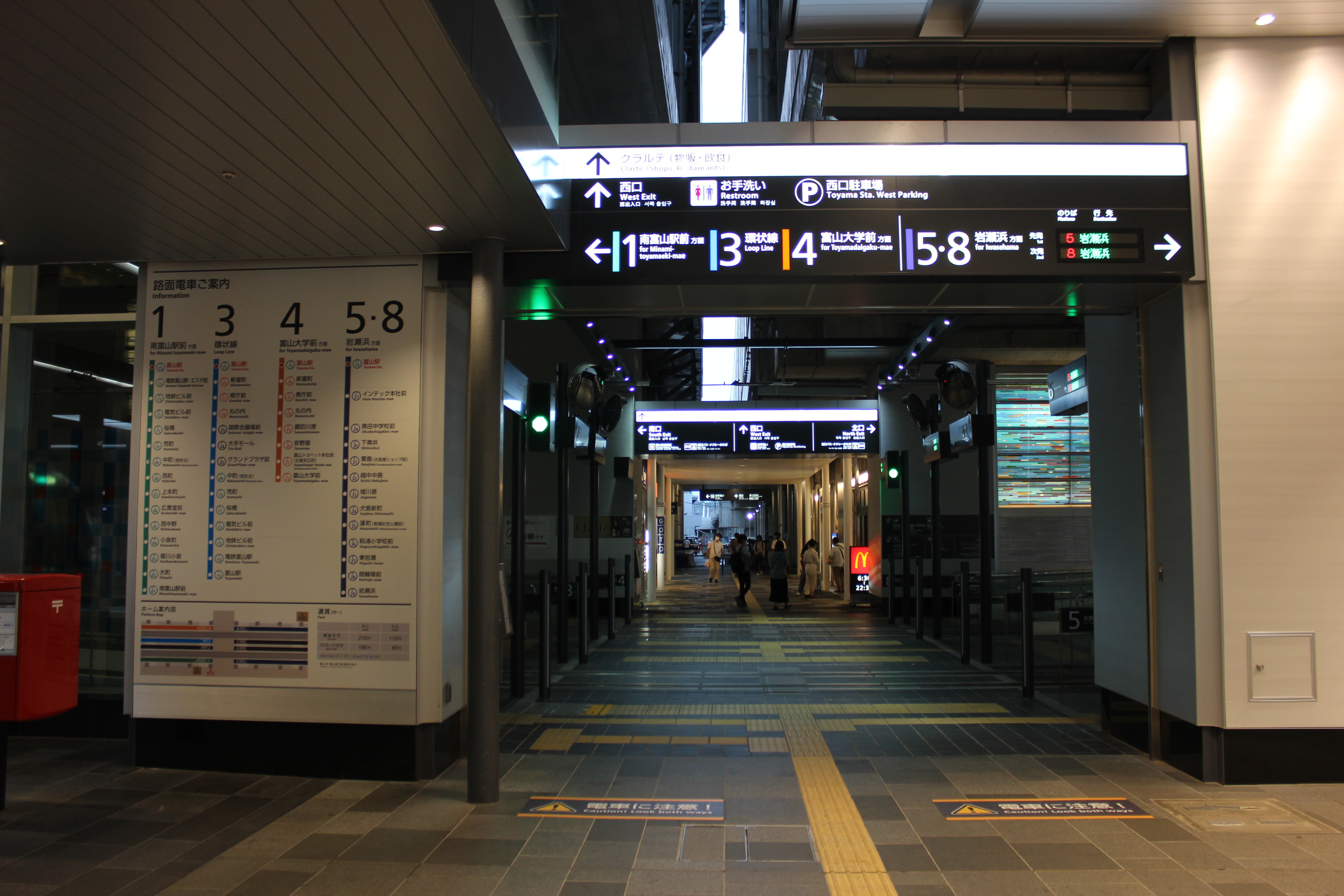
南北直通後的新資訊牌
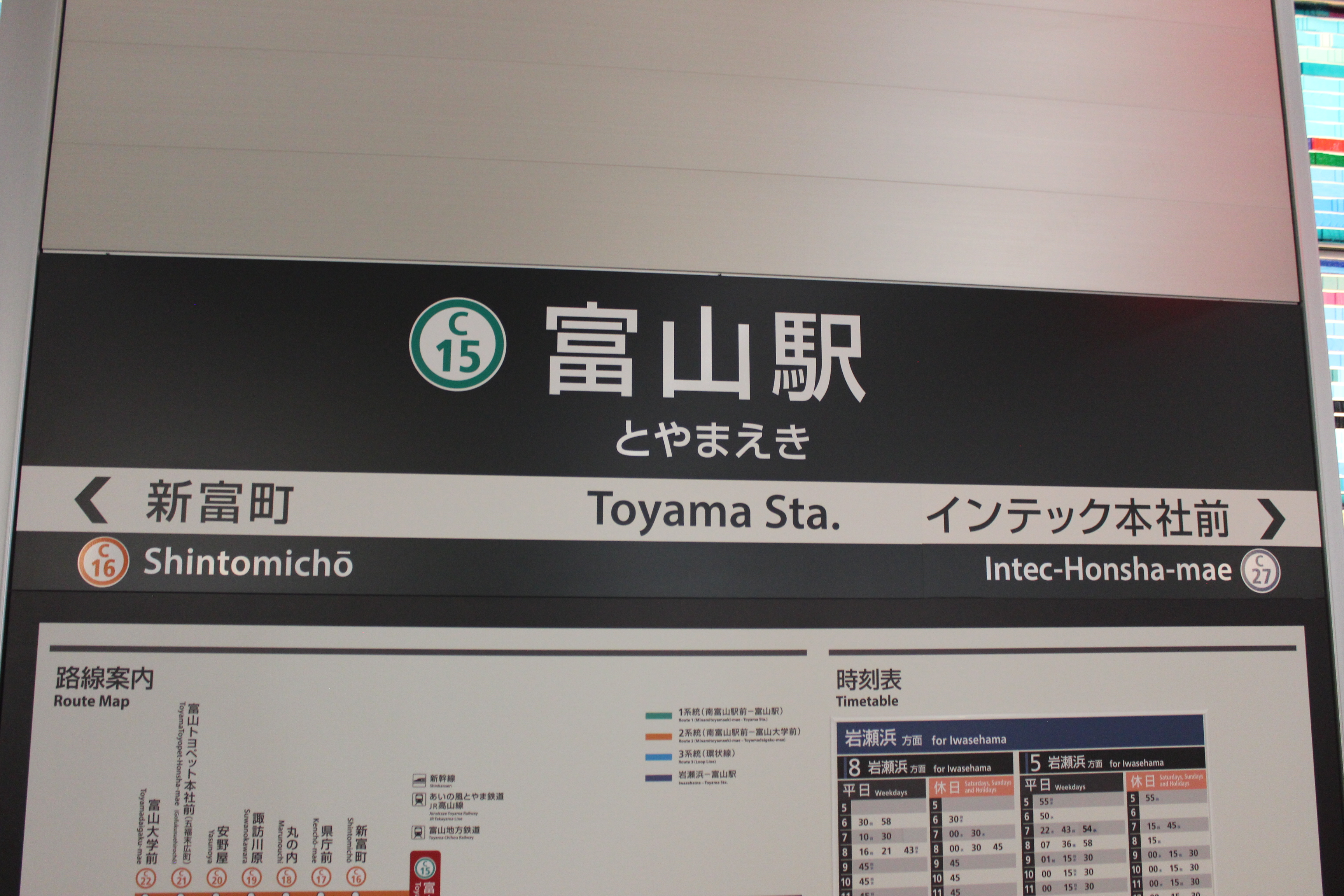
富山站停留場的站名牌
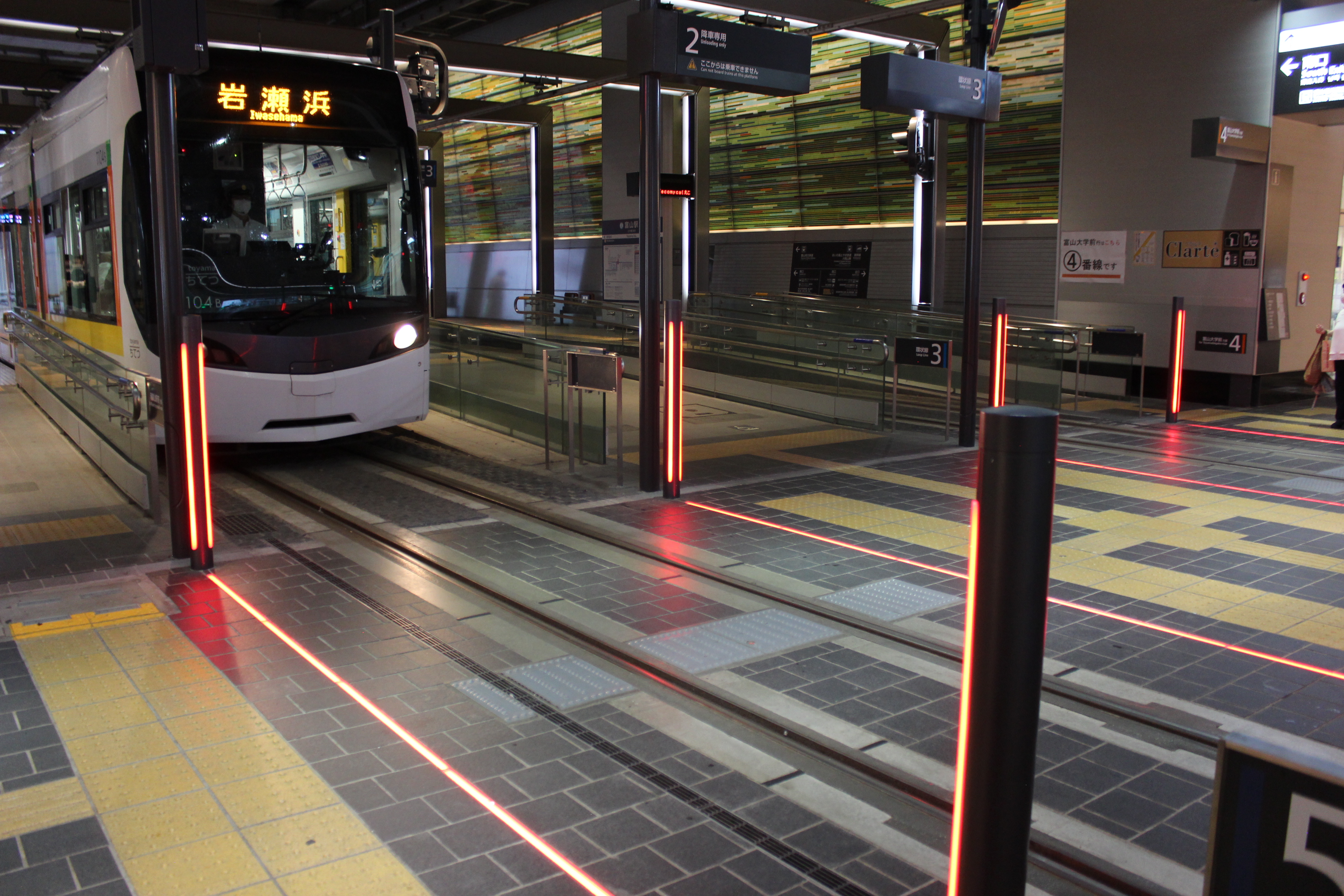
電車通過平交道時會有LED燈和聲音警告

#### 歷史
- 2015年3月14日：隨新幹線站房啟用，新富山站路面電車站啟用[194][23]。
- 2020年3月21日：隨富山港線歸入富山地方鐵道系統，開始直通運輸，並且增設5-8號月台[218][219]。

#### 配線圖
|                 | 富山站停留場電鐵富山站·ESTA前停留場站內配線略圖 |
| 图例 参考文献： |                                                 |

### 富山地方鐵道（原富山輕軌） 富山站北站
原富山站北站是一座路面車站，位於富山站北出口正面。在富山地方鐵道接管富山港線前，此電車站是由富山輕軌營運。電車站是地面車站，設有港灣式月台，當中東邊為單式月台，中央為島式月台。
在2005年度，此電車站至牛島町路口之間的路軌進行了綠化。可是由於電車站內較少日光照射，因此長滿了苔蘚。在2015年，小松精練（現時：小松材料）開發新物材再次進行施工。後來由於進行了連接富山軌道線的工程，電車站遺址建設了交叉渡線，站內再沒有綠化路軌區間。同時為了該工程，在2019年8月3日，電車站向北邊遷移，臨時電車站位於路口北邊，該處設有2面1線月台。在工程完成，於2020年（令和2年）3月21日把電車站廢站。

#### 月台
2019年8月3日至2020年3月20日
| 月台     | 路線      | 方向       |
| -------- | --------- | ---------- |
| 乘車月台 | ■富山港線 | 岩瀨濱方向 |
| 下車月台 | ■富山港線 | -          |

2006年4月29日至2019年8月2日
| 月台  | 路線      | 方向       |
| ----- | --------- | ---------- |
| 1 - 2 | ■富山港線 | 岩瀨濱方向 |

#### 歷史

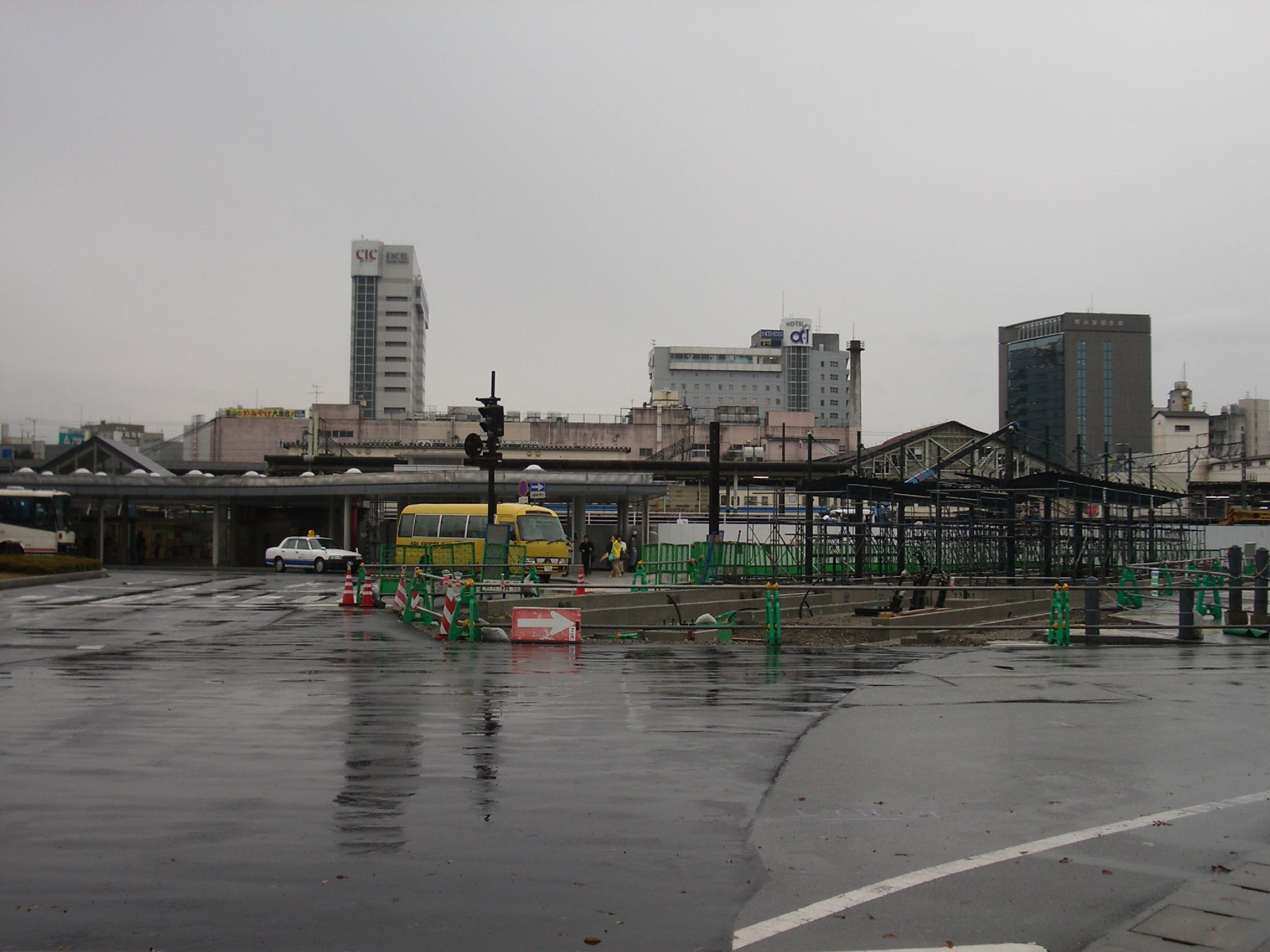
建設中的富山站北停留場

- 2006年4月29日：富山港線由富山輕軌接管，富山港線再次啟用[227]（富山港線）。架空電纜降壓至直流600V。富山站北停留場啟用[4]。
- 2010年3月14日：增設IC卡增值機。開始與富山地方鐵道的IC卡「ecomyca」互相使用[228]。
- 2019年：

- 3月2日：隨著富山站北出口車站大樓封閉，富山輕軌的櫃臺遷移。
- 8月4日：隨著進行富山地方鐵道富山軌道線和富山輕軌富山港線的連接工程。車站向北遷移約50米。

- 2020年：

- 2月22日：富山輕軌合併至富山地方鐵道，改為富山地方鐵道下的車站。
- 3月21日：車站統合，所有原富山港線列車改於在富山站電車站上落，本站棄用。

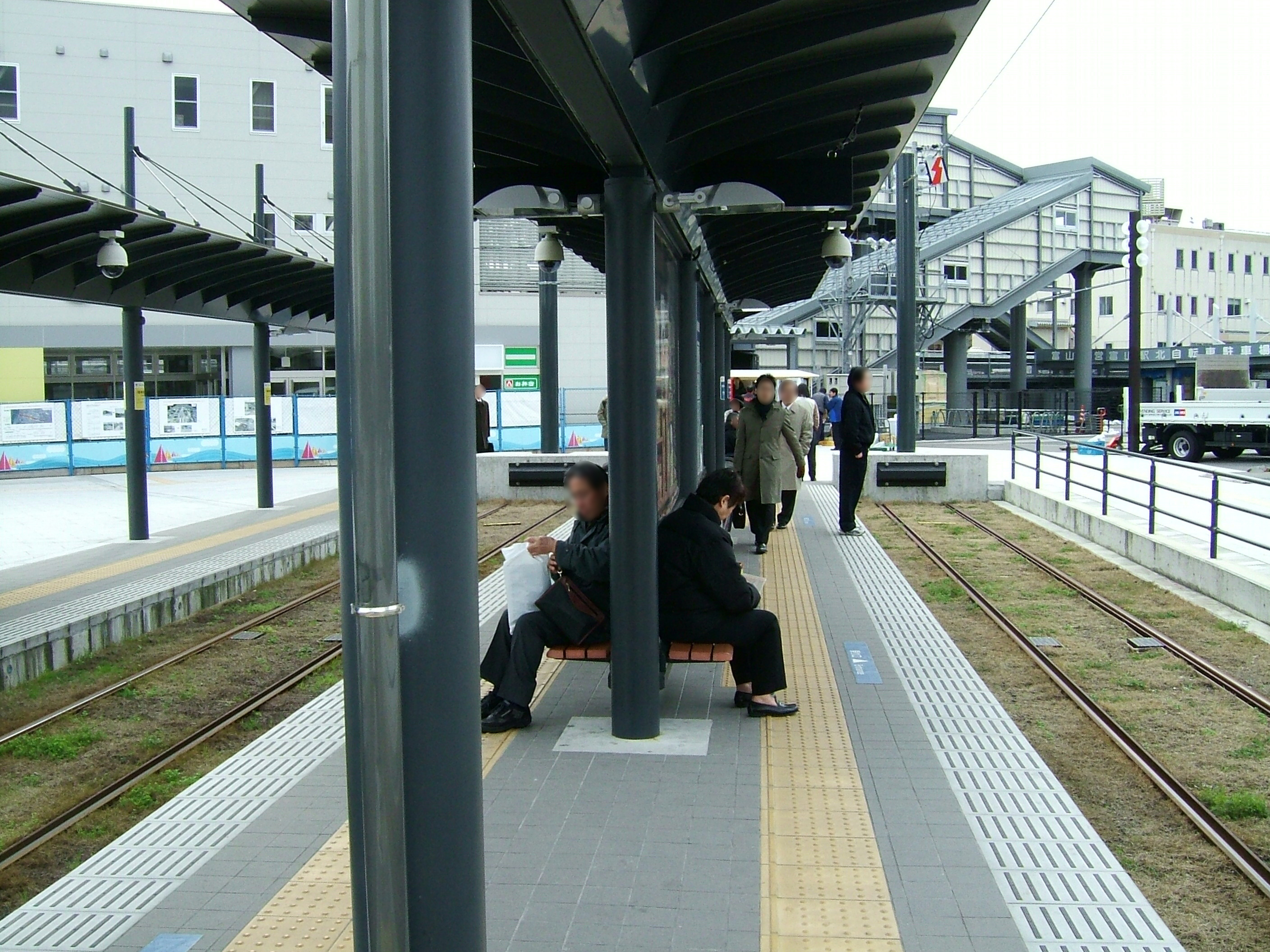
路軌上舖上人造草皮
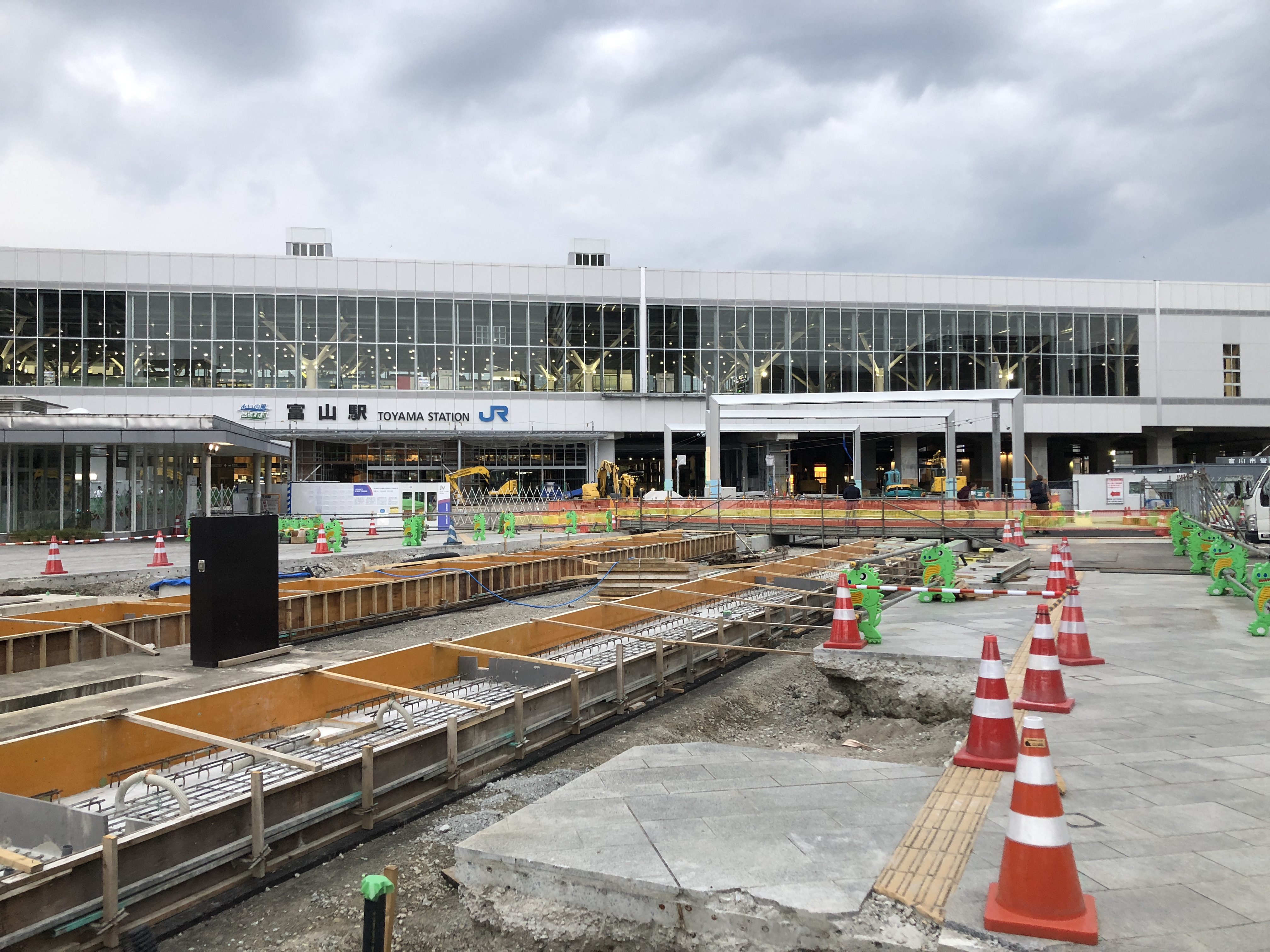
已拆毀的舊富山站北停留場
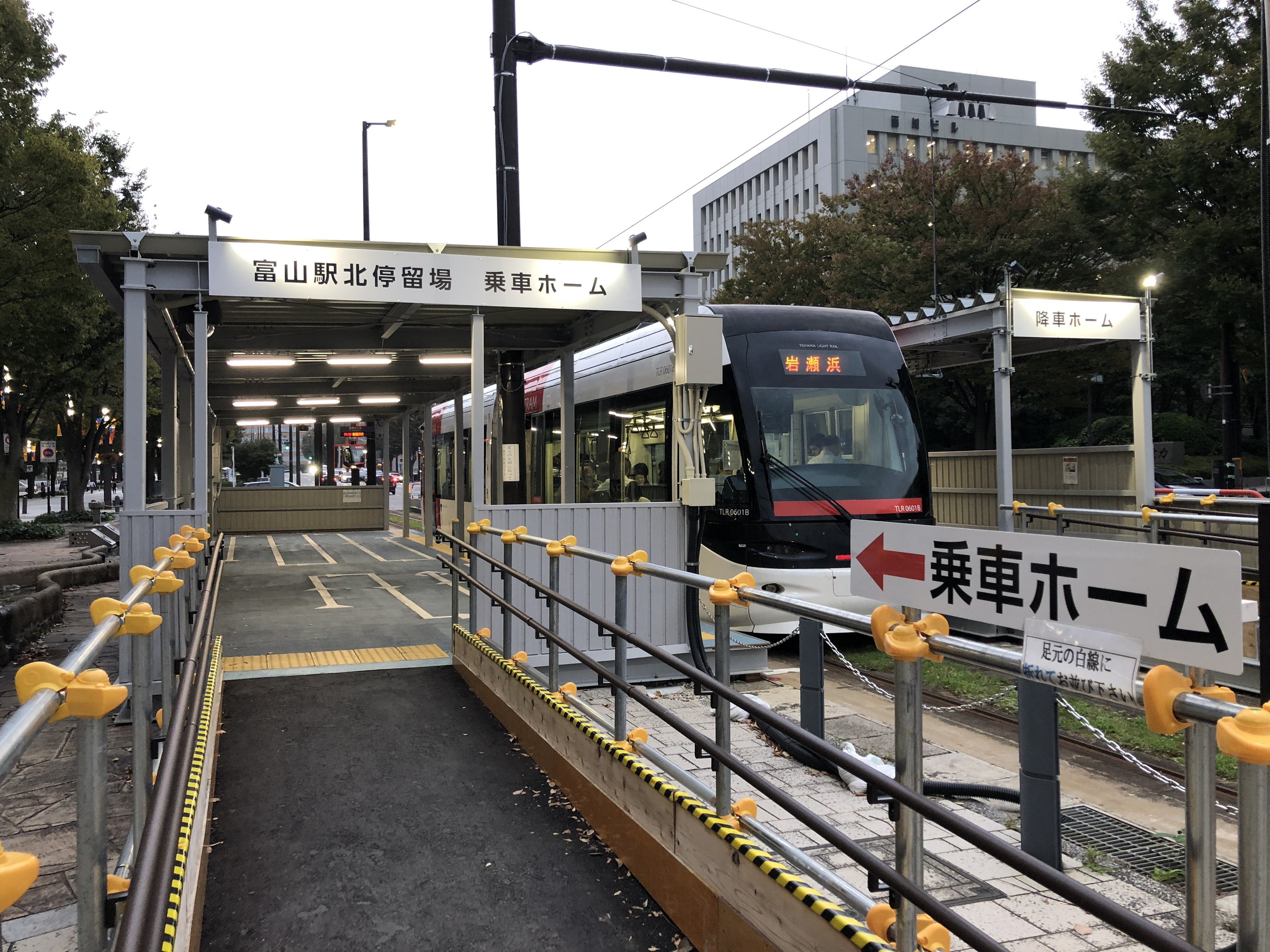
遷移後的臨時電車站

## 貨物起卸

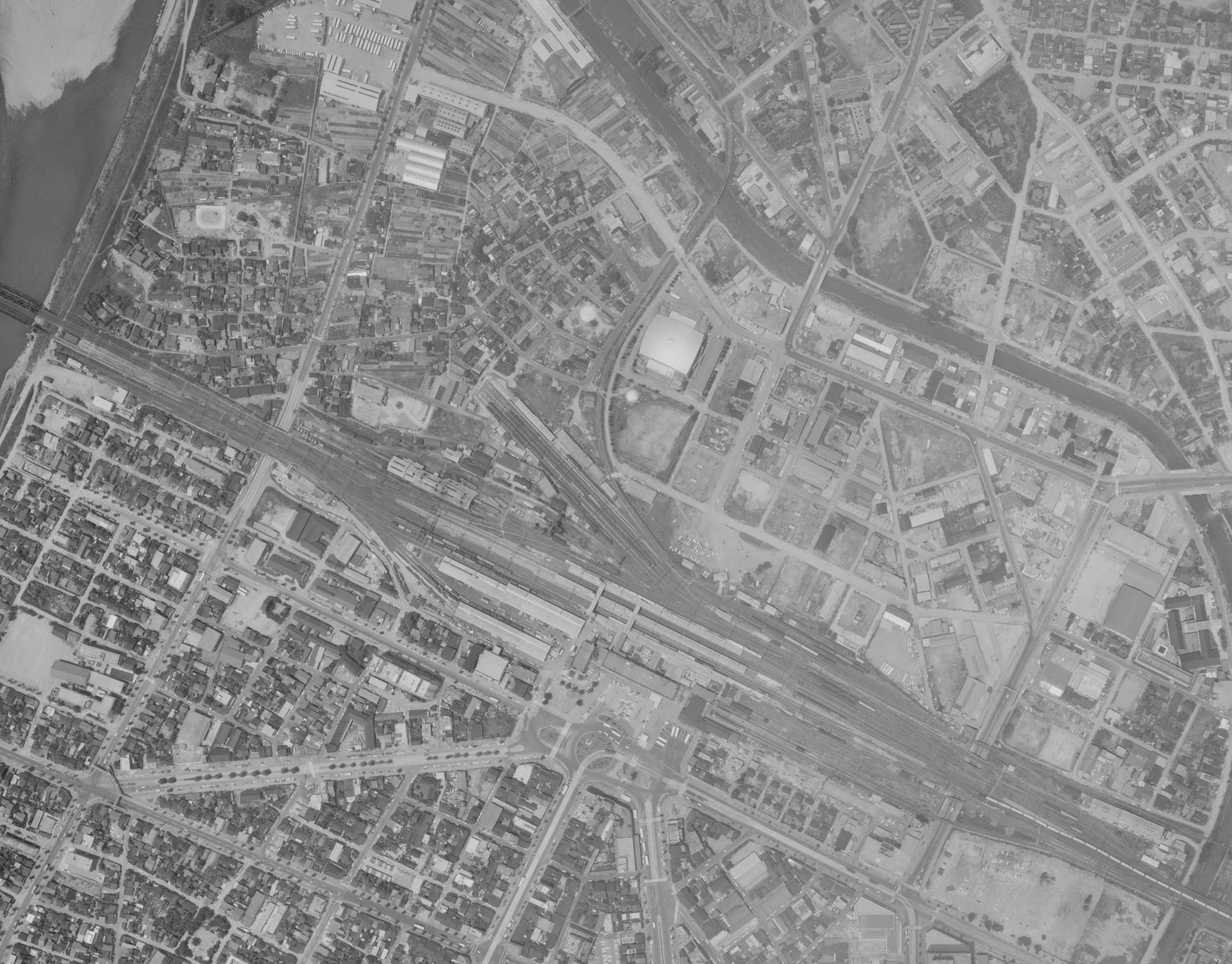
在1970年的富山站周邊航空照片。現時北出口向富岩運河方向分支之路線是富山港線奧田支線

本站亦曾經作為日本國鐵的貨物車站，可以起卸車載貨物和貨櫃貨物。1990年3月10日起，因應貨運功能轉移至富山貨運站，此站的貨物起卸業務終止。
在1953年10月10日的《鐵道公報》第1254號通報專用線一覧別表中，設有以下專用線連接此站。
- 北陸砂利礦業線（動力：日本國鐵機車與手推，作業里程：0.1公里，備註：只限發送國鐵砂利線）

在1970年10月1日，當時設有以下專用線連接此站。
- 北陸砂利礦業線（動力：日本國鐵機車與手推，作業里程：0.10.1公里，總延長里程：0.1公里）

另外，在1983年4月1日的《鐵道公報》第10023號別表《專用線一覧表》中，沒有記載連接此站的專用線。

## 商業設施
參見MARIER（日语：マリエとやま）和TOYAMARCHE（日语：とやマルシェ）。

### 富山站高架橋下

#### Clarte
Clarte位於富山站停留場西邊和新幹線閘口旁邊。設施名稱為「Clarte」，在法文的意思是「光」和「光輝」。Clarte的主要客群是購買日用品的顧客。
Clarte內設有餐廳、藥店和便利店。

#### 年表
- 2013年：

- 5月9日：JR西日本宣布在北陸新幹線啟用後，於該站的車站大樓高架橋下開設商業設施。
- 9月4日：富山總站大樓向希望於新設施開店的人士舉行說明會，介紹新設施的概要。

- 2014年：

- 3月28日：北陸新幹線高架橋下的商業設施名為「活力富山市場」和「Clarte」。
- 12月11日：決定北陸新幹線高架橋下的商業設施的開幕日與商店進駐日。

- 2015年：

- 3月14日：北陸新幹線長野站至金澤站之間開通，「活力富山市場」和「Clarte」開幕。

- 2016年4月15日：設施內的西式糖果店「Alpen村」開幕[242]。
- 2020年：

- 3月19日：決定愛之風富山鐵道線高架橋下的商業設施名稱與進駐商店。
- 5月9日：「TOYAMARCHE 暖簾橫丁」和「TOYAMARCHE EATS de Meets」部分開幕。
- 6月1日：「TOYAMARCHE 暖簾橫丁」和「TOYAMARCHE EATS de Meets」正式開幕。當初預定在4月27日開幕，可是受到新型冠狀病毒的影響而延期。

### 電鐵富山站大樓 ESTA

#### 年表
- 1982年11月7日：由於需要建設商業大樓，因此車站東邊的日本國鐵宿舍撤走[246]。
- 1985年：

- 7月17日：富山總站大樓與富山地方鐵道發表正在建設中的「富山總站大樓」和「電鉄富山站大樓」的計劃概要。
- 11月28日：富山站前多層停車場完成，電鐵富山站乘務區設施遷移。

- 1986年4月14日：富山地鐵酒店（經營商務酒店的公司）成立，並進駐在此站的車站大樓內[248]。
- 1987年12月5日：電鐵富山站大樓「ESTA」開幕[249]。在當時的大樓中，地庫1樓為食品超市「斯巴超市」。樂天利在大樓開幕以來一直為租戶[250]。
- 1990年4月19日：ESTA的進行翻新[251]。
- 2015年3月12日：ESTA內的Albis·ESTA店進行裝修，加入Wi-Fi服務[252]。

#### 設施概要
大樓地面設有樂天利、羅多倫咖啡等餐廳，也設有富山地鐵酒店。地庫設有超級市場「Albis」。ESTA這名稱是公開討論下制定，在西班牙文的意思是車站（西班牙文：estacion），在英文則取用了 "Enjoy Shopping Terminal Area" 的頭文字組成。大樓在昭和63年度獲得富山縣建築獎。MARIER與ESTA之間設有行人通道。
有關最新的商店資訊可參見注腳中的連結。

## 已結業的商業設施
曾經在富山站內設有富山站特選館，詳情參見該條目。

## 車站便當
站內主要設有以下車站便當款式
。車站內可購買名物鱒魚壽司。鱒魚壽司在1912年（明治45年、大正元年）已經開始販賣。
- 三色散便當
- 鱒魚壽司（日语：鱒寿司）小箱
- 黃尾魚壽司小箱
- 劍
- 增壽司小丸
- 富山味筑紫
- 增壽司（一重）
- 黃尾魚壽司
- 特選增壽司
- 增壽司（二重）
- 黃尾魚壽司堆

## 使用狀況
- JR西日本 - 在2019年度的1日平均乘車人次為7,923人[注 2][262]。
- 愛之風富山鐵道 - 在2019年度的1日平均乘車人次為11,854人。在該公司中為最多人使用的車站。
- 富山地方鐵道（電鐵富山站） - 在2019年度的1日平均上下車人次為8,221人。在該公司中為最多人使用的車站。

根據「富山縣統計年鑑」和「富山市統計書」，以下為近年1日平均上下車、乘車人次之變化。
| 年度               | 日本國鐵 JR西日本 | 愛之風富山鐵道   | 富山地方鐵道 電鐵富山站 | 富山地方鐵道 電鐵富山站 |
| 年度               | 1日平均 乘車人員  | 1日平均 乘車人員 | 1日平均 上下車人次      | 1日平均 乘車人次        |
| ------------------ | ----------------- | ---------------- | ----------------------- | ----------------------- |
| 1965年（昭和40年） | 25,196            | 未啟用           |                         |                         |
| 1970年（昭和45年） | 21,978            | 未啟用           |                         |                         |
| 1975年（昭和50年） | 22,772            | 未啟用           | 19,862                  |                         |
| 1980年（昭和55年） | 20,606            | 未啟用           | 17,578                  |                         |
| 1985年（昭和60年） | 19,239            | 未啟用           | 13,814                  |                         |
| 1988年（昭和63年） | 19,304            | 未啟用           | 11,629                  |                         |
| 1989年（平成元年） | 19,188            | 未啟用           | 11,244                  |                         |
| 1990年（平成02年） | 19,861            | 未啟用           | 11,419                  |                         |
| 1991年（平成03年） | 21,834            | 未啟用           | 11,280                  |                         |
| 1992年（平成04年） | 21,906            | 未啟用           | 10,990                  |                         |
| 1993年（平成05年） | 21,703            | 未啟用           | 10,474                  |                         |
| 1994年（平成06年） | 21,754            | 未啟用           | 9,840                   |                         |
| 1995年（平成07年） | 21,278            | 未啟用           | 9,523                   |                         |
| 1996年（平成08年） | 21,492            | 未啟用           | 9,351                   |                         |
| 1997年（平成09年） | 20,614            | 未啟用           | 8,702                   |                         |
| 1998年（平成10年） | 20,268            | 未啟用           | 8,196                   |                         |
| 1999年（平成11年） | 19,823            | 未啟用           | 7,659                   |                         |
| 2000年（平成12年） | 19,488            | 未啟用           | 7,242                   |                         |
| 2001年（平成13年） | 18,688            | 未啟用           | 6,873                   | 3,509                   |
| 2002年（平成14年） | 17,990            | 未啟用           | 6,879                   | 3,518                   |
| 2003年（平成15年） | 17,952            | 未啟用           | 6,452                   | 3,273                   |
| 2004年（平成16年） | 17,419            | 未啟用           | 6,328                   | 3,192                   |
| 2005年（平成17年） | 17,106            | 未啟用           | 6,426                   | 3,260                   |
| 2006年（平成18年） | 16,611            | 未啟用           | 6,475                   | 3,304                   |
| 2007年（平成19年） | 16,729            | 未啟用           | 6,500                   | 3,294                   |
| 2008年（平成20年） | 16,699            | 未啟用           | 6,386                   | 3,272                   |
| 2009年（平成21年） | 16,207            | 未啟用           | 6,324                   | 3,229                   |
| 2010年（平成22年） | 15,867            | 未啟用           | 6,524                   | 3,312                   |
| 2011年（平成23年） | 15,746            | 未啟用           | 6,610                   | 3,392                   |
| 2012年（平成24年） | 15,767            | 未啟用           | 6,709                   | 3,453                   |
| 2013年（平成25年） | 15,967            | 未啟用           | 6,894                   | 3,473                   |
| 2014年（平成26年） | 14,375            |                  | 6,912                   | 3,702                   |
| 2015年（平成27年） | 7,901             | 11,373           | 7,422                   | 4,078                   |
| 2016年（平成28年） | 7,843             | 11,388           | 7,649                   | 4,039                   |
| 2017年（平成29年） | 8,121             | 11,543           | 7,752                   | 4,155                   |
| 2018年（平成30年） | 8,343             | 11,830           | 7,699                   | 4,274                   |
| 2019年（令和元年） | 7,923             | 11,854           | 8,221                   | 4,582                   |

以下為各年度的富山站乘車人次列表。
| 年度               | 日本國鐵  |
| ------------------ | --------- |
| 1950年（昭和25年） | 4,636,696 |
| 1960年（昭和35年） | 8,279,303 |

## 車站周邊

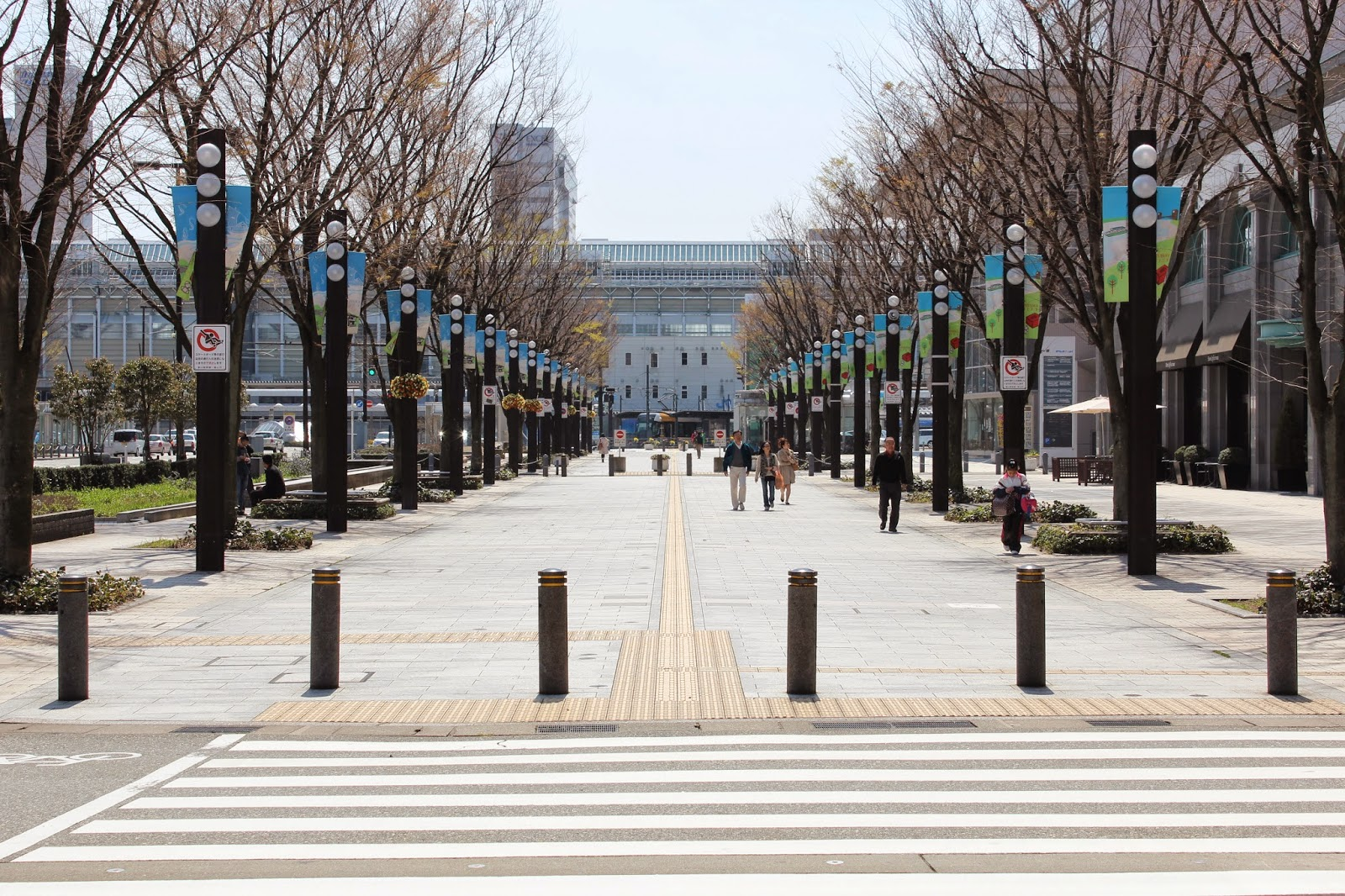
車站北邊大道

南出口
南出口在第二次世界大戰後開始發展，現時成為了富山市的表面玄關。
北出口
北出口長久以來被稱為「車站後方」。近年開始再次開發，成為新的富山玄關。現時被稱為「站北」。
西口
西出口設有富山站西出口交通廣場、一般車輛上落客區和單車停泊處。
另外，車站周邊設有數個富山市單車共用系統「Avile」的據點。

## 巴士路線
在南出口設有巴士總站。富山地方鐵道（地鐵巴士）設有各條一般巴士路線前往各地。隨著北陸新幹線啟用，新車站大樓開始使用，於2015年（平成27年）3月14日起富山站南出口的巴士站再次遷移，同時把周邊的巴士站集中在一起。但是部分路線途經北出口。

### 南出口巴士總站
- 1號乘車處：高速巴士（長距離班次）
  - 富山 - 池袋、新宿線（富山地方鐵道，加越能巴士、西武巴士）[巴士 3][巴士 4]
  - 富山 - 京都、大阪線（日语：富山 - 大阪線）（富山地方鐵道、阪急巴士（日语：阪急バス））[巴士 5][巴士 6]
  - 富山 - 名古屋線（日语：東海北陸道高速バス）（富山地方鐵道、名鐵巴士（日语：名鉄バス））[巴士 7][巴士 8]
  - 富山 - 新潟線（富山地方鐵道、新潟交通（日语：新潟交通））[巴士 9][巴士 10]
  - 金澤、富山 - 仙台線「百萬石Dream政宗號」（西日本JR巴士、JR巴士東北）[巴士 11]
  - Grand Dream金澤號、青春Dream金澤號（日语：ドリーム金沢号）（西日本JR巴士、JR巴士關東）[巴士 12]
  - 北陸道Gran日間特急大阪號、百萬石Dream大阪號（日语：北陸道昼特急大阪号）（西日本JR巴士）[巴士 13]
  - 北陸Dream名古屋號（日语：北陸ドリーム名古屋号）（西日本JR巴士、JR東海巴士）[巴士 14]
  - 北陸Dream四國號 德島、高松、高知方向（西日本JR巴士、JR四國巴士）
  - 百萬石Dream廣島號 岡山、廣島方向（西日本JR巴士、中國JR巴士）
  - 富山 - 高山線〔經白川鄉〕（富山地方鐵道、濃飛巴士（日语：濃飛バス））[巴士 15][巴士 16]
- 2號乘車處：高速巴士（中距離班次）、特急巴士、定期觀光巴士
  - 富山 - 金澤線（富山地方鐵道、北鐵金澤巴士（日语：北鉄金沢バス））[巴士 17][巴士 18]
  - 富山 - 城端線（富山地方鐵道）[巴士 19]
  - 富山 - 神岡、新穗高、平湯溫泉線（富山地方鐵道、濃飛巴士）[巴士 20][巴士 21]
  - 富山黃尾魚螃蟹巴士（新湊、冰見方向）[巴士 22]
  - 市內周遊旋轉BUS（日语：ぐるっとBUS） 西北回、南回路線〔各路線毎日6班〕（富山地方鐵道）
    - 途經富山市市區的美術館、博物館、觀光設施的周遊巴士[巴士 23]。

  - 富山 - 有峰線（夏山巴士）※只於夏季行走[巴士 24]
- 3號乘車處：10字頭系統（小杉、高岡、新湊、四方（經布目）方向）[巴士 25]
- 4號乘車處：70字頭系統（新庄、針原、水橋、滑川方向）、部分80字頭系統（米田、濟生會醫院方向）[巴士 25]
- 5號乘車處：部分30字頭系統（笹津、豬谷方向）、40字頭系統（南富山、辰尾團地、福澤、國立高專方向）[巴士 25]
- 6號乘車處：20字頭系統（有澤、速星、八尾、山田方向）、部分30字頭系統（富山機場方向）、50字頭系統（大泉、五百石（經大泉）、不二榮町方向）[巴士 25]
- 7號乘車處：部分80字頭系統（興人團地方向）、90字頭系統（新櫻谷町、四方（經八幡）方向）、富山站北出口、紅十字醫院方向[巴士 25]

### 北出口迴旋路
除了一般路線外，旅遊巴士和高速巴士在該處到發。
- 1號乘車處
  - 紅十字醫院、興人團地方向[巴士 1]
  - 前往東京站（鍛冶橋停車場）、東京迪士尼樂園／前往Busta新宿、橫濱天空大廈「JAMJAM Liner」（Jam Jam Express（日语：ジャムジャムエクスプレス））[巴士 26]
  - 前往Busta新宿、東京站（鍛冶橋停車場）、東京迪士尼樂園「Orion Bus」（OTB）
  - 前往Busta新宿、東京迪士尼樂園（中日本旅遊巴士）[巴士 27]
  - 前往Busta新宿、二俁新町站「櫻花高速巴士」（櫻交通（日语：桜交通））
  - 前往東京站（八重洲通）、淺草站、東北急行巴士東京營業所「木梨號」（東北急行巴士（日语：東北急行バス）、北日本觀光自動車（日语：北日本観光自動車））
- 2號乘車處
  - 藤之木、不二榮町方向[巴士 1]
  - 前往大宮站西出口、東京站（鍛冶橋停車場）、橫濱站（YCAT（日语：横浜シティ・エア・ターミナル））、小田原站西出口「杉崎高速巴士（日语：杉崎観光バス）」（杉崎觀光巴士（日语：杉崎観光バス））[巴士 28]
  - 前往東京站（鍛冶橋停車場）、東京迪士尼樂園「Green Liner」（丸一觀光（日语：丸一観光））[巴士 29]
  - 前往池袋（太陽城）、東京迪士尼樂園「WILLER EXPRESS」（WILLER EXPRESS）
  - 前往池袋（太陽城）、新浦安（日语：新浦安）、成田機場「WILLER EXPRESS」（WILLER EXPRESS）
  - 前往Busta新宿、東京（日本橋站）、大宮站「VIP Liner」（平成企業（日语：平成エンタープライズ））[巴士 30]
- 3號乘車處：國立高專方向[巴士 1]
- 4號乘車處
  - Apita東店方向[巴士 1]
  - 前往Busta新宿「KB Liner」（三榮交通、千葉未來觀光巴士）

## 相鄰車站
※JR西日本的新幹線各列車以及特急「飛驒」參見各列車條目。
西日本旅客鐵道（JR西日本）
 北陸新幹線
黑部宇奈月溫泉－富山－新高岡
■高山本線
西富山－富山
愛之風富山鐵道
■愛之風富山鐵道線
快速「愛之風Liner」
小杉（07）－富山（09）－滑川（13）
普通
吳羽（08）－富山（09）－新富山口（10）
※此外，此站與東富山站之間設有日本貨物鐵道的貨運站富山貨運站。
富山地方鐵道
■本線
■特急
電鐵富山（T01）－寺田（T08）
■快速急行（從此站出發）
電鐵富山（T01）→寺田（T08）
■快速急行（前往此站）
電鐵富山（T01）←稻荷町（T02）
■急行、■普通
電鐵富山（T01）－稻荷町（T02）
■不二越、上瀧線
■普通
電鐵富山（T01）－稻荷町（T02）
富山軌道線（富山站南北接續線、支線、本線）
富山站（C15）－（支線接續點）－電鐵富山站·ESTA前（C14）－地鐵大樓前（C13）
富山軌道線（富山站南北接續線、支線）
富山站（C15）－（支線接續點）－新富町（C16）
■富山港線
富山站（C15）－橡樹運河公園酒店富山前（C26）（岩瀨濱方向單向停靠）－INTEC本社前（C27）

### 曾經存在的路線
西日本旅客鐵道（JR西日本）
富山港線（舊線）
富山－富山口
日本國有鐵道（國鐵）
富山港線（貨物支線）
富山－奧田

## 注腳

### 統計資料
1. ↑  富山市統計書 （页面存档备份，存于）（日語） - 富山市
2. ↑  統計年鑑 （页面存档备份，存于）（日語） - 富山縣
3. ↑  富山縣企劃部統計課編《平成8年 富山県統計年鑑》，1999年（平成11年）3月，富山縣企劃部統計課
4. ↑  富山縣企劃部統計課編《平成7年 富山県統計年鑑》，1997年（平成9年）12月，富山縣統計協會
5. ↑  富山縣企劃部統計課編《平成6年 富山県統計年鑑》，1996年（平成8年）12月，富山縣統計協會
6. ↑  富山縣企劃部統計課編《平成5年 富山県統計年鑑》，1995年（平成7年）12月，富山縣統計協會
7. ↑  富山縣總務部統計課編《平成4年 富山県統計年鑑》，1994年（平成6年）12月，富山縣統計協會
8. ↑  富山縣總務部統計課編《平成3年 富山県統計年鑑》，1993年（平成5年）12月，富山縣統計協會
9. ↑  富山縣總務部統計課編《平成2年 富山県統計年鑑》，1992年（平成4年）12月，富山縣統計協會
10. ↑  富山縣總務部統計課編《平成元年 富山県統計年鑑》，1991年（平成3年）12月，富山縣統計協會
11. ↑  富山縣總務部統計課編《昭和63年 富山県統計年鑑》，1991年（平成3年）2月，富山縣總務部統計課
12. ↑  富山縣總務部統計課編《昭和60年 富山県統計年鑑》，1987年（昭和62年）9月，富山縣總務部統計課
13. ↑  富山縣總務部統計情報課編《昭和55年 富山県統計年鑑》，1982年（昭和57年）10月，富山縣總務部情報統計課
14. ↑  富山縣總務部情報統計課編《昭和50年 富山県統計年鑑》，1977年（昭和52年）9月，富山縣統計協會
15. ↑  富山縣總務部統計調査課編《昭和45年 富山県統計年鑑》，1972年（昭和47年）3月，富山縣總務部統計調査課
16. ↑  富山縣綜合計劃部統計調査課編《昭和40年 富山県統計年鑑》，1967年（昭和42年）12月，富山縣綜合計劃部統計調査課
17. ↑  富山縣總務部編，《昭和25年 富山県統計年鑑》，1953年（昭和28年）3月，富山縣總務部
18. ↑  富山縣綜合計劃部統計調査課編，《昭和35年 富山県統計年鑑》，1963年（昭和38年）3月，富山縣綜合計劃部統計調査課

### 巴士路線
1. 1 2 3 4 5 6  バス – 路線バス – 時刻表の検索 （页面存档备份，存于）（日語） - 富山地方鐵道（2016年（平成28年）7月20日參閲）
2. 1 2  富山地鉄と新幹線乗り継ぎ便利に　２月２６日に新ダイヤ （页面存档备份，存于）（日語） - 《北日本新聞》（2016年（平成28年）7月20日閲覧）
3. ↑  高速バス- 東京線（日語） - 富山地方鐵道
4. ↑  新宿･池袋⇔富山 6200円（日語） - 西武巴士
5. ↑  高速バス- 大阪線（日語） - 富山地方鐵道
6. ↑  大阪・京都 - 富山（日語） - 阪急巴士
7. ↑  バス – 高速バス – 名古屋線（日語） - 富山地方鐵道
8. ↑  富山（日語） - 名鐵巴士
9. ↑  バス – 高速バス – 新潟線（日語） - 富山地方鐵道
10. ↑  富山高速バス（日語） - 新潟交通
11. ↑  http://www.jrbustohoku.co.jp/express/detail/?PID=4&RID=50 （页面存档备份，存于） 仙台－富山・金沢（百萬石Dream政宗號） 預約制 - JR巴士東北
12. ↑  東京～富山・金沢 ドリーム金沢号/青春ドリーム金沢号（日語） - JR巴士關東
13. ↑  西日本JRバス時刻表（日語） - 西日本JR巴士
14. ↑  名古屋⇔富山・金沢（日語） - JR東海巴士
15. ↑  高速バス- 高山線（日語） - 富山地方鐵道
16. ↑  高山～白川郷・富山線（日語） - 濃飛巴士
17. ↑  バス – 高速バス – 金沢線（日語） - 富山地方鐵道
18. ↑  金沢↔ 富山|高速バス情報（日語） - 北陸鐵道
19. ↑  高速バス- 砺波・城端線(県内高速)（日語） - 富山地方鐵道
20. ↑  バス – 特急バス – 神岡・平湯・新穂高（日語） - 富山地方鐵道
21. ↑  奥飛騨温泉郷～富山線｜高速バス（日語） - 濃飛巴士
22. ↑  富山ぶりかにバスのご案内（日語） - 富山地方鐵道
23. ↑  富山市内周遊ぐるっとBUSのご案内（平成28年度）（日語） - 富山地方鐵道
24. ↑  バス – 夏山バスのご案内（日語） - 富山地方鐵道
25. 1 2 3 4 5  乗合自動車 停留所表（日語） - 富山地方鐵道
26. ↑  富山発→関東行（日語） - Jam Jam Express
27. ↑  金沢・富山  新宿・東京ディズニーランド （页面存档备份，存于）（日語） - 中日本旅遊巴士
28. ↑  富山駅北口＜ロータリー2番のりば＞（日語） - 杉崎觀光巴士
29. ↑  石川発東京行（富山経由）（日語） - 丸一觀光
30. ↑  大宮→金沢（日語） - 平成企業

## 外部連結
- JR西日本 富山站公式網頁 （日語）
- 愛之風富山鐵道 富山站公式網頁 （页面存档备份，存于） （日語）
- 富山地方鐵道 電鐵富山站公式網頁 （页面存档备份，存于） （日語）
- 富山地方鐵道 富山站路面電車發車時間表 （页面存档备份，存于） （日語）